# Femmes pendant la Première Guerre mondiale

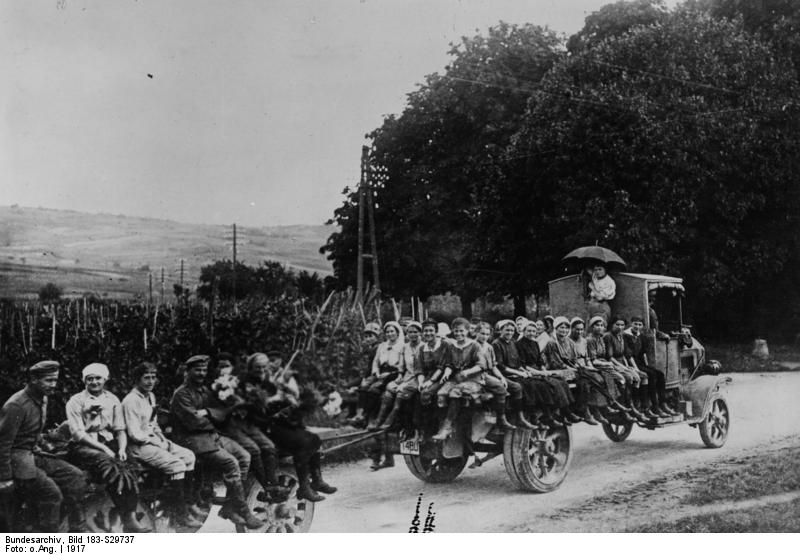
Allemandes participant à l'effort de guerre en 1917.

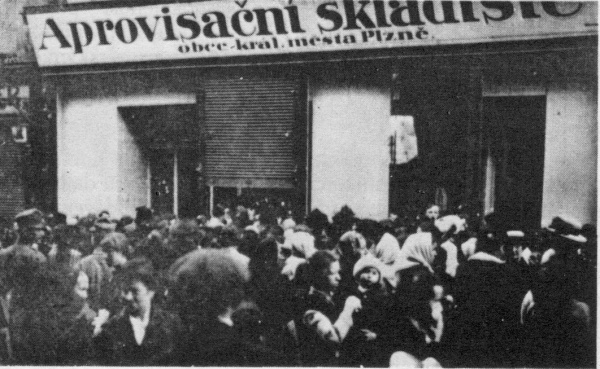
Manifestation de femmes devant un magasin d'alimentation à Pilsen (Bohème, Autriche-Hongrie) en 1918.

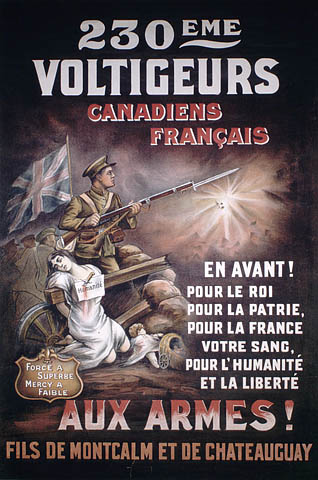
L'Humanité représentée par une Européenne martyrisée défendue par un voltigeur canadien. Affiche de recrutement à Québec.

Les femmes pendant la Première Guerre mondiale ont connu une mobilisation sans précédent. La plupart d'entre elles ont remplacé les hommes enrôlés dans l'armée en occupant des emplois civils ou dans des usines de fabrication de munitions. Plusieurs centaines de milliers ont servi dans les différentes armées dans des fonctions de soutien, notamment en tant qu'infirmières. Certaines, en Russie par exemple, ont participé aux combats. D'autres encore sont restées inconditionnellement pacifistes.
Les femmes n'ont pas non plus été épargnées lors des nombreux massacres, répressions de rébellion, génocides et famines dont cette guerre fut émaillée.
La Première Guerre mondiale est un moment-clé de l'émancipation des femmes, bien que leur influence politique soit restée très faible en dehors de quelques cas éloquents (Alexandra Kollontaï, Rosa Luxemburg, Annie Besant, Emmeline Pankhurst, Constance Markiewicz, Sophie de Prusse, Lady Surma (en), Te Puea Herangi). Ces exemples marquent cependant l'entrée des femmes en politique à l'époque contemporaine.
À l'intérieur ou en marge des grands empires, des nations luttent pour leur survie (Arménie, Assyriens, Serbie, Roumanie) ou leur reconnaissance politique (Irlande, Corée, Boers, Maoris, Finlande, Pays baltes, pays arabes, Ukraine...) ; l'action des femmes y a sans doute été davantage remarquée du fait de la mobilisation des hommes dans le conflit principal.
Certaines héroïnes ont alors été qualifiées de Jeanne d'Arc, ce qui peut autant souligner le caractère exceptionnel de leur rôle politique et a fortiori militaire, que l'importance du symbole qu'a représenté leur engagement.
À la fin de la guerre, l'accès des femmes au suffrage universel dans de nombreux pays constitue indiscutablement une nouvelle donne.

## La condition féminine vers 1914 et les prémices de la guerre

### Portraits

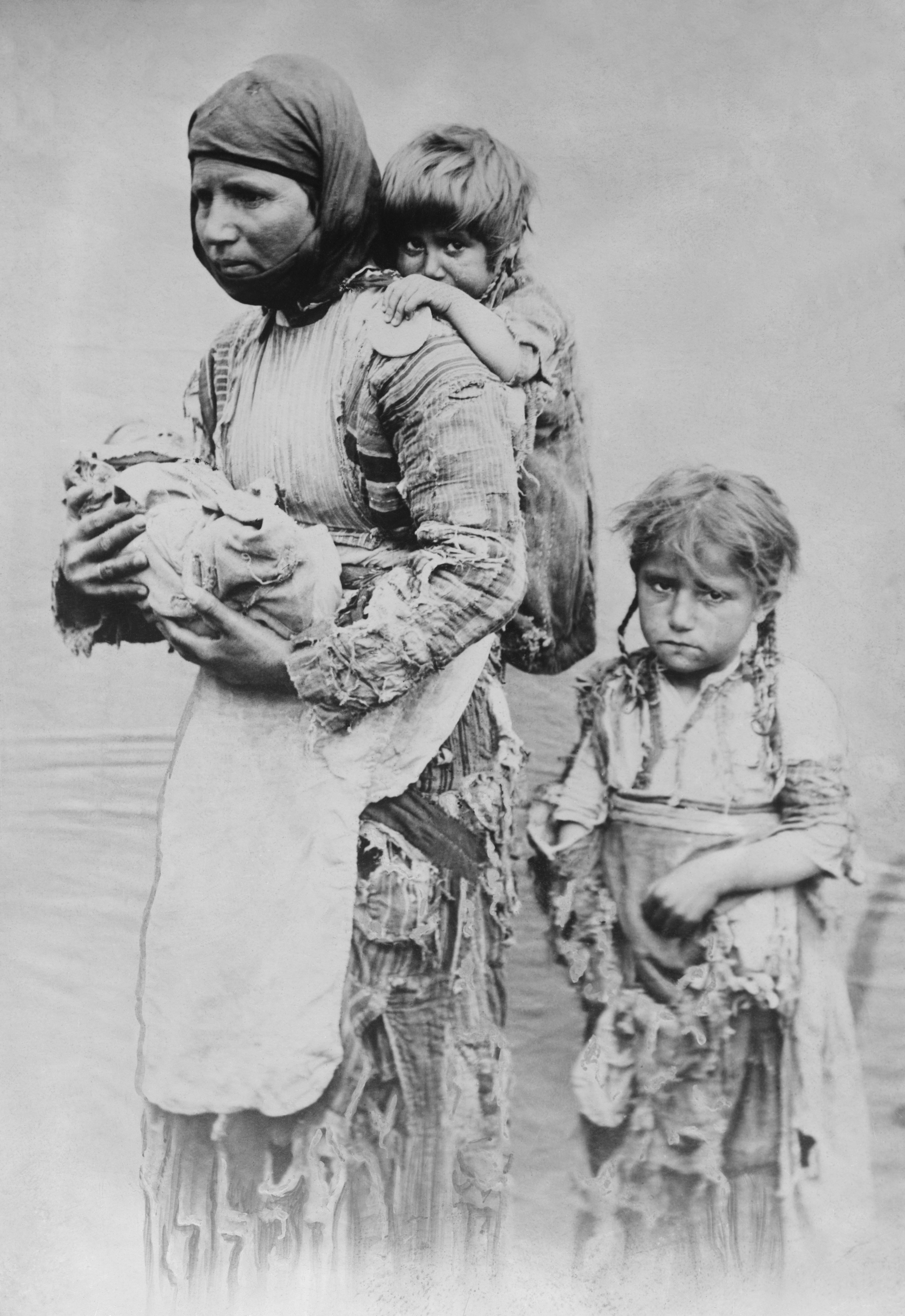
Déportées arméniennes, Empire ottoman, 1899.
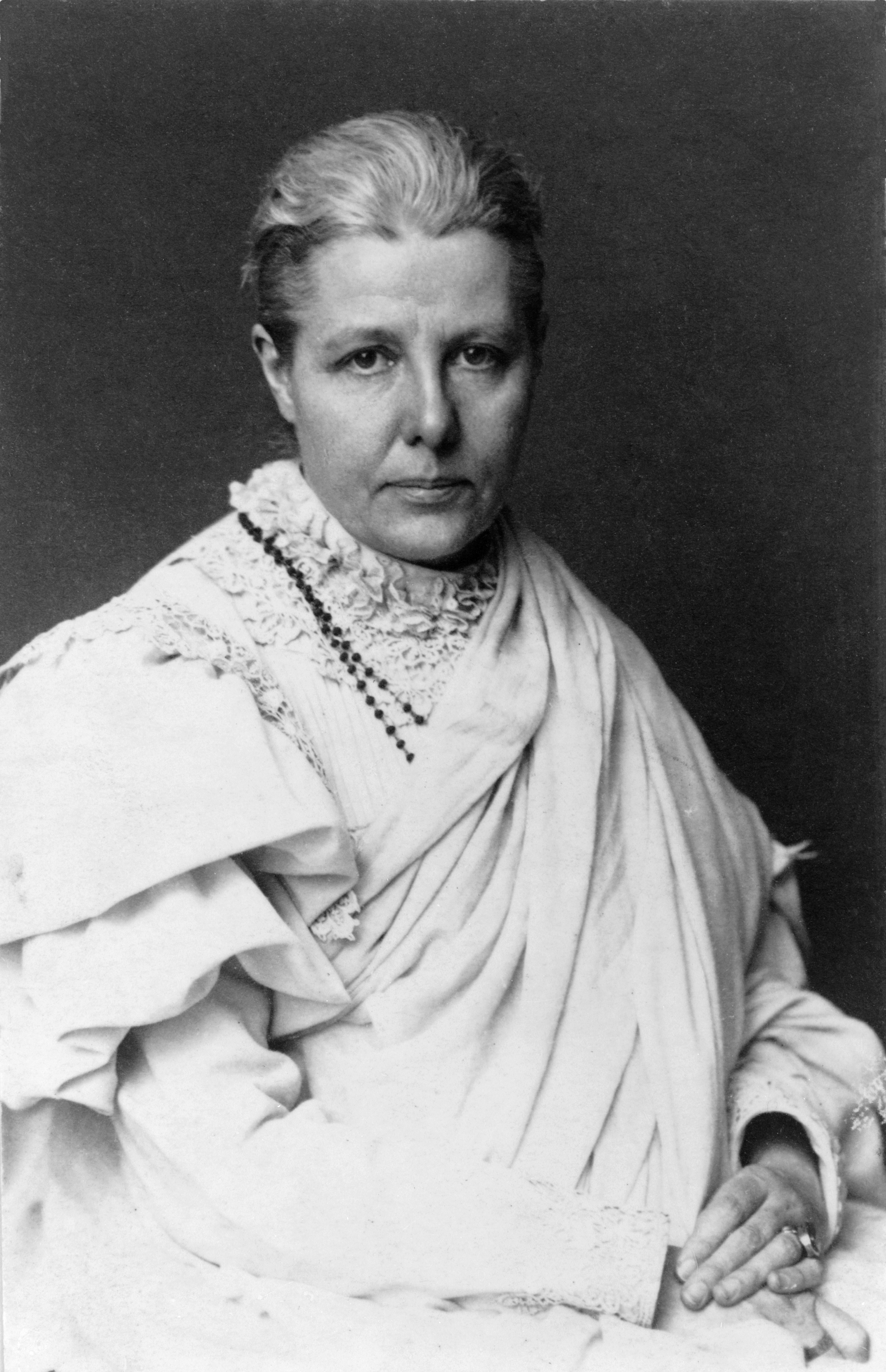
Annie Besant, féministe et femme politique britannique, ici habillée dans le style de l'Artistic Dress Movement, une mode féminine novatrice, vers 1897.
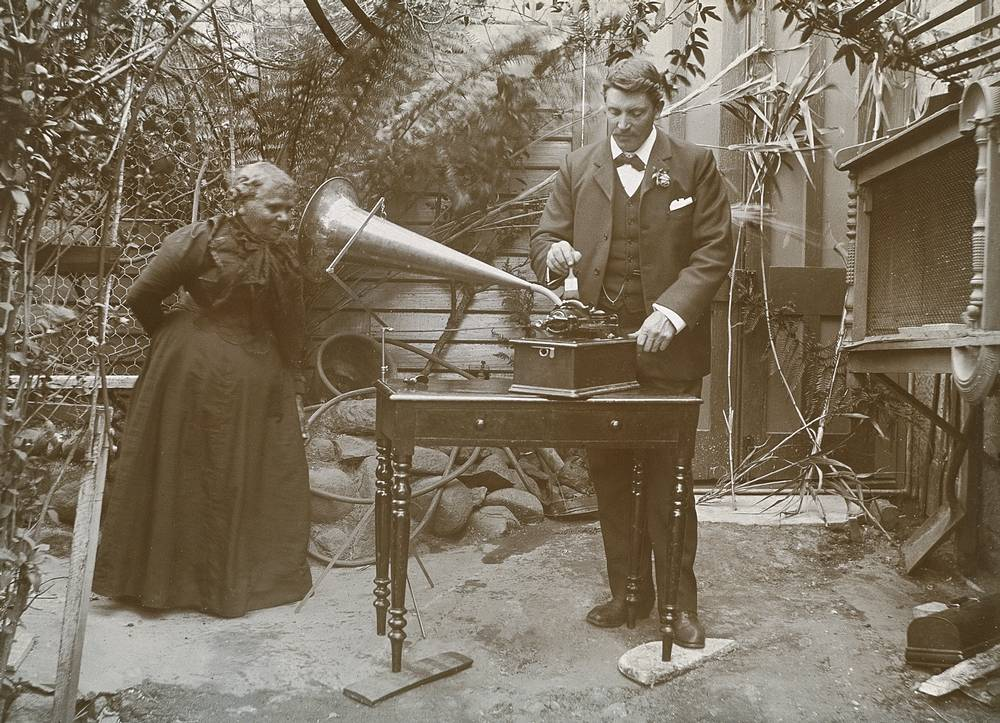
Enregistrement de Fanny Cochrane Smith, la dernière des Aborigènes de Tasmanie, entièrement exterminés par les colons britanniques et les maladies qu'ils portaient, 1903.
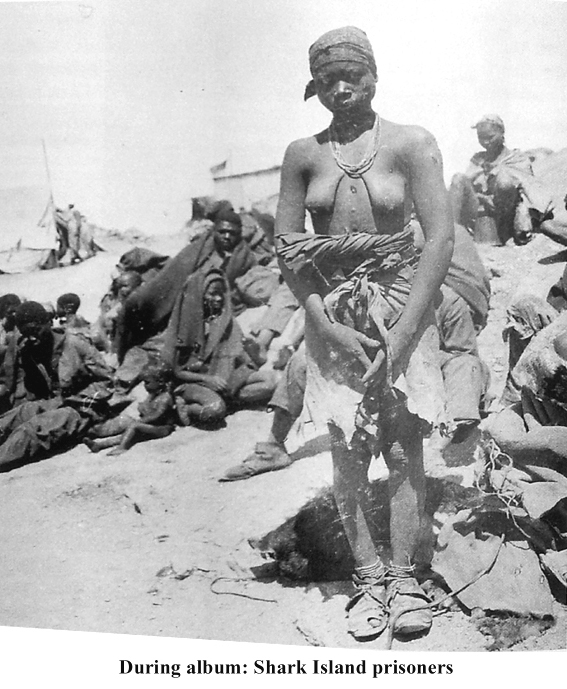
Jeune fille héréro prisonnière du camp de concentration de Shark Island, montrant des scarifications (traces de torture ?), Sud-Ouest africain allemand vers 1904.
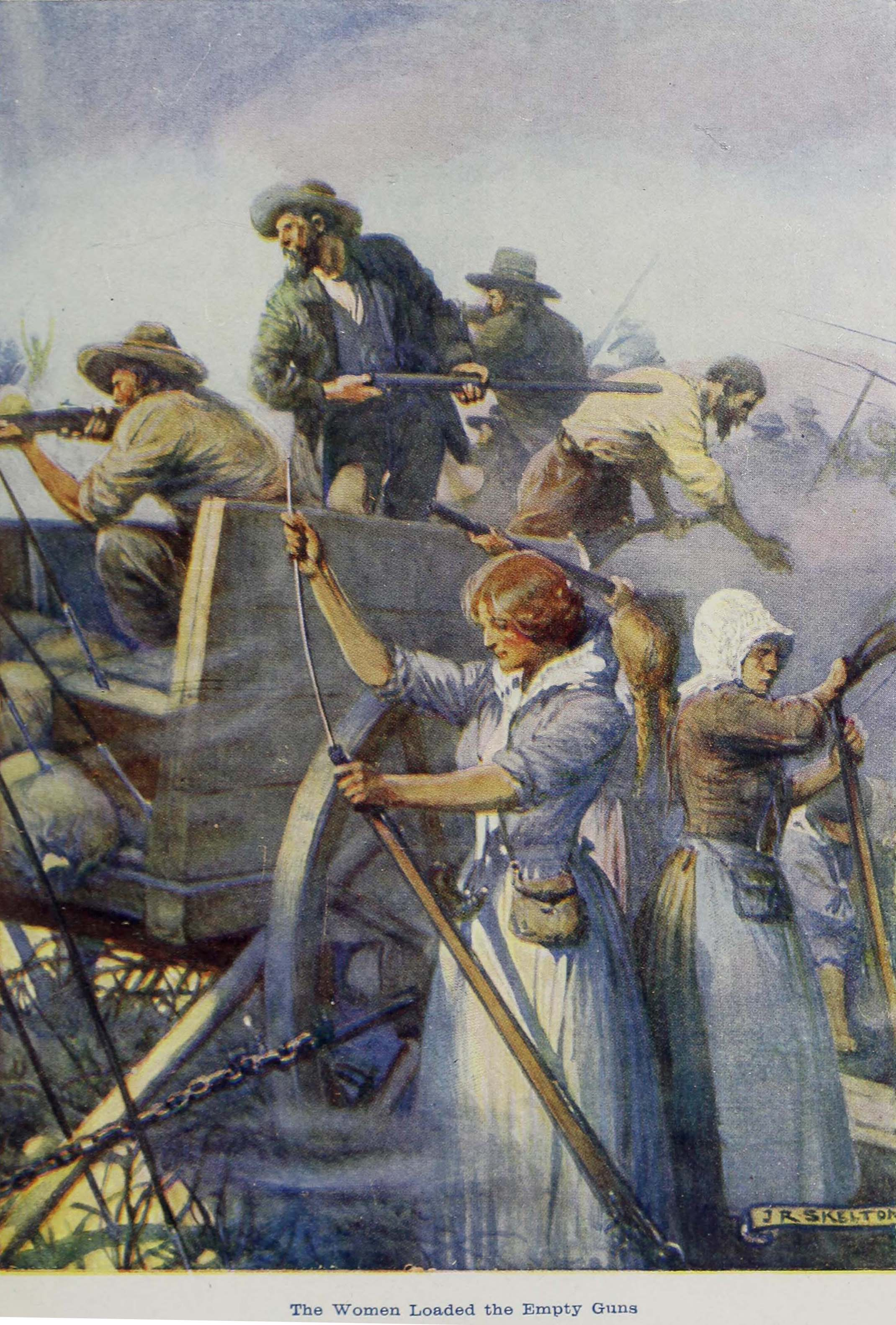
Paysannes Boër rechargeant les fusils des hommes pendant une attaque, Afrique du Sud, 1909.
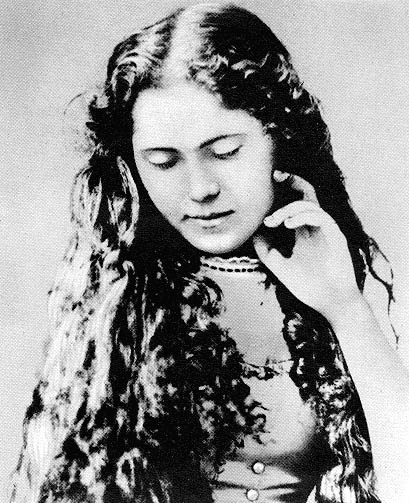
Laura Marx, fille de Karl Marx, militante socialiste, traductrice des œuvres de Marx et Engels, épouse de Paul Lafargue, avec qui elle se suicide en 1911.
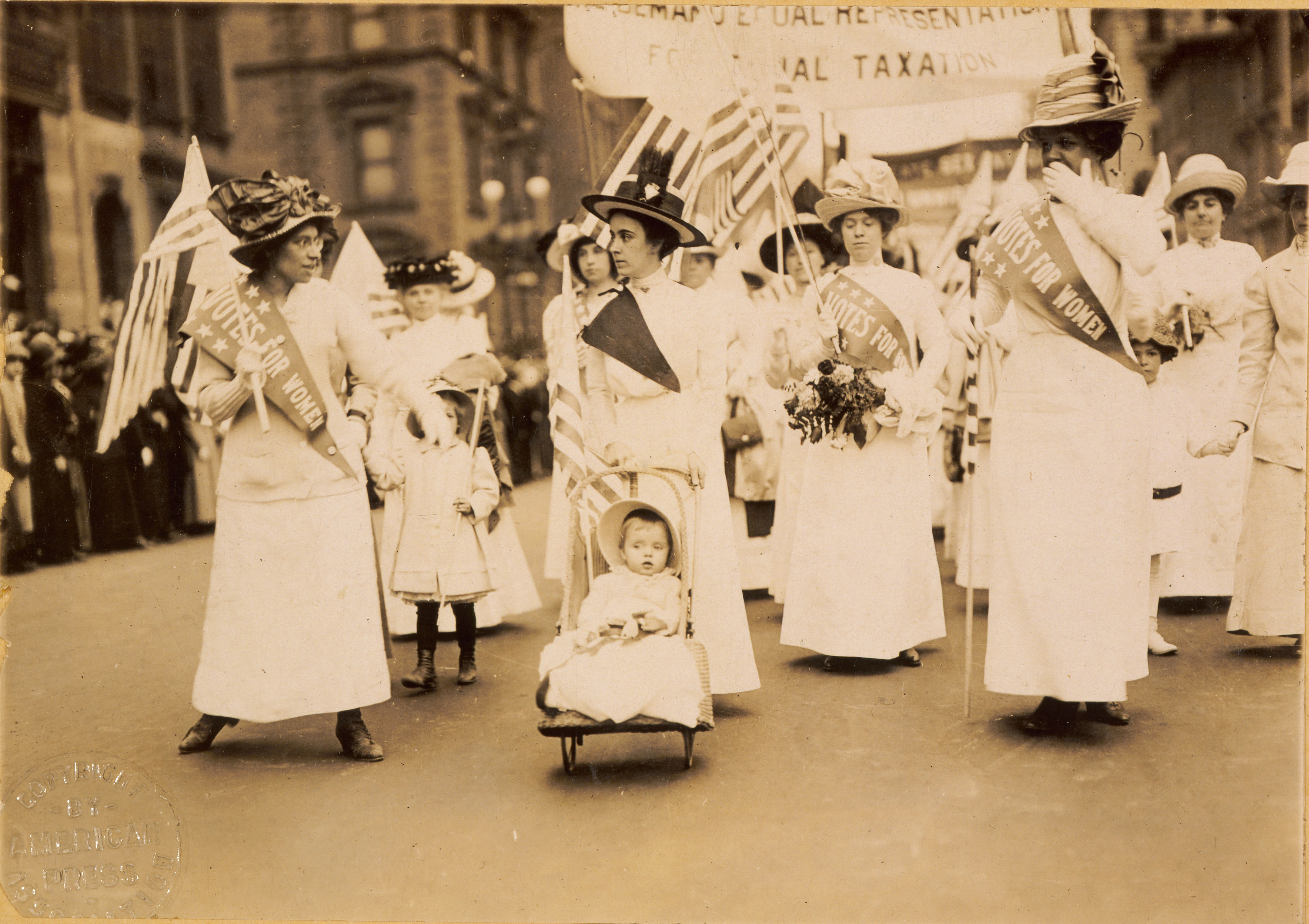
Manifestation de suffragettes à New-York en 1912.
Evelyn De Morgan fut une peintre préraphaëlite et une pacifiste. S.O.S. (1914-1916).
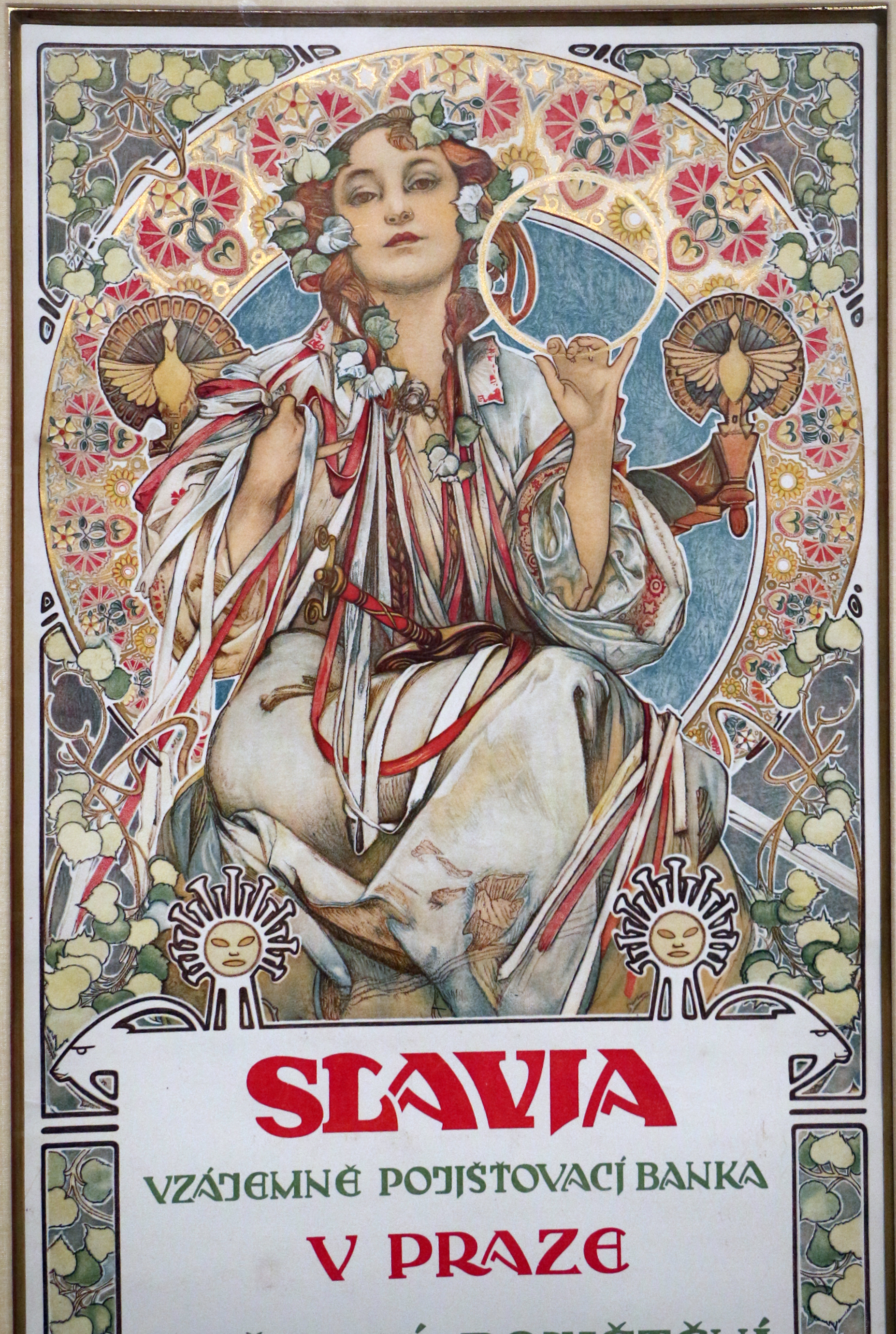
Alfons Mucha, célèbre pour ses représentations de femmes de la Belle Époque et auteur de l'Épopée slave 1907), fut aussi un acteur de la renaissance culturelle tchèque.
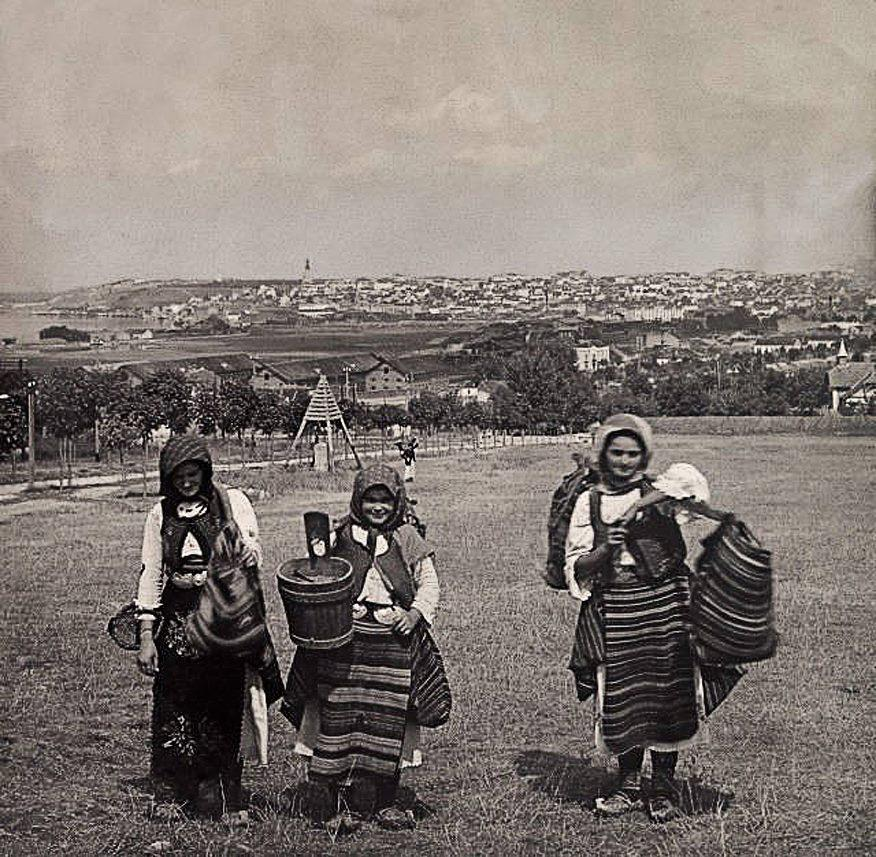
Paysannes serbes, en 1914 ou 1915.
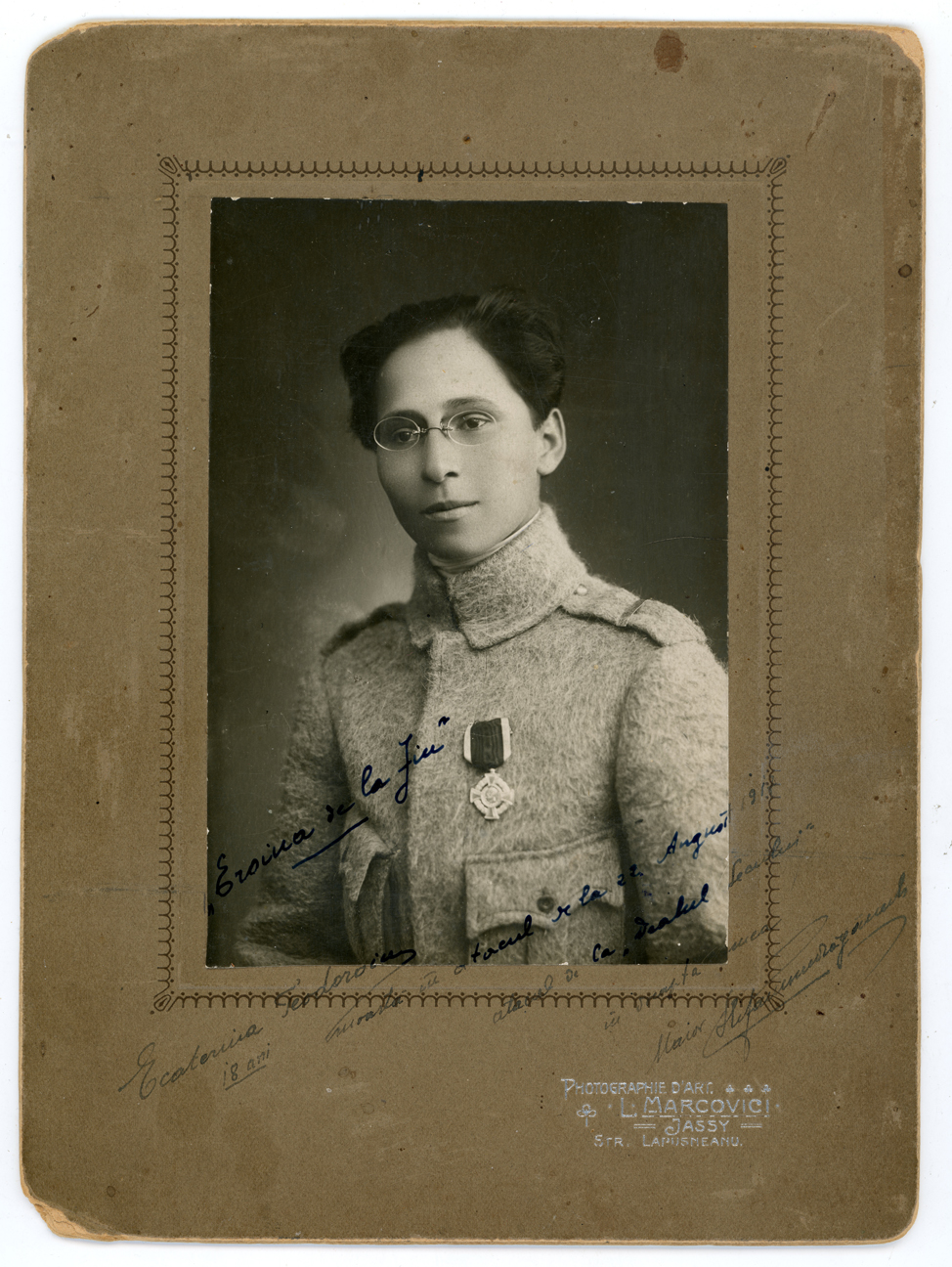
Ecaterina Teodoroiu, institutrice roumaine puis soldat et sous-lieutenant en première ligne, tuée au front en 1917 à l'âge de 23 ans.
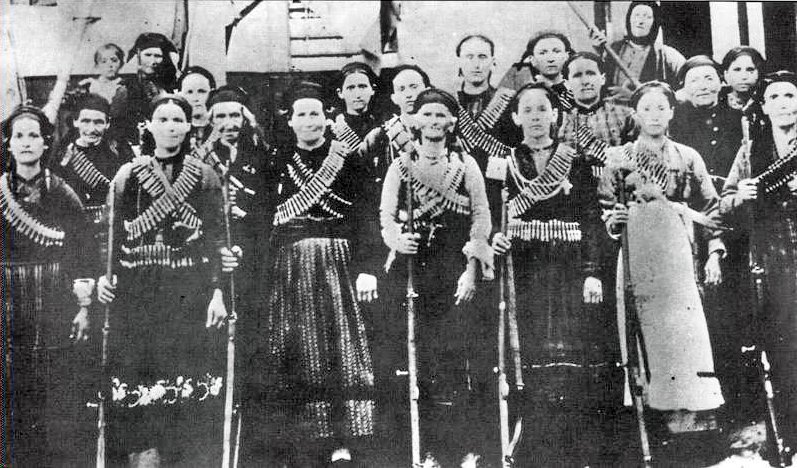
Paysannes épirotes en armes en août 1914 après la proclamation d'autonomie de l'Épire du Nord (Balkans), elles combattront aussi pendant la Première Guerre mondiale.
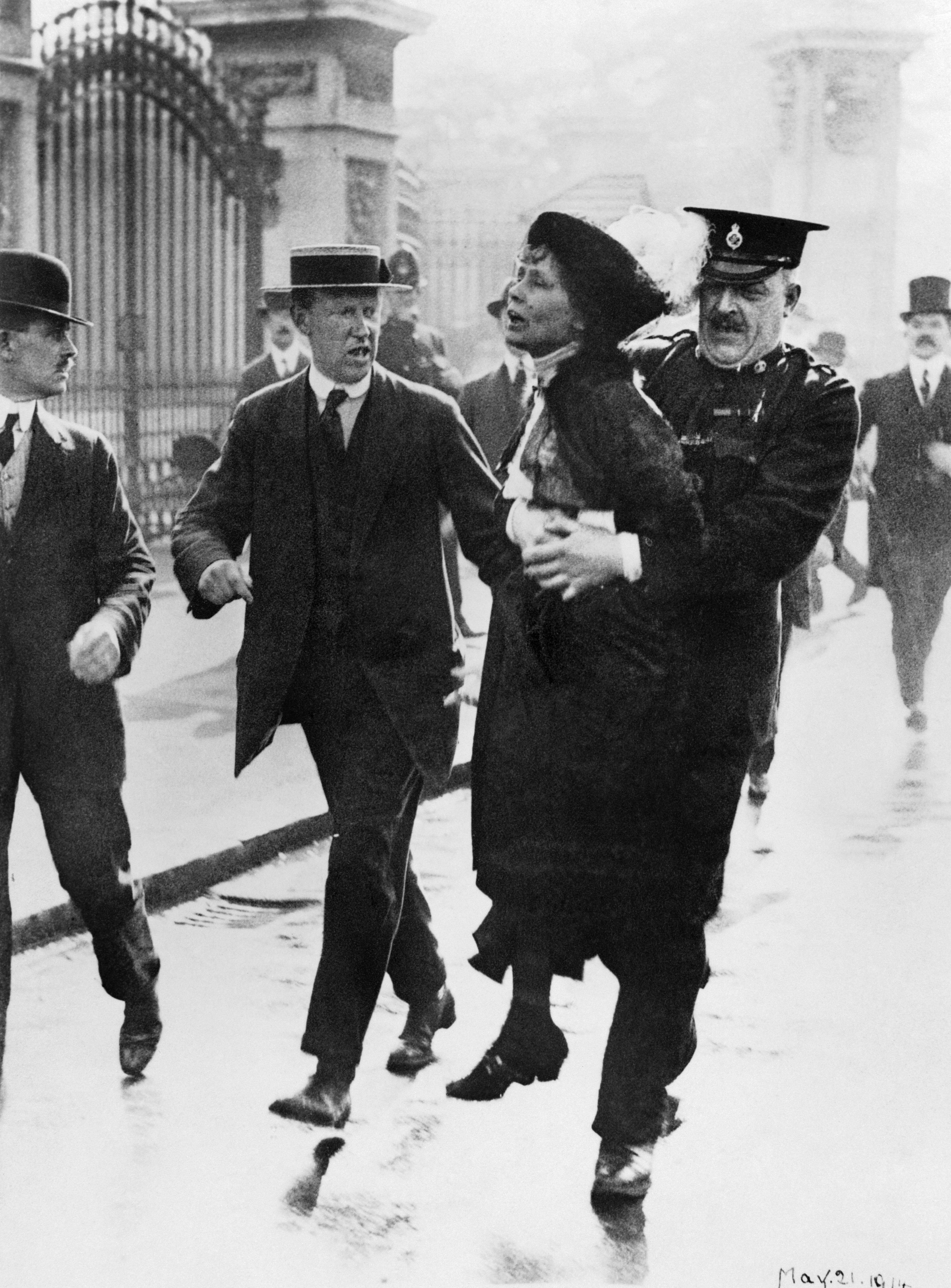
Emmeline Pankhurst, leader des suffragettes, arrêtée par la police. Mai 1914.
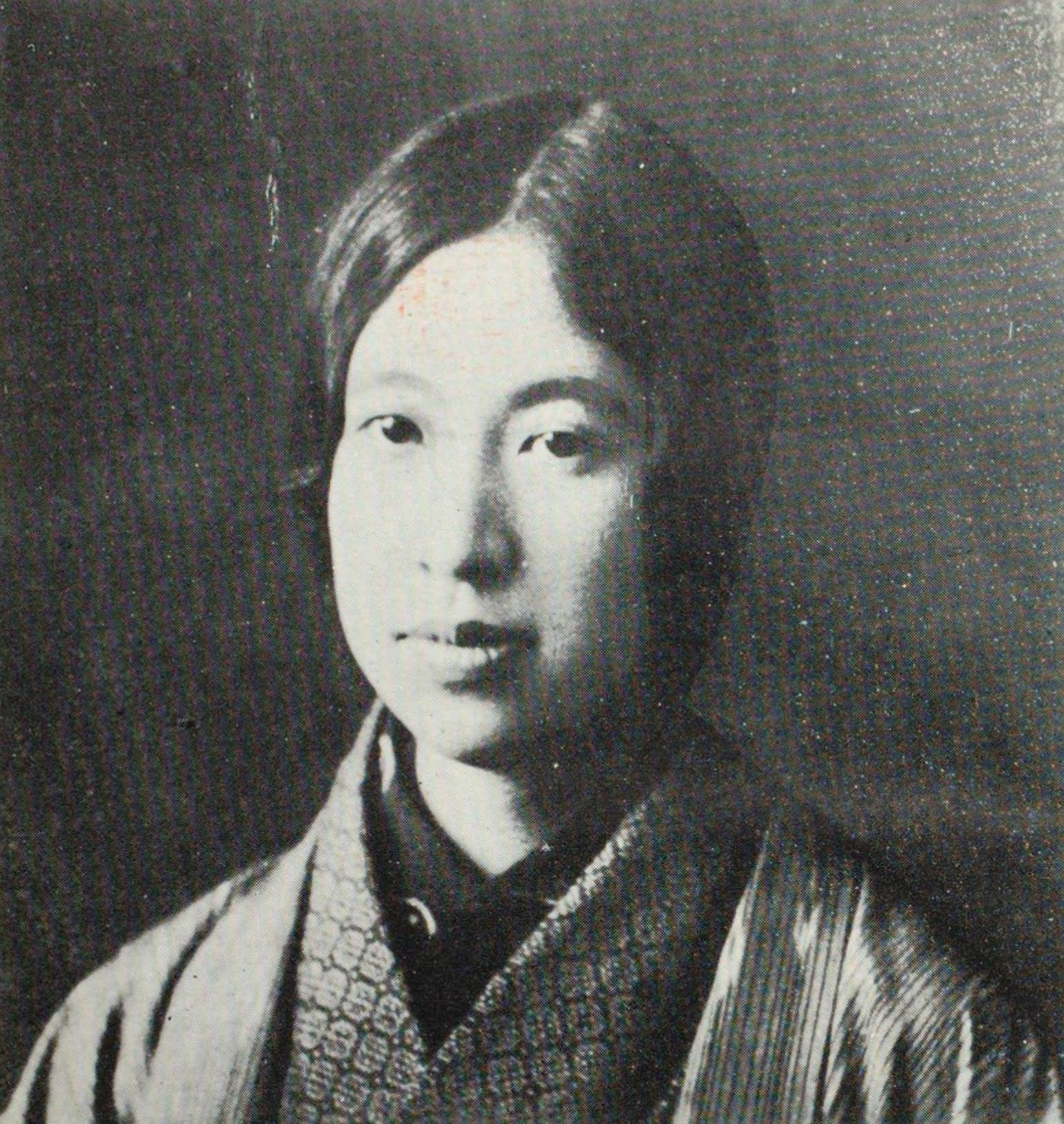
Raichō Hiratsuka, s'attaque au patriarcat au Japon et contredit Nietzsche qui a présenté la femme comme un être inférieur.
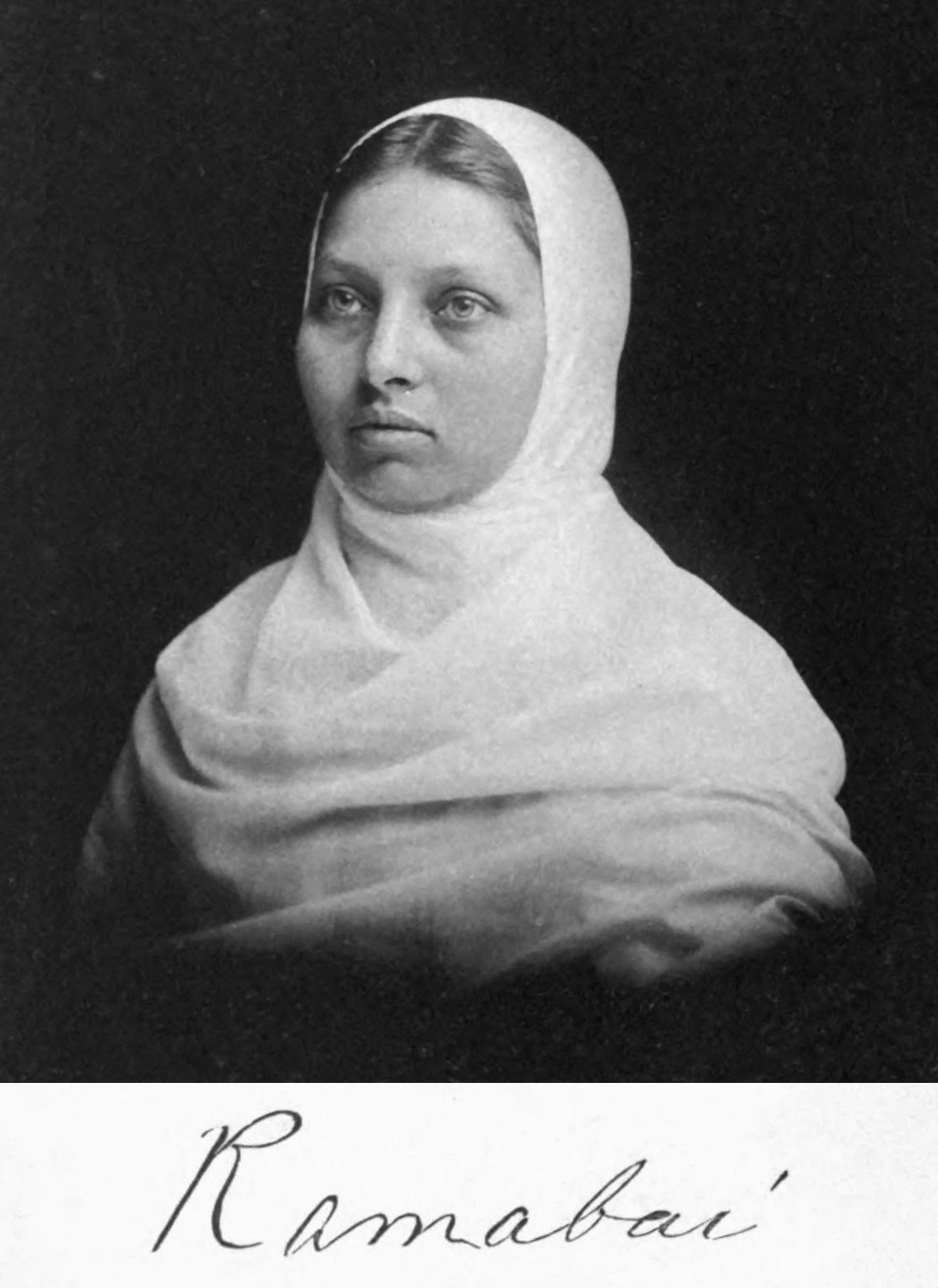
Pandita Ramabaï Medhavi (1858-1922).
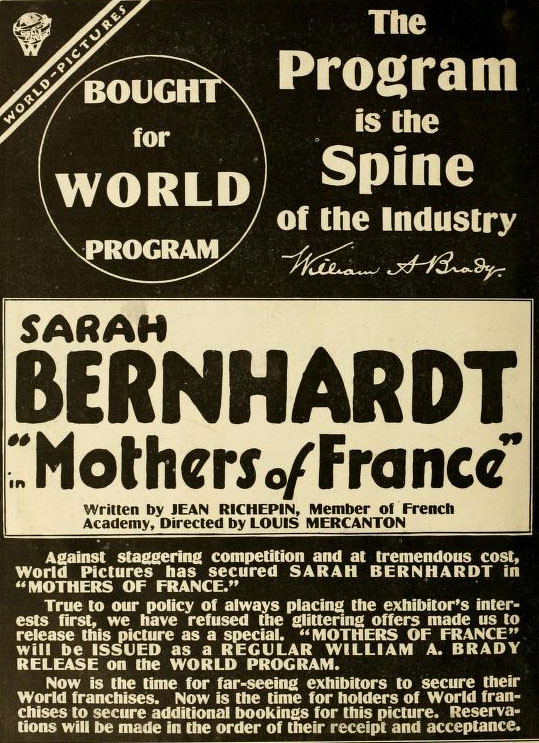
Sarah Bernhardt, première star internationale, s'investit dans des manifestations et représentations patriotiques pendant la guerre.
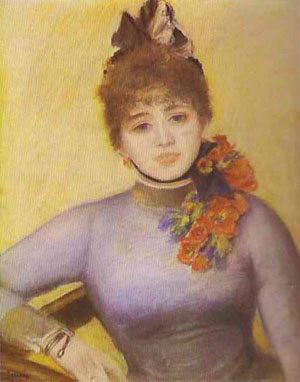
Séverine, journaliste féministe et anarchiste fut la première femme à diriger un grand quotidien en France. Portrait par Auguste Renoir, avant 1919.
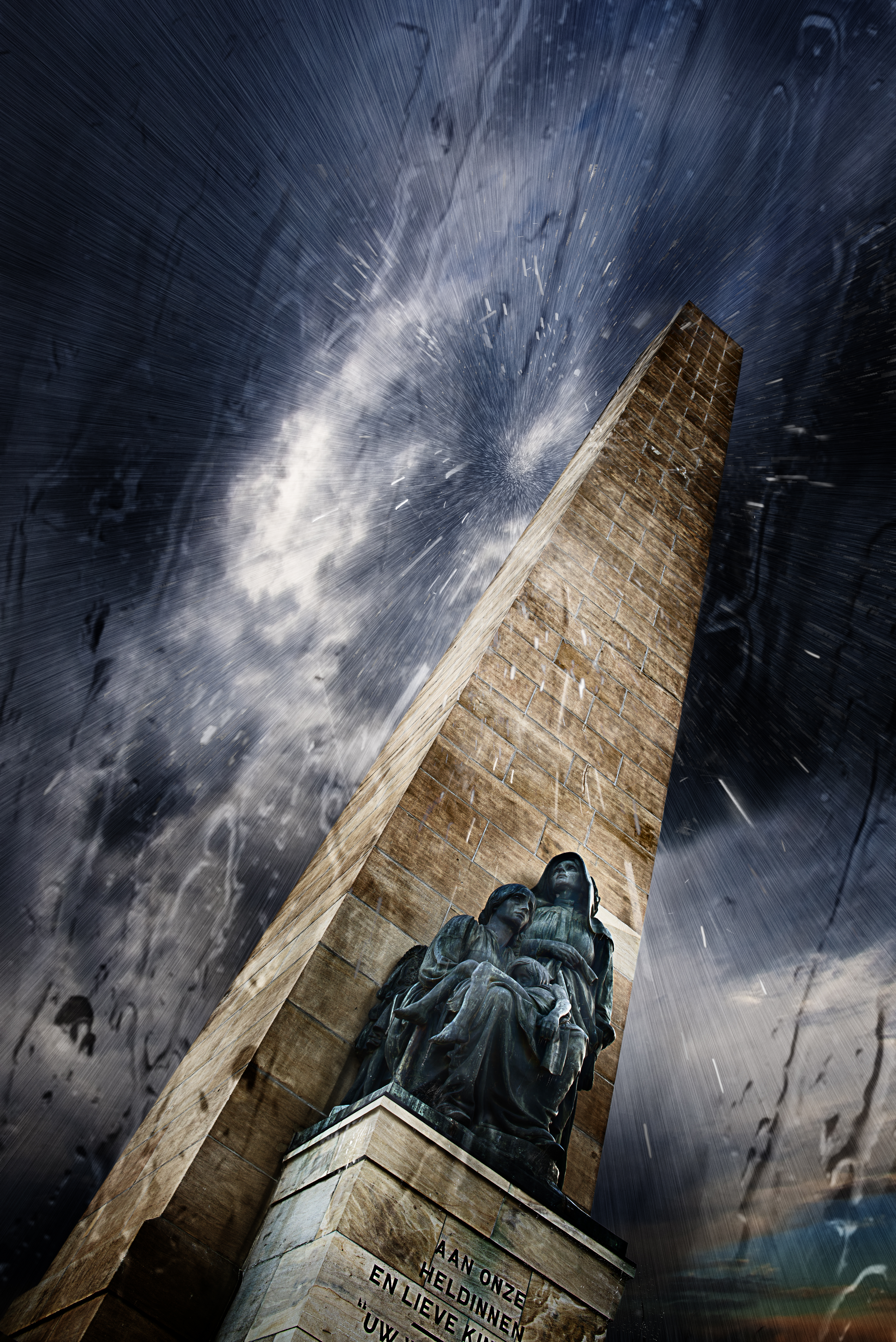
Nasionale Vrouemonument à Bloemfontein, Afrique du Sud. Érigé en hommage aux 27 000 femmes et enfants boers morts dans les camps de concentration britanniques. Inauguré par la pacifiste britannique Emily Hobhouse fin 1913.

### Éducation, sexualité et contrôle des naissances

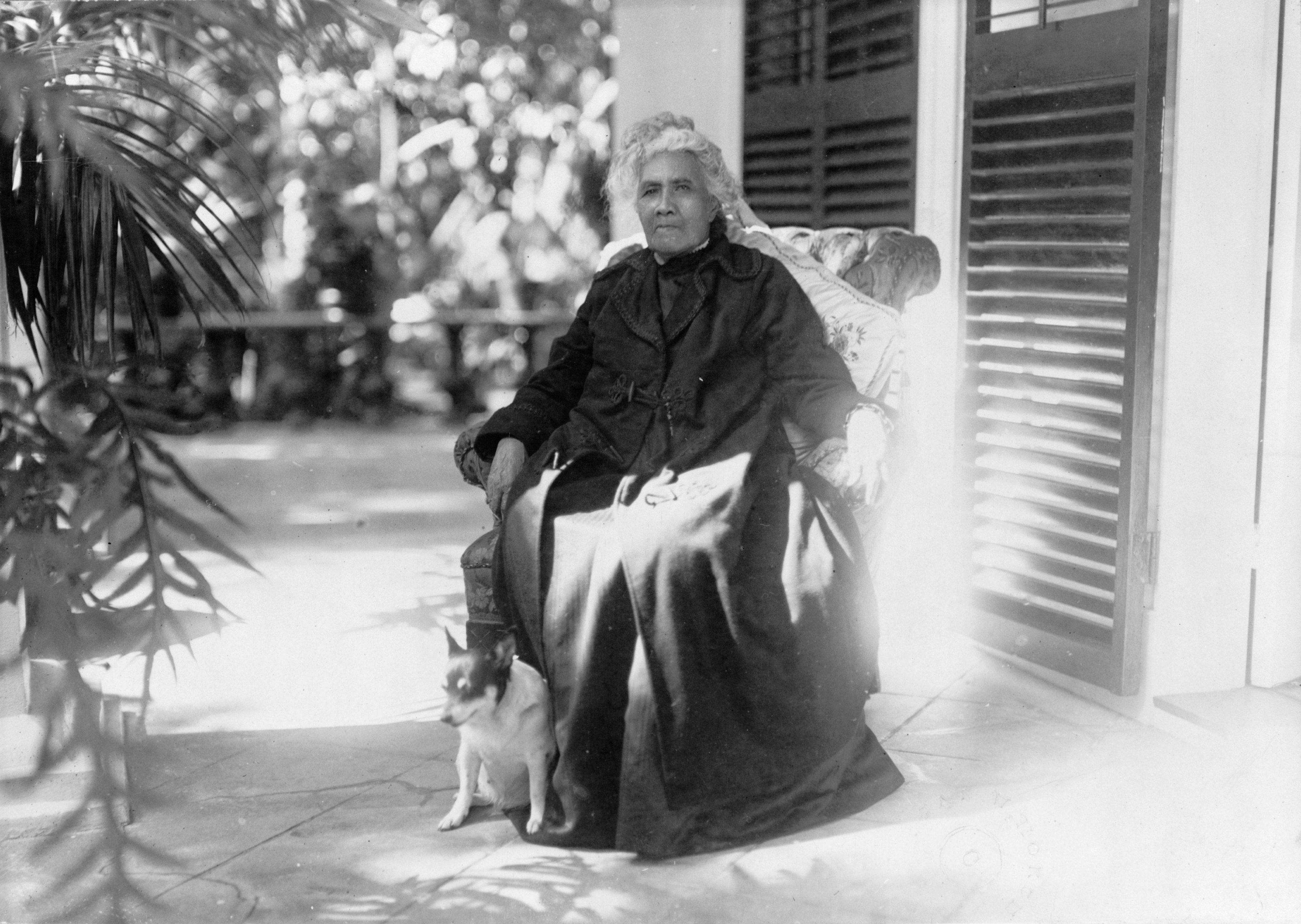
L'ancienne reine de Hawaï, Liliʻuokalani en 1917. Après avoir combattu en vain l'annexion américaine, elle œuvra notamment à la conservation de la mémoire culturelle de son peuple.

Si les femmes se sont déjà faite une place en littérature, peinture ou dans les spectacles (Sarah Bernhardt, première femme à qui la France accordera des obsèques nationales, la seconde étant Colette) ou comme infirmières (Florence Nightingale), il n'en est pas de même en sciences ou en politique. Les universités de médecine ont seulement commencé à s'ouvrir aux femmes aux États-Unis, au Royaume-Uni et dans les Pays scandinaves puis en France (Suzanne Noël, Nicole Mangin) et aux Pays-Bas (Aletta Jacobs). L'accès aux facultés de sciences leur est encore difficile, quelques pionnières commencent malgré les embûches des carrières d'exception prouvant que le génie n'est pas l'apanage des hommes : Marie Curie (deux fois prix Nobel), Lise Meitner, Thekla Resvoll, Anna Johnson Pell Wheeler, Emmy Noether. En France en 1914, seules 35 000 jeunes filles fréquentent les établissements d'enseignement secondaire.

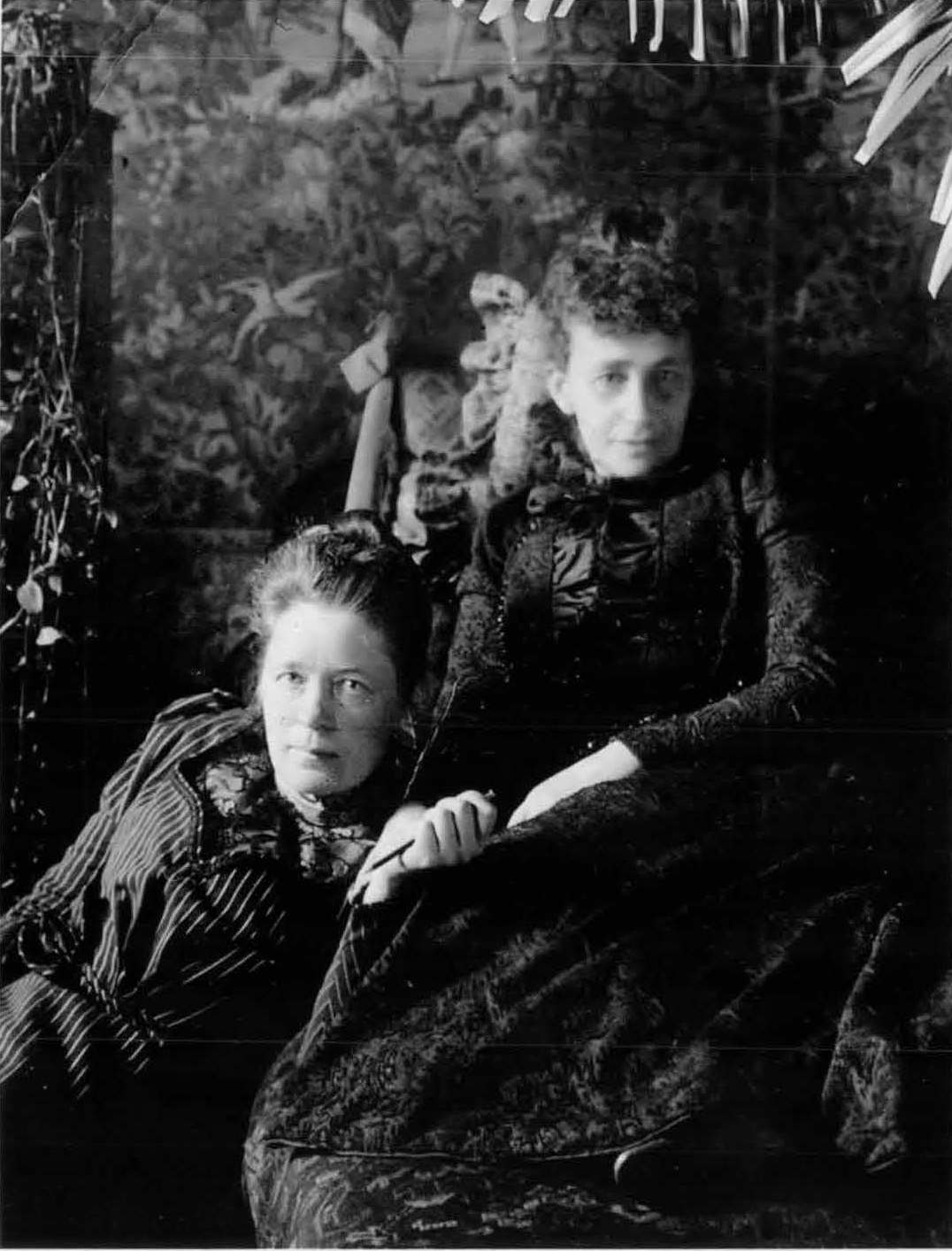
Selma Lagerhöf (à gauche) et sa compagne Sophie Elkan, avant 1921.

Au Royaume-Uni, Annie Besant avait publié dès 1877 une brochure présentant des méthodes de contrôle des naissances pour laquelle elle fut condamnée.
Entre 1914 et 1918, la paléobotaniste écossaise et féministe Marie Stopes fit des études sur le charbon à la demande du gouvernement britannique. Cela ne l'empêcha pas de publier en 1918 Married Love, un manuel d'éducation sexuelle qui affirme le droit au plaisir des femmes mariées, Wise Parenthood qui aborde le contrôle des naissances et des versions abrégées destinées aux classes défavorisées. Ces livres, les premiers à être basés sur une approche scientifique du cycle sexuel féminin, prônent aussi une relation équilibrée entre partenaires. Ils connurent un énorme succès d'édition bien que leur importation aux États-Unis fut interdite. La psychanaliste Marie Bonaparte (la princesse de Freud) sera l'une des premières à se préoccuper des conséquences de l'excision des femmes en Afrique.
En Inde, l'écrivaine et érudite en Sanskrit, Pandita Ramabai Medhavi, s'investit pour l'éducation et l'émancipation des femmes. Selma Lagerlöf écrivaine, féministe et pacifiste suédoise est la première femme à recevoir le prix Nobel de littérature en 1909.
La poétesse japonaise Akiko Yosano publie en 1914 à Paris Pari yori, « journal de Paris », où elle revendique pour les japonaises l'accès libre à l'éducation. L'Extrême-Orient est en effet dominé par la philosophie néo-confucianiste défavorable, dans son interprétation d'alors, à l'émancipation des femmes.

### Quelques aspects du quotidien

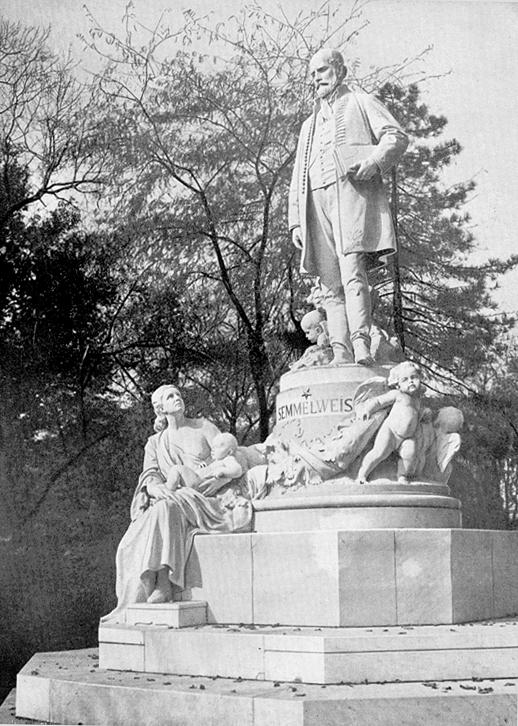
Statue de Semmelweis avec une mère allaitant. Érigée en 1904 à Budapest.

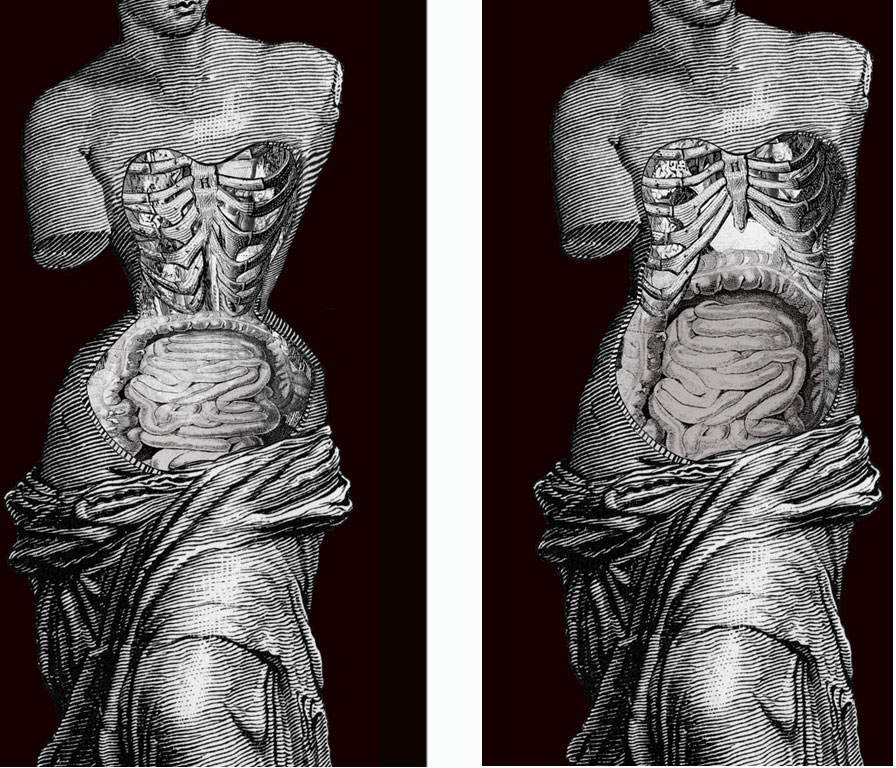
Porté dans presque toutes les couches sociales, le corset était un véritable instrument de torture. Images montrant la compression de la cage thoracique entraînée par le corset.

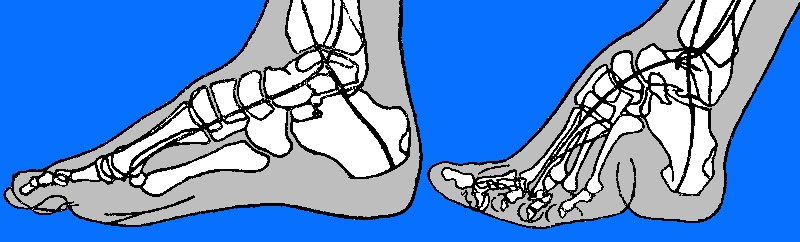
Comparaison entre un pied normal et un pied bandé comme ils apparaissent en imagerie X.

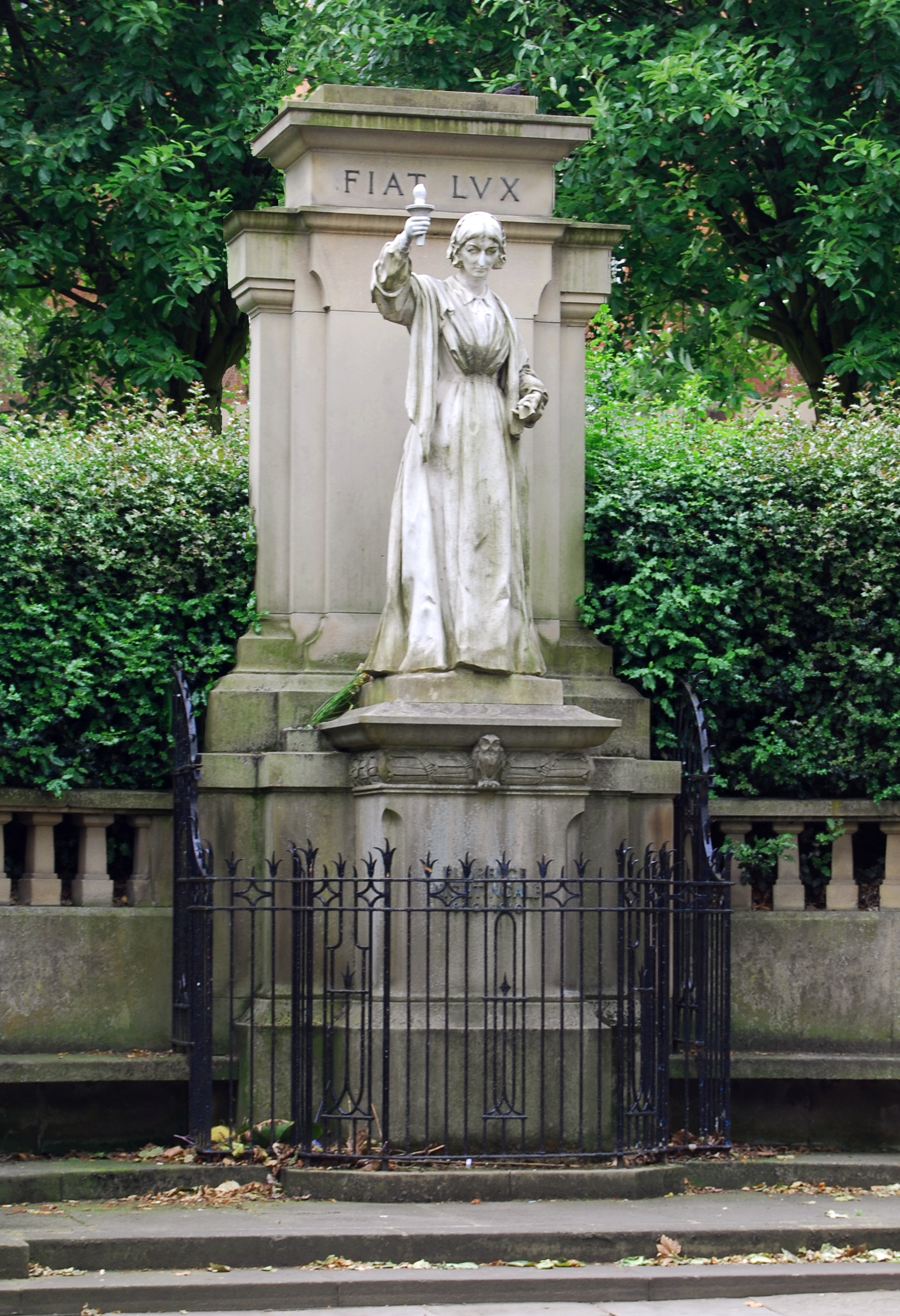
Statue de Florence Nightingale (1820-1910) à Derby. Son exemple fut à l'origine de nombreuses vocations d'infirmières de guerre.

Dans la seconde moitié du XIXe siècle, l'hygiène quotidienne a considérablement évolué dans les pays occidentaux, grâce aux travaux de Louis Pasteur et du médecin hongrois Ignace Philippe Semmelweis, au mouvement hygiéniste, aux démonstrations de Florence Nightingale concernant l'hygiène dans les hôpitaux et aux armées, à la volonté publique et à la possibilité qu'ont désormais toutes les classes sociales de se fournir en produits antiseptiques devenus bon marché. De grandes usines, les soudières, fournissent, en masse à partir du sel, chlore, soude, bicarbonate de soude nécessaires à la fabrication de l'eau de javel, des savons, lessives et à la purification de l'eau. Les usines de distillation fournissent à partir de la betterave l'alcool industriel à bas prix utilisé aussi pour l'élaboration de l'eau de Cologne et de l'alcool antiseptique. Même les plus petits villages possèdent leur puits ou leur fontaine aménagée et leur lavoir. Les blanchisseries se développent. L'approvisionnement en eau, le nettoyage et le lavage du linge reposent très souvent sur le travail des femmes.
À la même époque, l'alimentation des classes populaires, toujours préparée et servie par les femmes, s'améliore graduellement : la soupe qui constitue encore l'essentiel de l'alimentation y reste à base de pain rassis, choux, pommes de terre, oignons, oseille mais s'enrichit d'un morceau de lard tiré du saloir. La consommation d'une autre viande (charcuterie, mouton, poule, lapin) et de légumes plus variés s'impose le dimanche et à toute occasion de fêtes. Le pain noir est progressivement délaissé au profit du pain bis et le lait est plus régulièrement consommé. Pour les femmes et les enfants dont le travail n'est pas trop physique, la soupe du matin peut être remplacée par du café au lait et du pain. La cafetière, contenant souvent un mélange de vrai café, de malt torréfié et de chicorée, s'impose à demeure sur toutes les cuisinières. Ce café est très consommé par les femmes mais beaucoup n'échappent pas cependant à la montée générale de l'alcoolisme.
La mode féminine évolue vers des vêtements et sous-vêtements plus confortables et fonctionnels ; le soutien-gorge (Herminie Cadolle, brevet du  6 juillet 1898) commence à remplacer le corset. On peut rapprocher la pratique occidentale du corset de celle des pieds bandés des femmes Han en Chine théoriquement interdite en 1912, les deux ayant des justifications érotiques : taille de guêpe dans le premier cas, démarche chaloupée dans le second. Ces pratiques réduisent considérablement la mobilité des femmes (les vapeurs des dames en Europe - en Chine les Mandchoues, qui ne se bandaient pas les pieds, étaient considérées comme bien plus dynamiques que les femmes Han). On peut remarquer que la pratique des talons hauts (qui accentue la cambrure du bassin, autre justification érotique) était déjà discutée à l'époque mais n'a guère évolué.
La guerre en imposant à de nombreuses femmes un travail dans l'industrie va renforcer cette tendance. Pour des raisons de commodités et de sécurité, de nombreuses ouvrières adoptent des tenues masculines au travail ainsi que le port des cheveux courts à la garçonne. De même la pénurie de textiles provoquée par la guerre favorise le raccourcissement des vêtements ainsi que l'utilisation des fibres bon marché et des nouvelles fibres produites par l'industrie. Coco Chanel qui fonde son premier atelier de grande couture en 1915 à Biarritz sera fortement influencée (et influencera) ces tendances.
Des stylistes comme Lilly Reich veulent améliorer l'environnement immédiat des femmes de toutes conditions et l'architecture d'intérieur. Elle participe à l'Exposition du Werkbund de 1914 à Cologne. Avec d'autres, elle présente la maison de la femme et défend l'idée que les femmes ne doivent pas se limiter à des travaux de dames ni même à des professions comme décoratrice ou architecte d'intérieur.

### Image de la femme

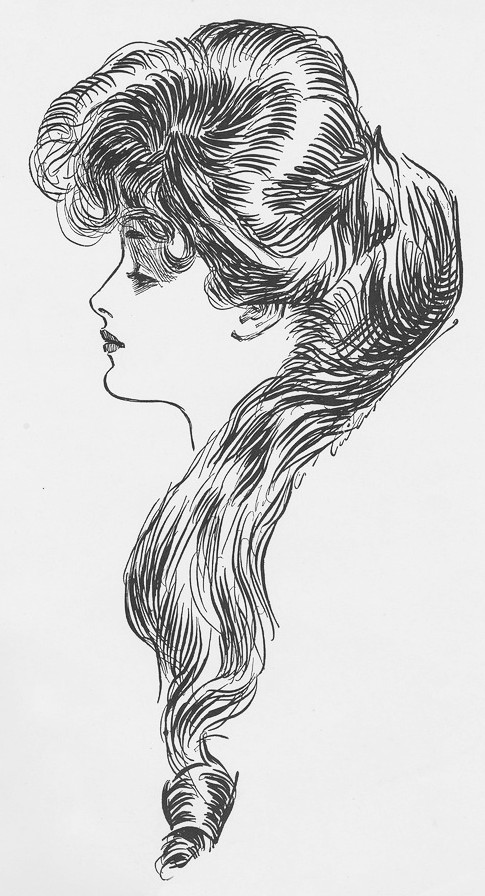
La Question éternelle par Charles Dana Gibson, 1901.

Des romans qui explorent la condition et la psychologie féminines connaissent un succès remarquable dès avant la guerre : Anna Karénine de Tolstoï, Madame Bovary de Flaubert, Nana de Zola, Tess d'Urberville de Thomas Hardy, Maria Chapdelaine de Louis Hémon, Marie-Claire de Marguerite Audoux. Au théâtre, Une maison de poupée de Ibsen remet radicalement en cause la vision masculine de la femme. Les écrits ou le comportement d'écrivaines non-conformistes comme Katherine Mansfield, Renée Vivien (dite Sapho 1900) ou Colette choquent. La littérature ainsi que la psychanalyse naissante, où se distingueront Helene Deutsch et Marie Bonaparte, contribuent à changer l'image de la femme.
Cependant le travail des femmes et en particulier leurs apports dans le monde des sciences reste peu remarqué. Ainsi lorsqu'on s'avisa de proposer l'astronome Henrietta Swan Leavitt (1868-1921) pour le prix Nobel, on s'aperçut qu'elle était morte depuis trois ans.

### Condition économique
La condition des femmes varie d'abord en fonction de la classe sociale et ensuite selon les pays. Il y a un abîme entre une ouvrière agricole d'un pays méditerranéen et une bourgeoise américaine féministe. La femme mariée est sur le plan économique généralement dépendante de son mari. Ainsi Annie Besant appelle son mari, son propriétaire. Ce n'est qu'en 1907 qu'une loi permet à la femme mariée de disposer librement de son salaire en France.
Lorsque la guerre éclate, la mobilisation générale touche la plupart des hommes valides, les chevaux qui sont une des principales sources d'énergie, mais bientôt aussi une partie jeune et dynamique de la population féminine enrôlée comme infirmières, ouvrières de l'armement et personnel administratif. Il échoit à celles qui restent, la tâche colossale de continuer à faire tourner le pays. Elles sont, selon l'expression de l'écrivain Ernest Pérochon, les gardiennes de la terre et du foyer. Elles doivent souvent se porter à la tête des entreprises et commander aux adolescents et aux vieillards qui prennent aussi leur part du fardeau.
Si, en France, en Italie et en Allemagne si l'on excepte la population polonaise, l'immense majorité de la population est unie contre l'ennemi, il n'en est pas de même dans les grands empires multinationaux qui sont la majorité des belligérants. L'Empire britannique doit faire face à la fronde des Québecquois au Canada ou des Maoris en Nouvelle-Zélande au moment de l'entrée en guerre, à une insurrection boer en Afrique du Sud, la Rébellion Maritz, à des projets de rébellion générale en Inde (conspiration indo-allemande) et à l'Insurrection de Pâques 1916 en Irlande (Pâques sanglantes). En Autriche-Hongrie, le nationalisme slave monte, comme dans l'Empire ottoman s'amplifient les nationalismes arménien, kurde, grec, arabe. La situation de l'Empire russe n'est pas meilleure où les velléités d'indépendance, finlandaises, baltes, polonaises et ukrainiennes couvent. Les rébellions et répressions qui s'ensuivent rendent parfois la situation à l'arrière du Front aussi dure que celle du Front, ce dont souffre la population non-combattante ou résistante et en particulier les femmes et les enfants.
Dans ces conditions, la préoccupation majeure des femmes de nombreux pays sera d'assurer la survie de leur famille et de résister aux famines. Les famines furent particulièrement terribles en Serbie, en Autriche-Hongrie, dans l'Empire ottoman, en Bulgarie, en Roumanie, en Belgique et en Russie où une manifestation de femmes à Petrograd pour de l'alimentation est l'élément déclencheur de la Révolution de 1917.
Paul Lafargue avait résumé la situation économique des femmes avant la guerre, les changements en cours et ceux souhaités par les socialistes dans La Question de la femme en 1904. De nombreuses femmes s'inscrivent et militent dans les mouvements féministes, pacifistes ou socialistes où elles exposent leurs revendications. C'est à la Première conférence internationale des femmes socialistes, en 1910 qu'est proposée par Clara Zetkin et Alexandra Kollontaï la création de la Journée internationale des femmes (tous les 8 mars actuellement).

## Rôle des femmes selon les Pays

### Empire allemand

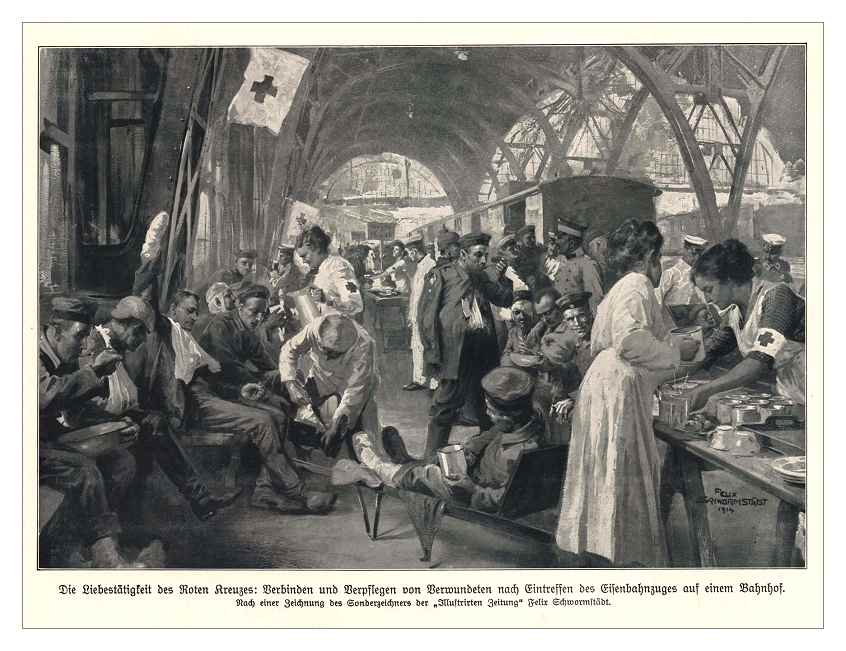
Infirmières de la Croix-Rouge allemande recevant un train de blessés dans une gare, dessin de Felix Schwormstädt, Illustrirte Zeitung, v. 1914-1918.

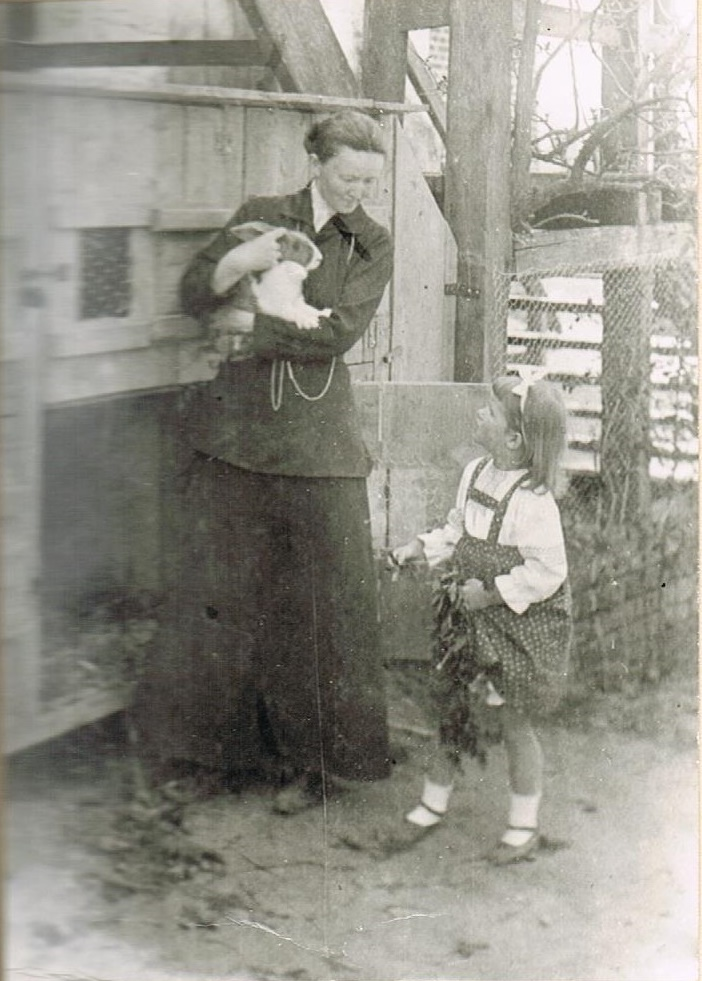
La Junkfrau Erminia von Olfers-Batocki dans sa basse-cour, province de Prusse-Orientale, 1916.

Les Allemandes ne furent pas employées par l'armée. Elles eurent des emplois rémunérés dans l'industrie. Beaucoup s'engagèrent comme volontaires dans des services divers. Les banques, les compagnies d'assurance et les offices publics engagèrent pour la première fois des femmes pour les tâches administratives. En décembre 1917, la moitié des employés des industries chimiques métallurgiques et de l'outillage étaient des femmes. Les lois protégeant les femmes au travail furent assouplies. Le fonctionnement des exploitations agricoles leur incomba avec l'aide de prisonniers de guerre.
Pour les populations civiles des empires centraux, la guerre est vue d'abord comme une « guerre de la faim » (Hungerkrieg) subie en particulier par les femmes. Les réquisitions dans les zones occupées (Belgique, Serbie, Pologne, Ukraine, Roumanie, Nord de la France) étendent le problème. La guerre sous-marine à outrance lancée par l'Allemagne a pour but de faire subir les mêmes privations aux populations de l'Entente. Elle n'atteint pas le même résultat, mais touche également les pays neutres, en particulier le Danemark, les Pays-Bas et la Norvège qui sont en outre sommés de nourrir à la fois Allemands et Britanniques.

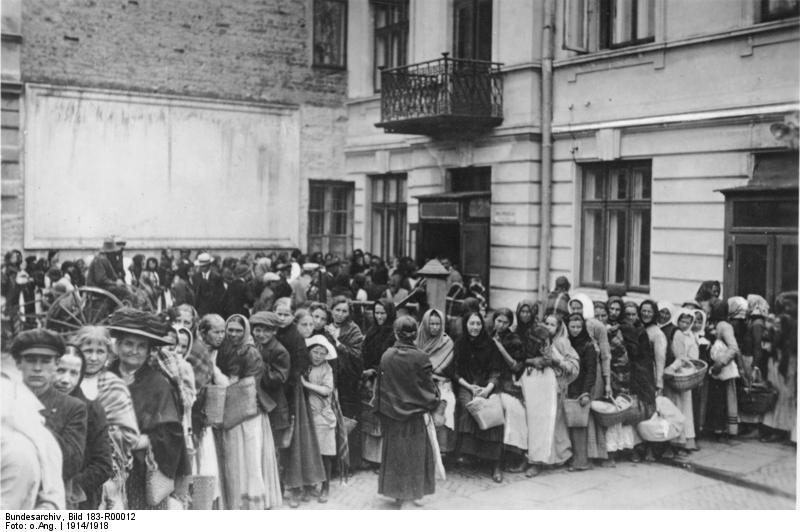
Femmes et enfants faisant la queue pour du pain, Allemagne, 1914.

Toutes les côtes des empires centraux furent soumises à un blocus par les flottes alliées sauf celles de la Baltique, l'Allemagne ayant obligé le Danemark à miner les entrées de cette mer. Cela permit à la Suède, neutre mais bienveillante envers l'Allemagne, de participer à ses approvisionnements (comme le Danemark). De plus l'Allemagne réussit à obtenir des céréales de l'Autriche-Hongrie et de l'Empire ottoman (une des causes de la grande famine du Mont-Liban) en échange de l'envoi de troupes de soutien, alors que la situation alimentaire y était pire. Le blocus de la mer du Nord par la flotte britannique et celui de l'Adriatique par la flotte française furent par contre étanches. La nourriture devint rapidement le principal problème à l'arrière. Elle fut aggravée par l'abattage de millions de porcs (Schweinemord (de)) à qui on reprochait de manger les céréales destinées aux humains. Cette mesure se révéla une bévue pour les petites exploitations car les porcs y étaient en partie nourris de déchets et elle les privait de fumier alors qu'il y avait pénurie d'engrais ; elle contribua à la baisse des rendements. Il n'y eut rapidement plus ni pommes de terre ni farine de blé. Il ne resta guère que des rutabagas réputés d'ordinaire immangeables par les Allemands et de la farine de seigle. L'hiver 1916-1917 est resté dans l'histoire comme « der Steckrübenwinter », l'hiver des rutabagas. On incita fortement les ménagères à tenir des potagers et à utiliser toute sorte de recettes pour accommoder les légumes disponibles (rutabagas, choux-raves, topinambours). Il était ainsi fréquent en hiver de n'avoir que des menus à base de rutabaga tout au long de la journée, on faisait même de la confiture et du café de rutabaga. Un rationnement efficace permit à la population de survivre mais favorisa la montée des mouvements socialistes et pacifistes et des protestations en général. En 1918, du fait d'une bonne récolte, du travail des prisonniers de guerre (plus d'un million de Russes) et de réquisitions à grande échelle dans les pays de l'Est de l'Europe, la situation s'améliora un peu. Les femmes souffrirent bien plus que les hommes de la disette, du fait des ravitaillements réservés aux soldats. Des officiers britanniques visitant les hôpitaux de Berlin en 1919 rapportent que les femmes enceintes y mouraient à un rythme effrayant, le blocus se poursuit en effet jusqu'à la signature du traité de Versailles en juin 1919. Le nombre de 763 000 victimes allemandes civiles (les 150 000 victimes de la grippe déduites) dues au blocus est avancé dans les statistiques allemandes.

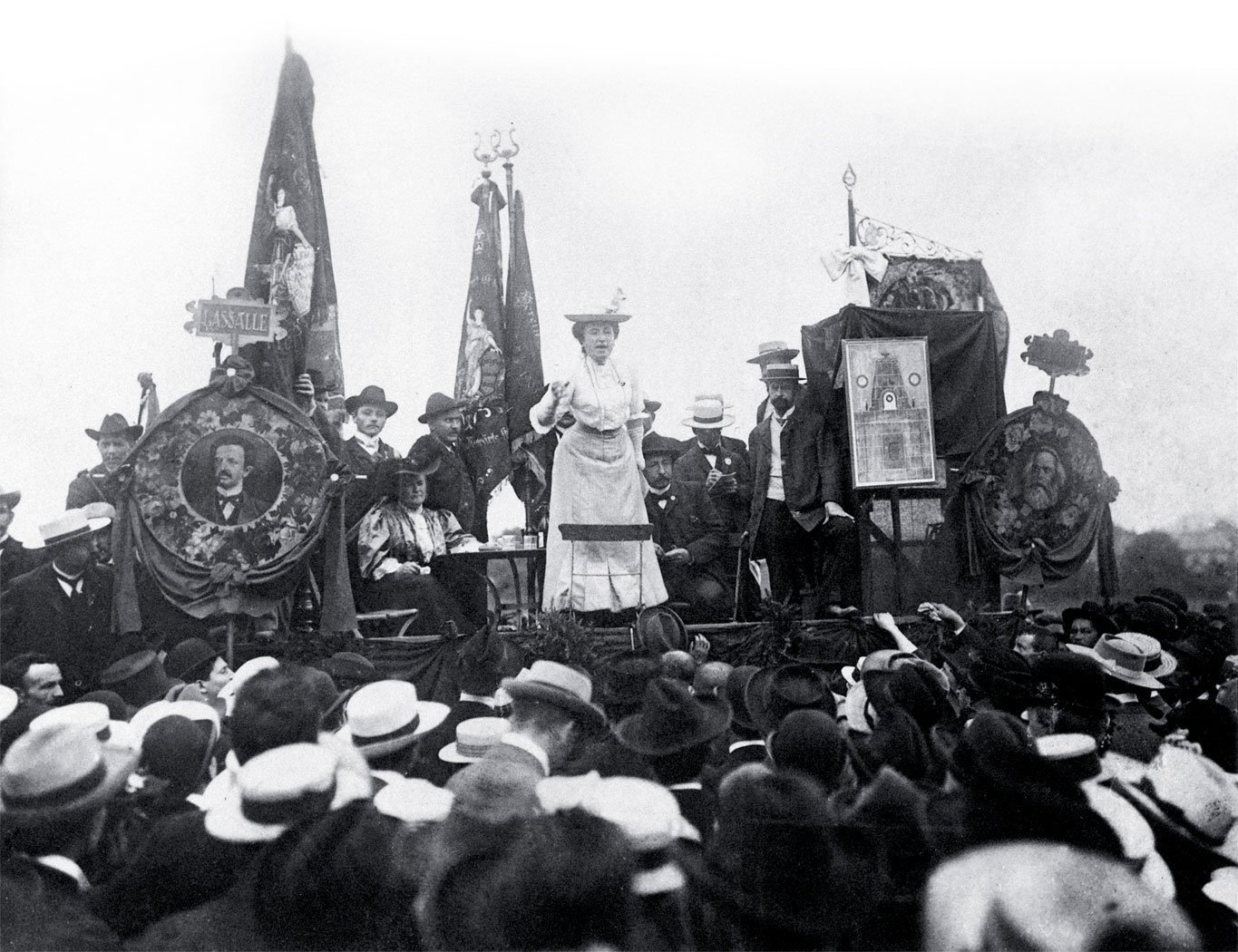
Rosa Luxemburg, Stuttgart, 1907.

Les socialistes Clara Zetkin et Rosa Luxemburg s'opposent à l'entrée en guerre puis militent pour l'arrêter. Elles participent à la fondation de la Ligue spartakiste révolutionnaire en 1915 puis du Parti communiste d'Allemagne en décembre 1918. Rosa Luxemburg et Karl Liebknecht sont assassinés par les Corps francs le 15 janvier 1919 lors de la Révolte spartakiste de Berlin. Le corps de Rosa Luxemburg est jeté dans un canal.

### Royaume-Uni de Grande-Bretagne et d'Irlande
En Grande-Bretagne, des femmes se sont portées volontaires et ont servi dans des unités non-combattantes. À la fin de la guerre, 80 000 étaient enrôlées. Elles servaient majoritairement en tant qu'infirmieres dans la Queen Alexandra's Imperial Military Nursing Service (QAIMNS), dans la First Aid Nursing Yeomanry (FANY), la Voluntary Aid Detachment (VAD), et à partir de 1917 dans l'armée quand le Queen Mary's Army Auxialiary Corps (en) (WAAC) fut créé. Le WAAC était divisé en quatre sections : cuisine, mécanique, clergé et divers. La plupart sont restées à l'arrière, mais environ 9000 ont servi en France et en Belgique comme le firent Nellie Spindler et Elsie Mabel Gladstone, toutes deux mortes en service.
En Irlande, le mouvement Inghinidhe na hÉireann (Femmes d'Érin), féministe et nationaliste fondé par Maud Gonne était opposé à la conscription. Constance Markievicz, commandant en second de l'Irish Citizen Army (ICA) lors de l'insurrection de Pâques 1916, Helena Molony, Rose Mc Namara, Marie Perolz et dix autres femmes y prirent les armes. Les soldats irlandais de l'armée britannique, soupçonnés souvent d'être pro-allemands, n'eurent même pas le droit de porter les fanions brodés par leurs femmes.

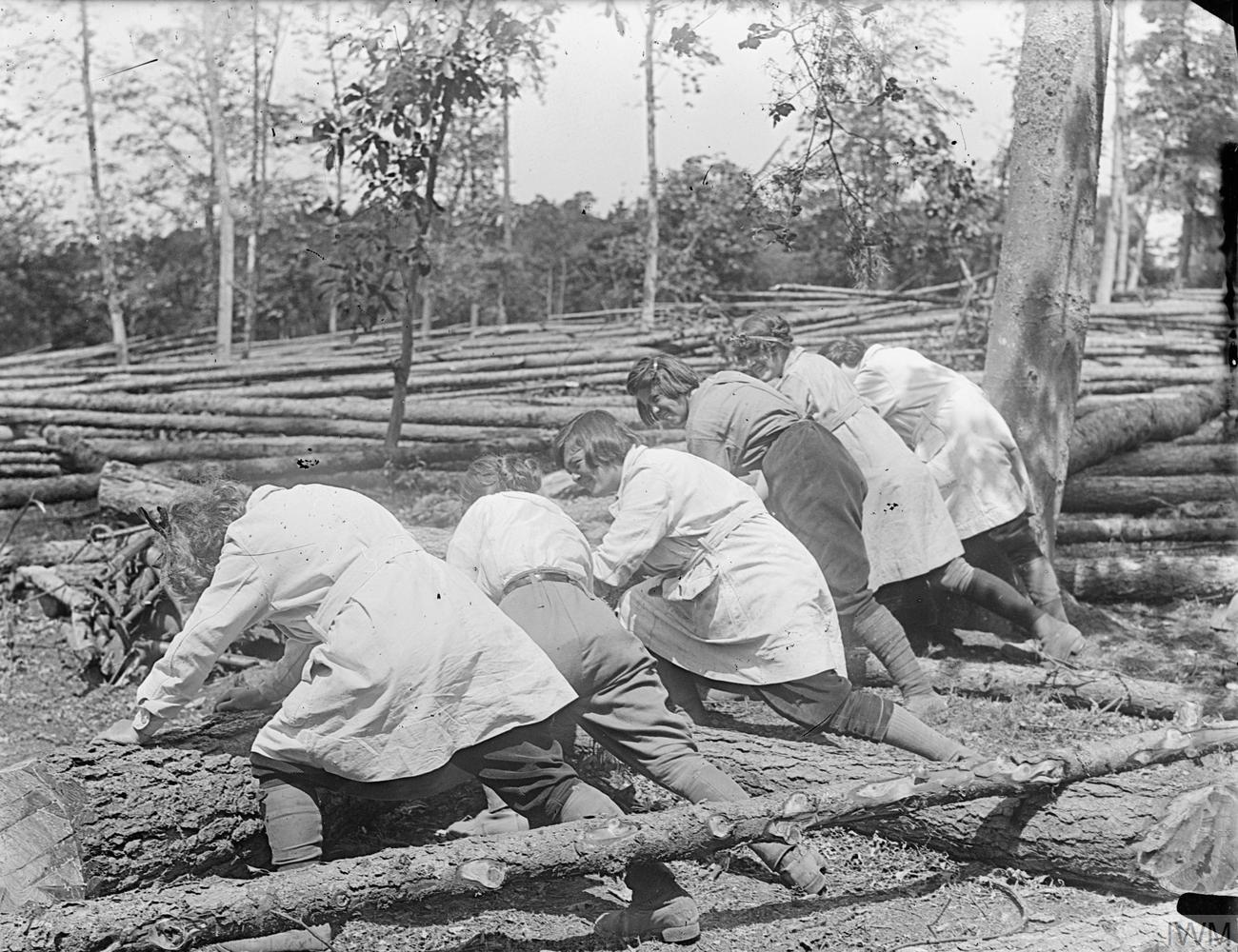
Membres du Women's Land Army Forestry Corps déplaçant un arbre tombé à terre.
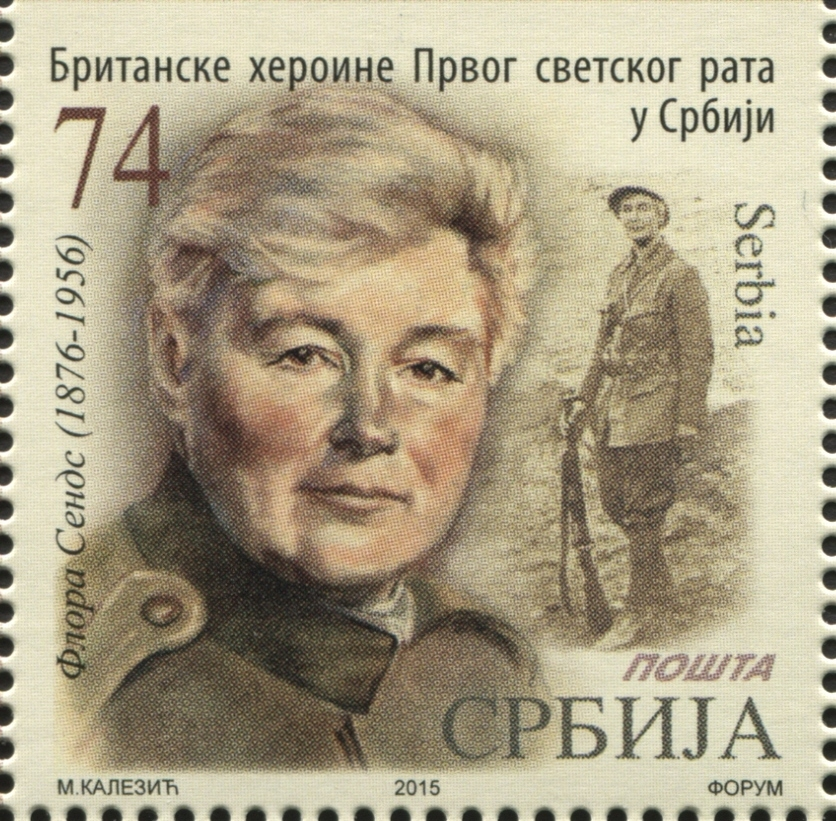
Flora Sandes, infirmière irlandaise devenue sergent dans l'armée serbe (timbre serbe de 2015).
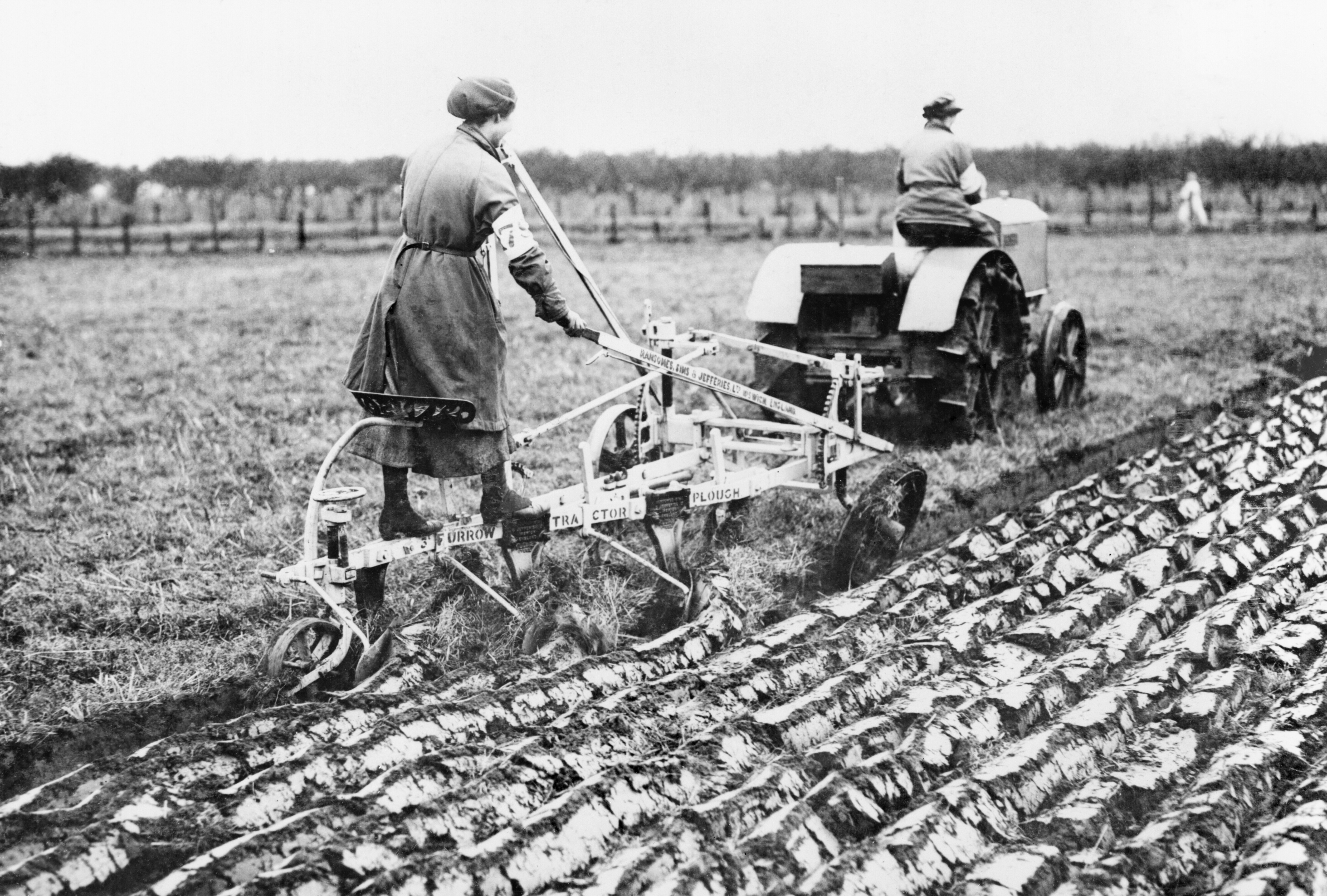
Femmes labourant en 1914. Les femmes poussèrent parfois à la mécanisation de l'agriculture, avec raison. Voir à ce sujet le roman Les Gardiennes.
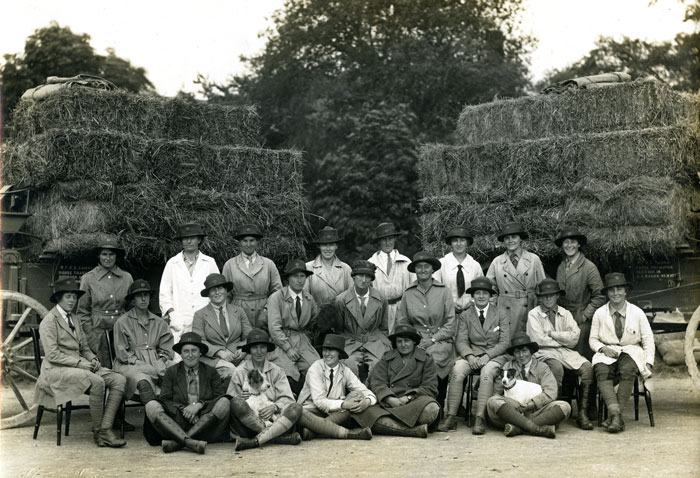
Membres du Corps féminin d'approvisionnement en fourrages au début de la guerre. Son succès poussa sans doute à la création de la Women's Land Army.
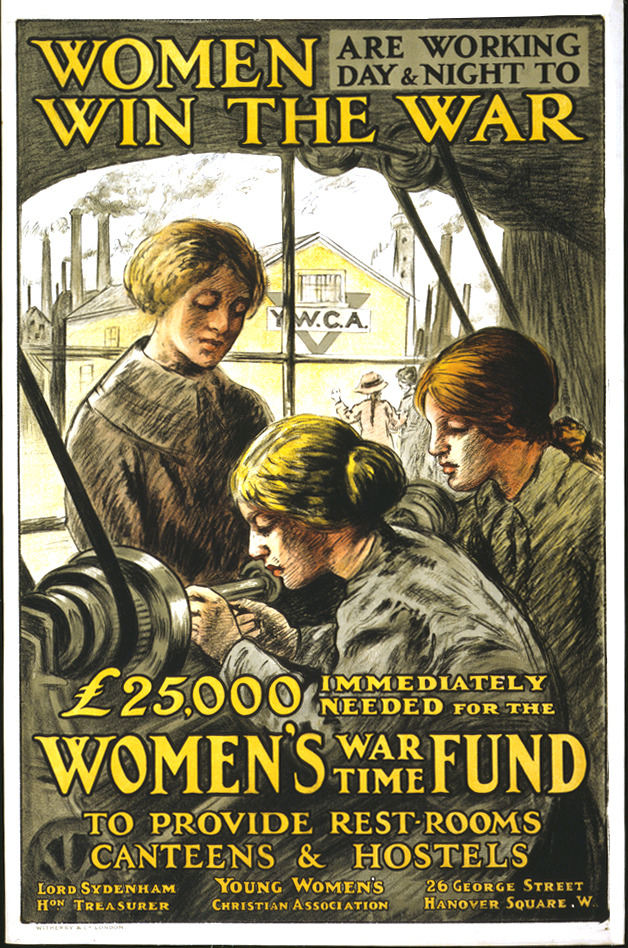
Affiche britannique pour le recrutement de femmes affectées à l'intendance, 1915.
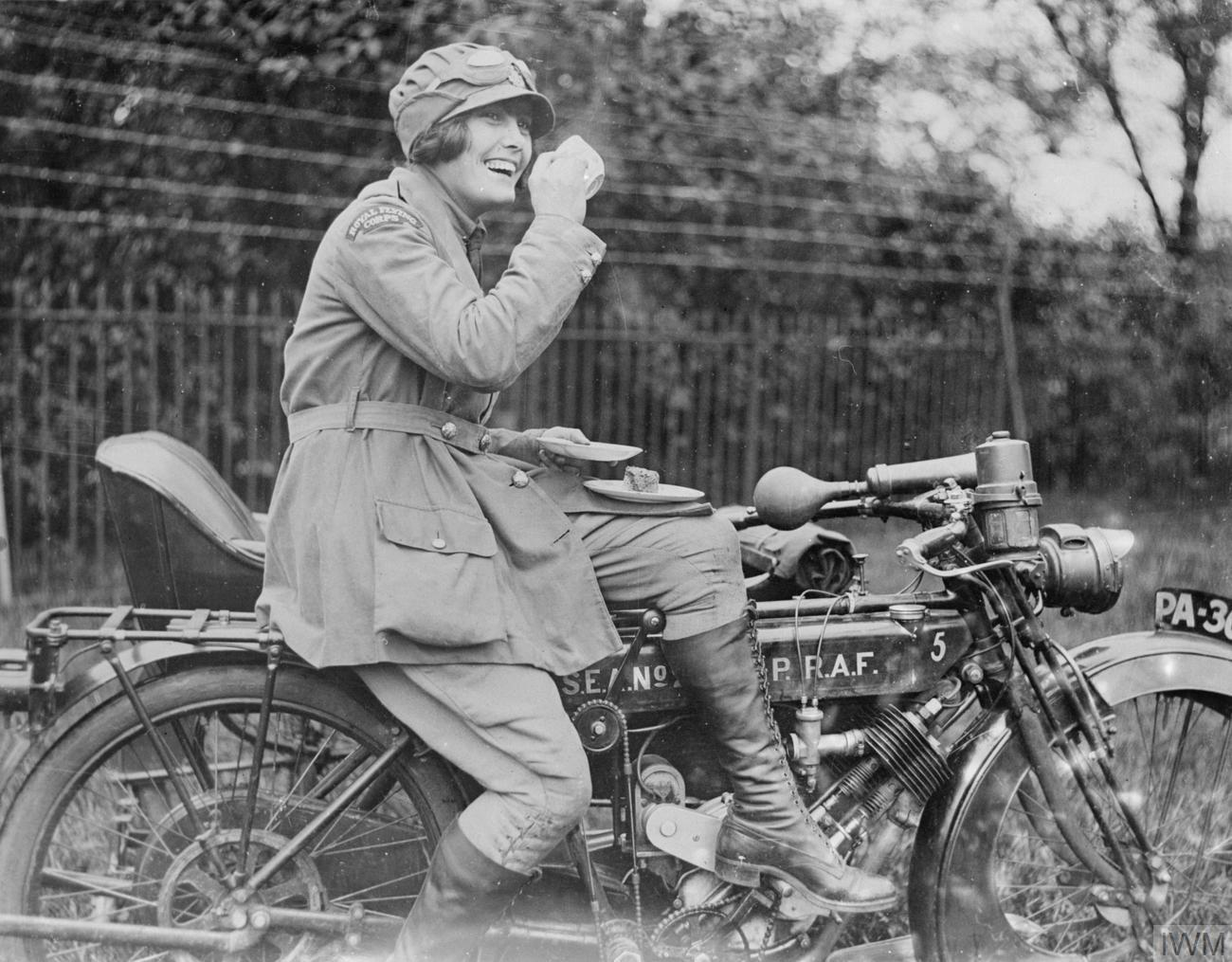
Estafette de la Women's Royal Air Force à la pause thé sur sa Phelon & Moore 500 cc. Cette branche de RAF ne fut créée qu'en avril 1918.
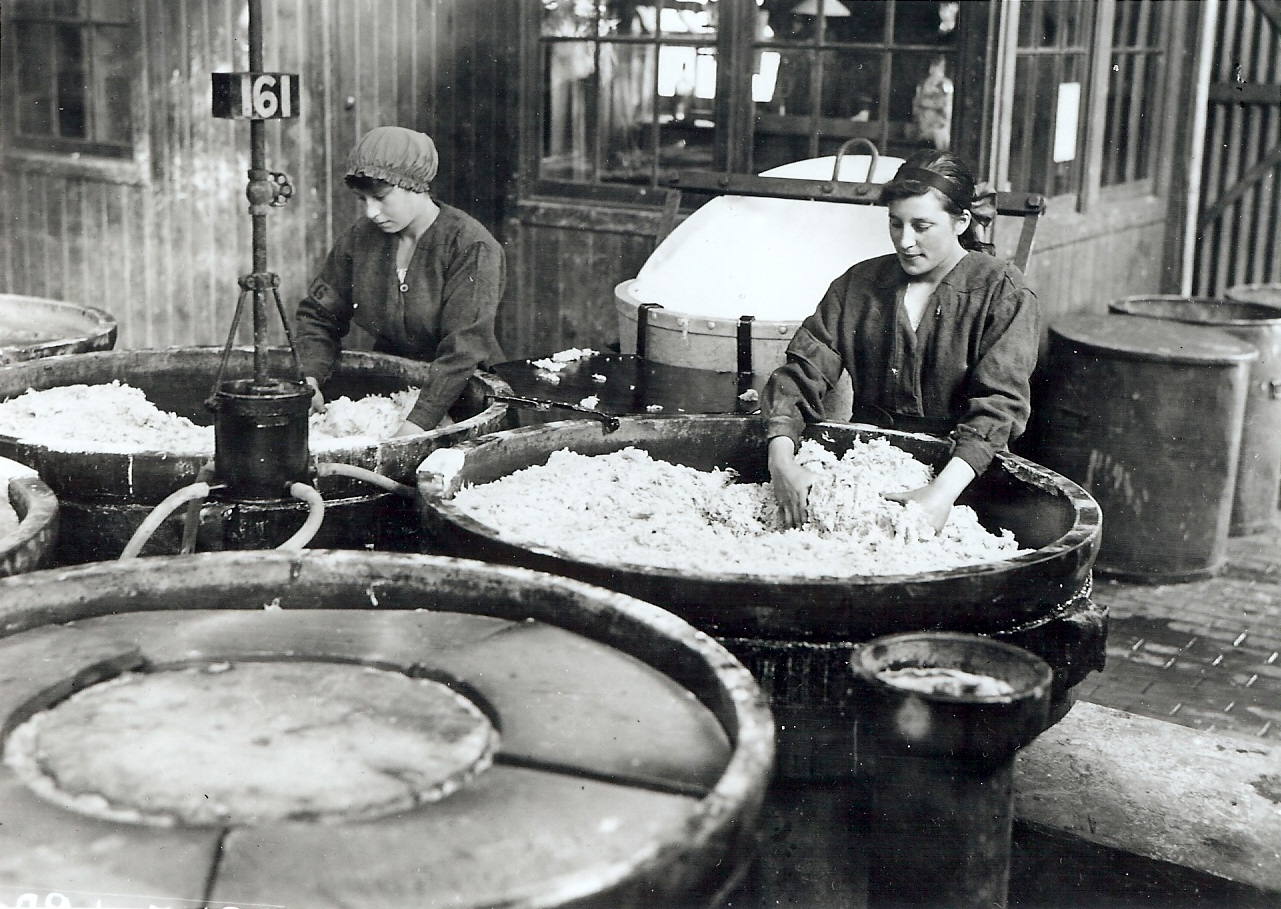
Gretna Girls, ouvrières de l'usine de munition de Gretna.
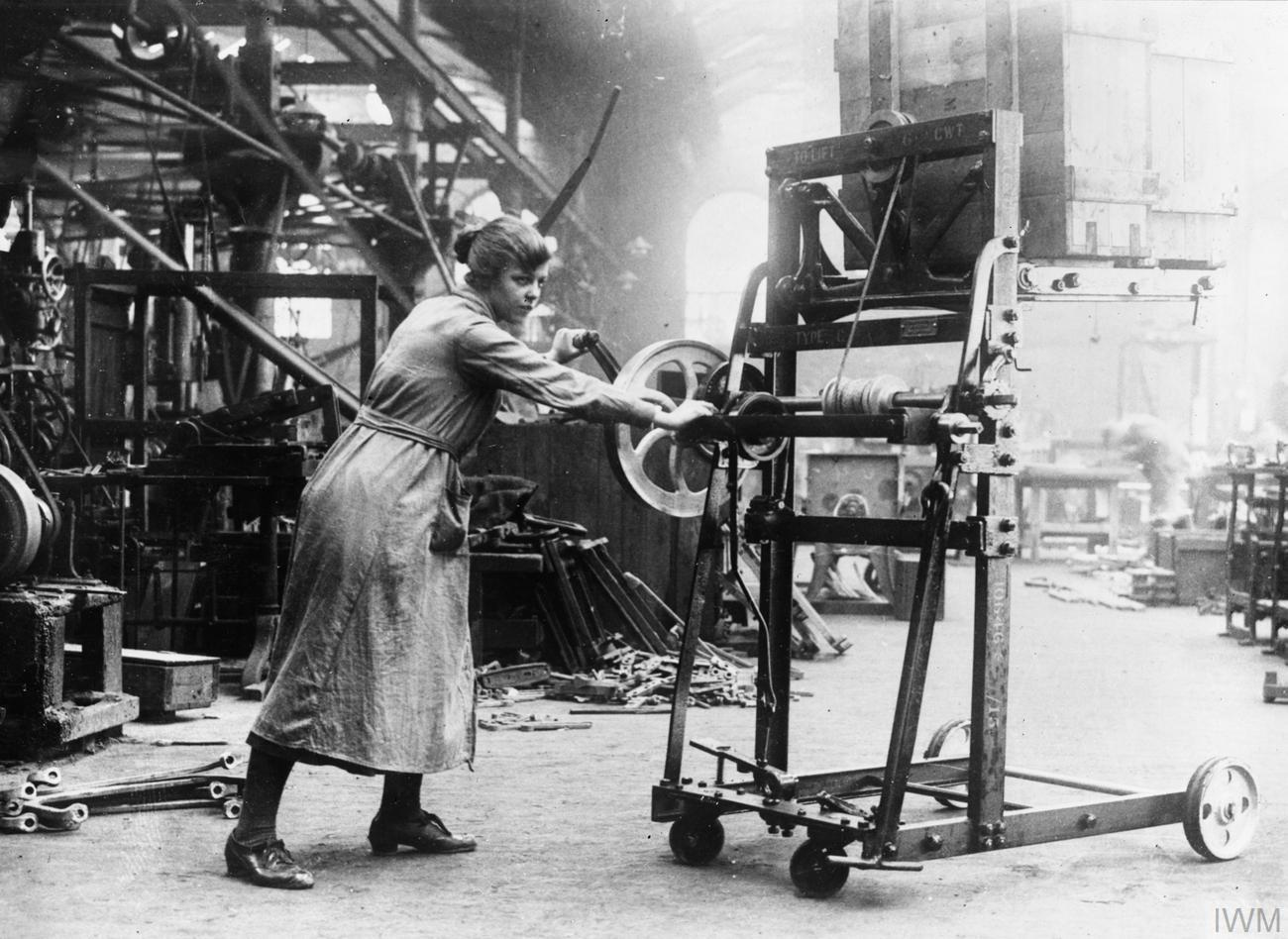
Ouvrière montrant le fonctionnement d'un chariot élévateur, Bradford, 1918.

Beaucoup de femmes étaient volontaires à l'arrière en tant qu'infirmières, enseignantes, et dans des travaux traditionnellement masculins.
Beaucoup ont travaillé dans les usines d'armement.

#### Propagande et image des femmes au Royaume-Uni
La propagande, sous forme d'affiches incitant les femmes à rejoindre les usines pendant la Première Guerre mondiale, ne présentait pas les aspects dangereux des conditions de travail des femmes en temps de guerre. Ces affiches n'ont pas réussi à concilier une représentation précisément la réalité et la création d'un intérêt satisfaisant pour les femmes qui rejoignaient les effectifs et jouaient leur rôle pendant la guerre. Conçue pour les femmes afin de persuader leurs hommes de rejoindre les armées, l'une de ces affiches de propagande est une vision romantique où les femmes regardent la nature au loin par la fenêtre pendant que les soldats marchent à la guerre. L'affiche possède un charme sentimental et romantique quand la réalité de la situation était que beaucoup de femmes rencontraient d'extrêmes difficultés quand leurs maris s'engageaient. C'était ce cadre narratif de fausse réalité véhiculé par la propagande visuelle qui visait à motiver l'effort de guerre.
La construction sociale édouardienne des genres supposait que les femmes devaient être passives et émotives, dotées d'une vertu morale et d'une responsabilité domestique. De leur côté, les hommes étaient censés être actifs et intelligents, et assurer l'avenir de leurs familles. C'était cette idée de répartition des rôles en fonction du sexe que la propagande visait à inverser. Dans une affiche de propagande intitulée These Women Are Doing Their Bit (« Ces femmes jouent leur rôle »), une femme est représentée comme faisant un sacrifice en rejoignant l'industrie des armes pendant que les hommes sont au front. La femme, dans cette affiche particulièrement persuasive, est représentée comme étant joyeuse et belle, garantissant que son devoir patriotique ne réduira en rien sa féminité. Ces affiches ne communiquent pas la réalité des conditions de travail dans le domaine des munitions. Il n'y a aucune référence aux éléments chimiques explosifs, ou aux maladies dues à l'environnement de travail. Les images persuasives de femmes idéalisées ainsi que de décors idylliques avaient pour but de solliciter l'implication des femmes dans la guerre, et ont grandement influencé l'idée de ce que devait être un comportement féminin approprié dans la Grande-Bretagne en guerre. Par conséquent, beaucoup de femmes ont quitté leur vie domestique pour prendre un emploi dans l'industrie d'armement, attirées par ce qu'elles pensaient être de meilleures conditions de vie, un devoir patriotique et un salaire élevé. Selon Hupfer, le rôle des femmes dans la sphère sociale s'est étendu parce qu'elles ont occupé des professions dangereuses et précédemment à prédominance masculine. Hupfer remarque que les comportements concernant les capacités des femmes pendant l'effort de guerre ont reflué pour revenir aux rôles précédemment idéalisés des femmes et des hommes une fois la guerre finie. Les femmes sont retournées à leurs occupations dans leurs foyers car elles ont perdu leur travail au profit des soldats démobilisés, et les statistiques concernant le travail féminin ont chuté et sont revenues au même niveau qu'avant la guerre. Ce n'est pas avant 1939 que l'expansion du rôle des femmes dans la société se produira à nouveau.

### Australie et Nouvelle-Zélande

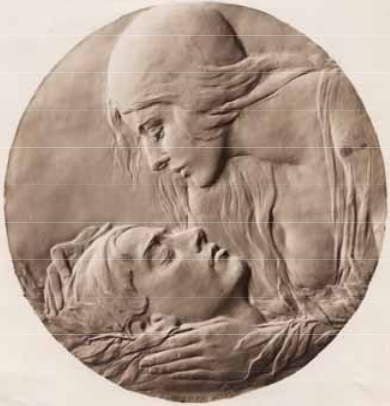
Médaille de l'Anzac, 1916.

D'abors séparées, les forces d'Australie et de Nouvelle- Zélande furent regroupées dans le corps d'armée australien et néo-zélandais (Anzac).
Le rôle des femmes australiennes et néo-zélandaises pendant la Première Guerre mondiale était principalement concentré sur leur engagement dans les soins infirmiers. 2 139 infirmières australiennes ont servi pendant la Grande Guerre. Leurs contributions ont été plus importantes qu'il n'était prévu initialement, et entraînèrent un plus grand respect pour les femmes exerçant des professions médicales.

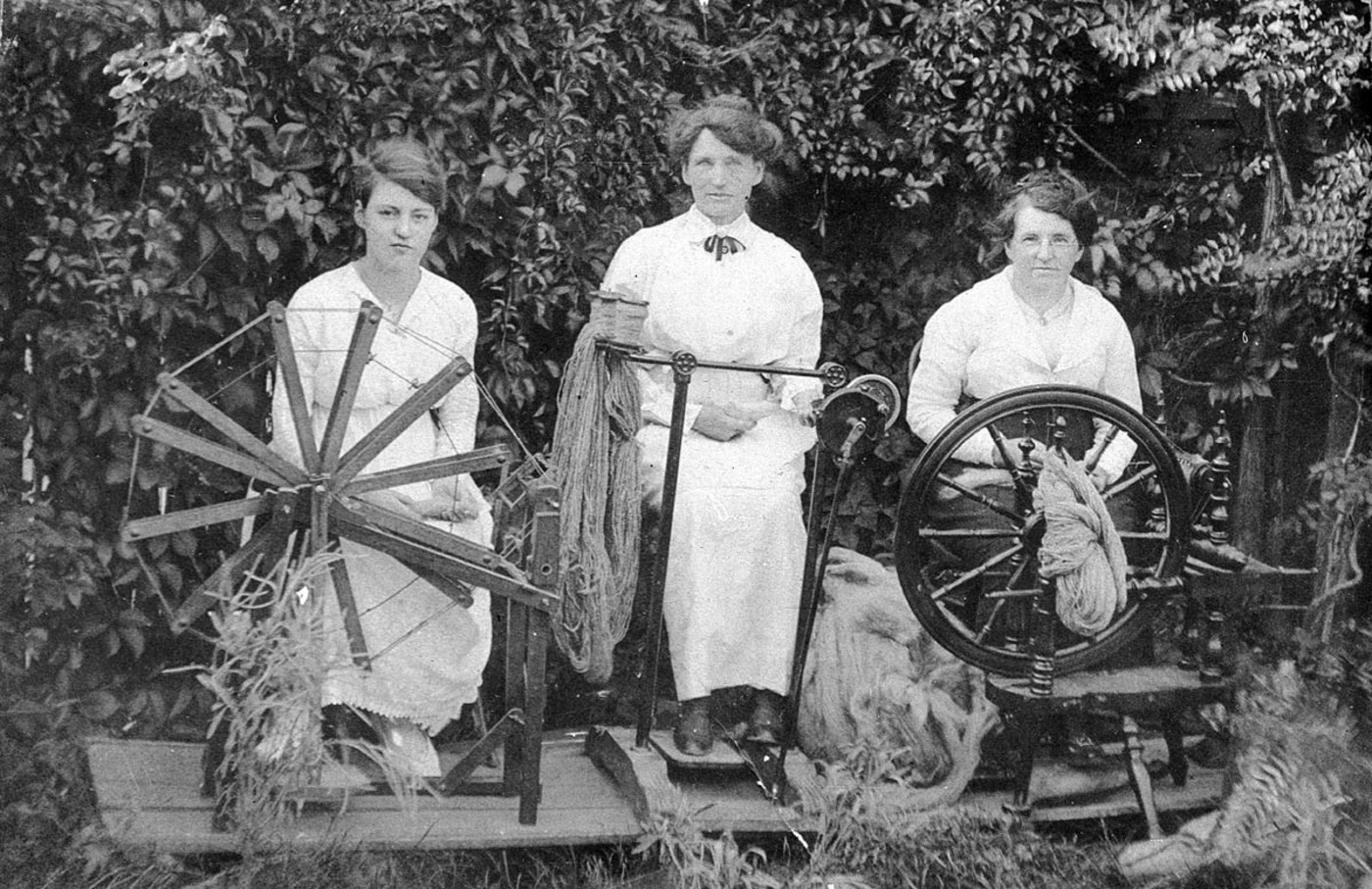
Australiennes filant la laine pour tricoter des chaussettes au profit des soldats, vers 1915.

Certaines femmes faisaient des gâteaux ANZAC pour les envoyer aux soldats. Ces biscuits étaient préparés en utilisant une recette qui leur permettait de rester comestibles longtemps sans réfrigération.
Le 10 octobre 1915 dix infirmières néo-zélandaises périrent dans le torpillage du SS Marquette.
La princesse maori Te Puea Herangi s'opposa à la conscription des Maoris et recueillit des réfractaires dans sa ferme mais fit preuve d'un grand dévouement en s'occupant d'une centaine d'orphelins de victimes de la grippe en 1918.

### Canada etTerre-Neuve
En décembre 1914, Julia Grace Wales publia le Plan Canada, une proposition pour organiser une médiation sous forme de conférence réunissant des intellectuels des nations neutres, qui travailleraient pour trouver une solution durable à la Première Guerre mondiale. Le plan fut présenté au Congrès des États-Unis, mais, bien qu'il ait éveillé l'attention du président Wilson, fut abandonné quand les États-Unis entrèrent en guerre,.

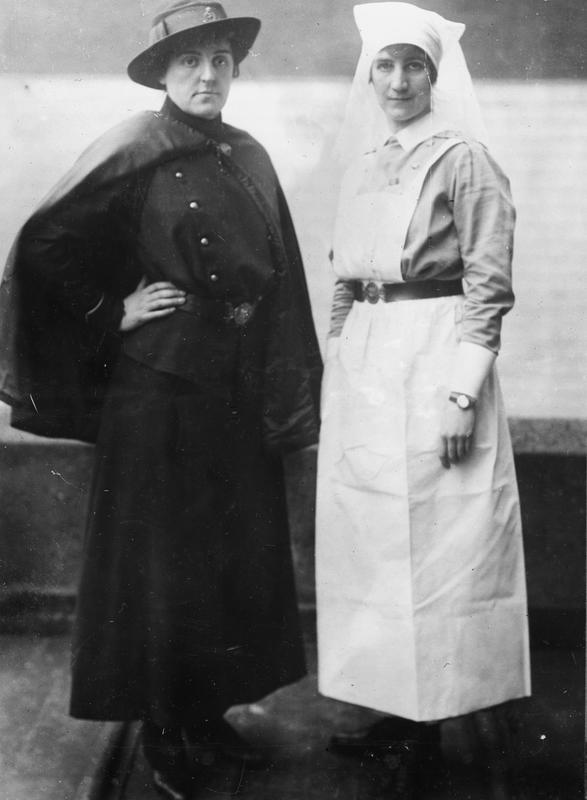
Infirmières canadiennes en uniformes au mess et en service.

Pendant la Première Guerre mondiale, il n'y avait virtuellement aucune présence féminine dans les forces armées canadiennes, à l'exception de 3 141 infirmières qui servaient à l'étranger ou à l'arrière. Parmi ces femmes, 328 ont été décorées par le roi George V, et 46 ont péri en faisant leur devoir. Même si un certain nombre de ces femmes reçurent des décorations pour leurs efforts, beaucoup de haut-gradés pensaient qu'elles n'avaient pas les compétences requises pour ce travail. Adversaire célèbre de cette participation féminine, le colonel Guy Carleton Jones (en) a écrit que « Le service actif est extrêmement dur, et une grande partie des R.N. (registered nurse (en), infirmières diplômées) sont complètement incapables de le supporter, mentalement ou physiquement ». Même si la participation effective à la guerre n'a pas été officiellement ouverte aux femmes, elles en ressentaient la pression à la maison. Un fossé s'est creusé dans le monde du travail quand les hommes se sont engagés : beaucoup de femmes s'efforçaient de les remplacer tout en maintenant leurs responsabilités dans leur foyer. Quand la guerre éclata, Laura Gamble (en) s'est enrôlée dans le Corps Médical de l'Armée Canadienne (CMAC) car elle savait que son expérience à l'hôpital de Toronto serait un atout pour l'effort de guerre. Les infirmières canadiennes étaient les seules infirmières des armées alliées qui avaient le grade d'officiers. Gamble se vit décerner la Croix Rouge Royale, médaille de seconde classe, pour avoir montré « le plus grand tact imaginable et une dévotion extrême à son devoir. » Elle lui a été décernée à Buckingham Palace lors d'une cérémonie spéciale pour les infirmières canadiennes. Le personnel médical devait gérer des pathologies qu'il n'avait jamais rencontrées auparavant. Le chlore gazeux utilisé par les Allemands causait des dégâts pour lesquels aucun protocole de traitement n'avait été développé. Le seul traitement qui apaisait les soldats canadiens affectés par le chlore était les soins fournis par les infirmières. Les infirmières canadiennes étaient réputées pour leur gentillesse.
Les Canadiens s'attendaient à ce que les femmes soient compatissantes face à l'effort de guerre, mais l'idée qu'elles y contribuent d'une manière si physique semblait absurde à la majorité d'entre eux. En raison du soutien que les femmes leur apportaient depuis le début du conflit, les gens ont commencé à voir leur valeur dans cette guerre. En mai 1918, une réunion a été organisée pour débattre de la possible création d'un corps de femmes canadiennes. En septembre la proposition fut acceptée, mais le projet a été mis de côté car la fin de la guerre s'annonçait.
À l'arrière, les femmes canadiennes pouvaient participer à l'effort de guerre de différentes manières. Lois Allan a ainsi rejoint le Corps des services agricoles (Farm Services Corps) en 1918, afin de remplacer les hommes envoyés au front. Allan fut placée chez E.B. Smith and Sons où elle décortiquait les fraises pour en faire de la confiture. Des emplois se créaient aussi dans les usines, en raison de l'augmentation de la production industrielle. Les journées de travail pour ces femmes duraient de dix à douze heures, six jours par semaine. Ces journées consistant en un long travail monotone, de nombreuses femmes créaient des parodies de chansons populaires pour passer le temps et améliorer leur moral. En fonction des régions, les femmes pouvaient dormir soit dans une baraque, soit dans une tente, à l'usine ou à la ferme qui les employait.
D'après un brochure du ministères des services publics du Canada, il existait plusieurs endroits où il était approprié pour les femmes de travailler. Ceux-ci étaient les suivants :
1. Dans les fermes de fruits et légumes ;
2. Dans des camps pour cuisiner pour les employés ;
3. Dans des exploitations pratiquant la polyculture ou la fabrication de produits laitiers ;
4. Dans les fermes pour aider à nourrir ceux qui s'occupaient des récoltes ;
5. Dans des conserveries, pour la mise en boîte des fruits et légumes ;
6. Dans la prise en charge des tournées de lait[39].

De plus, beaucoup de femmes étaient impliquées dans des organisations caritatives comme le Club des femmes canadiennes d'Ottawa (Ottawa Women’s Canadian Club), qui a aidé à subvenir aux besoins des soldats, des familles de ces derniers ainsi que des victimes de guerre. Les femmes étaient considérées comme des « soldats de l'arrière », encouragées à économiser à peu près tout et à être frugales afin de réserver des provisions à l'effort de guerre.
Des femmes iroquoises fondèrent la Six Nations Women’s Patriotic League en 1914 qui fournit des chaussettes aux troupes canadiennes et un soutien aux réfugiés belges.
Au Canada même, les populations civiles souffrirent lors de l'explosion du cargo de munitions français Mont-Blanc dans le port de Halifax en 1917 (le cinquième de la puissance de la bombe d'Hiroshima, 2 000 morts, 9 000 blessés) et de la grippe espagnole ramenée par les militaires en 1919 (50 000 morts).
À Terre-Neuve, environ 15 000 femmes furent impliquées dans l'effort de guerre (fourniture de vêtements et couvertures aux soldats...) et 40 furent infirmières de guerre (Women's patriotic association (en))

### Finlande

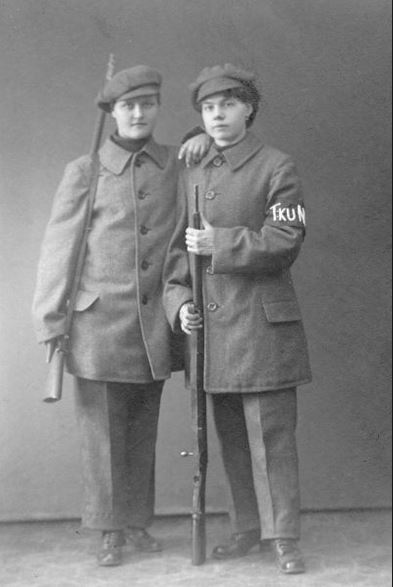
Helena Aalto et Elli Vuokko (19 et 27 ans) de la Garde rouge, toutes deux exécutées en mai 1918 par la Garde blanche, Finlande.

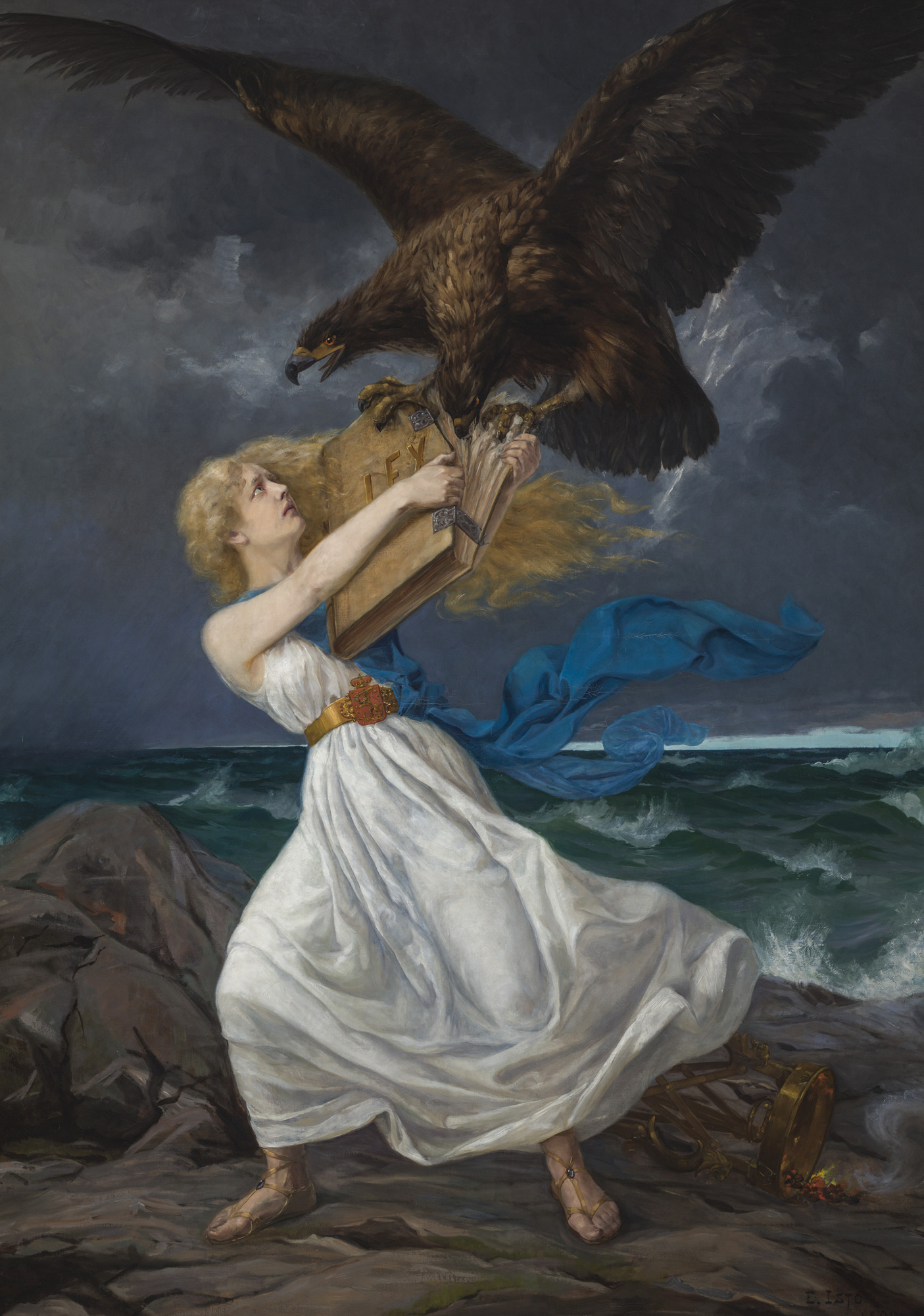
La Jeune fille finlandaise, personnification de la Finlande, attaquée par l'Aigle russe, Hyökkäys (L'Attaque), Edvard Isto, 1899.

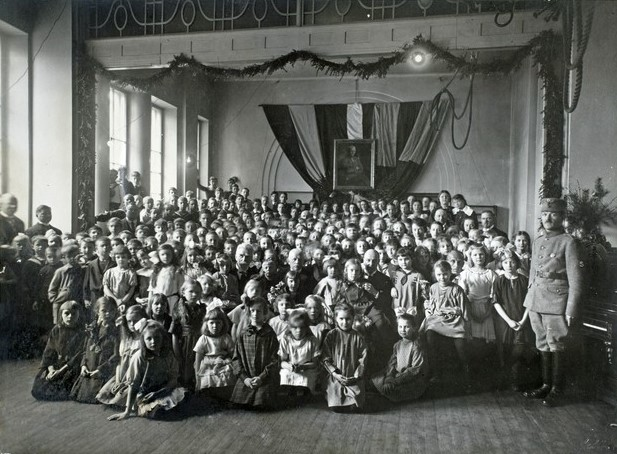
Écolières finlandaises assistant à une conférence de propagande de la Garde blanche. Au fond, le portrait du général allemand Rüdiger von der Goltz commandant la division de la Baltique, 1918.

Les femmes du grand-duché de Finlande, territoire autonome de l'Empire russe, avaient été les premières, avec les néo-zélandaises, à acquérir le droit de vote en 1906. Leur situation légale d'inférieures aux hommes n'avait cependant pas évolué et, comme dans tout l'Empire russe, la condition des ouvrières était proche de l'esclavage, ce qui autorisait tous les abus. Lorsque l'Empire s'effondra en 1917, deux factions indépendantistes se formèrent en Finlande, l'une communiste et l'autre conservatrice. Elles mirent sur pied des organisations paramilitaires puis militaires : La Garde rouge et la Garde blanche qui s'affrontèrent lors de la guerre civile finlandaise de février à mai 1918.
2 000 femmes, formées selon le modèle des bataillons féminins russes, servirent dans la Garde rouge féminine comme auxiliaires ou combattantes (Female Red Guards of the Finnish Civil War (en)). Ces femmes, en très grande majorité des ouvrières, furent moquées et diabolisées par la faction conservatrice. Les soldats blancs furent encouragés à ne pas les considérer comme des combattantes mais des « bêtes sauvages à chasser dans les bois »; même le chef de l'Église luthérienne de Finlande, l'archevêque Gustaf Johansson (en) en rajouta. Il est pourtant reconnu aujourd'hui que ces femmes se battirent vaillamment et efficacement. Les Blancs aidés par des troupes allemandes (division de la Baltique), les volontaires de la brigade suédoise et de la légion polonaise l'emportèrent sur les Rouges aidés par les Russes. Plus de 600 femmes y compris des femmes enceintes et de très jeunes filles, combattantes ou soupçonnées de l'être (a fortiori si elles étaient ethniquement russes) furent massacrées et parfois violées avant leur exécution à la fin de la guerre civile. Les soldats allemands s'opposèrent fréquemment aux massacres mais participèrent parfois aux viols. Cet épisode reste l'un des plus noirs de l'histoire de la Finlande, les recherches historiques n'ont pu commencer que dans les années 1990.
Lotta Svärd, une organisation finlandaise de volontaires auxiliaires féminines, est créée le 11 novembre 1918, jour qui marque aussi l'affirmation internationale de l'indépendance de la Finlande.

### France
Voir aussi Arrière en France pendant la Première Guerre mondiale : les conditions de vie.
En France, l'appel de René Viviani « Appel aux Femmes Françaises » lancé le 7 août 1914 afin de mobiliser les femmes des campagnes pour assurer les moissons et les vendanges est entendu. Les femmes ont un rôle important dans les campagnes, les usines et au foyer, ainsi que dans les arts, dans l'aide au front par le biais de portraits envoyés aux familles comme l'a fait Louise Catherine Breslau, ou de la propagande, comme Madeleine Zillhardt, via ces célèbres objets décoratifs aujourd'hui conservés dans les collections du musée de l'Air et de l'Espace du Bourget.

#### Travaux des champs et industrie
Puisque les hommes sont au front, les femmes doivent assumer les travaux des champs à partir de l’été 1914. Le président du Conseil René Viviani lance ainsi un appel aux femmes paysannes en s’adressant à elles comme à des soldats : elles se rendront donc aussi à l'usine. Des ouvrières travaillaient déjà dans la métallurgie en 1914 ; à cette date, elles représentaient 5 % de la main-d'œuvre en région parisienne. En 1918, les ouvrières représentent, en région parisienne, près d'un tiers de la main-d'œuvre. L'apogée de cette mobilisation a été atteint à la fin de 1917. À l'échelon national, le personnel féminin dans l’industrie française est passé de 32 à 40 % entre l’avant-guerre et 1917. Leur contribution à l'effort de guerre se fait sentir dans les usines d'armement, où les conditions de travail sont très difficiles.
Les ouvrières ne reçoivent aucune formation, sinon par imitation et de manière improvisée. En 1917, des postes de « surintendantes » sont créés et une école forme des femmes susceptibles de superviser et d'adapter le travail des femmes dans les usines et d'orienter les services sociaux et de santé aux nouveaux besoins.
En région parisienne, les entreprises qui travaillent pour la défense offrent des salaires relativement élevés. Ces entreprises attirent trois réservoirs de main-d’œuvre féminine : les femmes demeurées jusqu’alors inactives, les ouvrières des secteurs en crise (textile, cuirs et peaux, etc.) ainsi que les provinciales, au recrutement parfois facilité par le déracinement lié à la guerre.

#### Difficultés rencontrées
Les femmes ont des difficultés pour gérer seules les foyers familiaux : elles manquent de nourriture à cause des mauvaises récoltes mais aussi à cause de la répartition de la nourriture, principalement destinée à l’effort de guerre et aux poilus. Des allocations sont versées aux femmes de mobilisés et de prisonniers.

#### Soutien moral

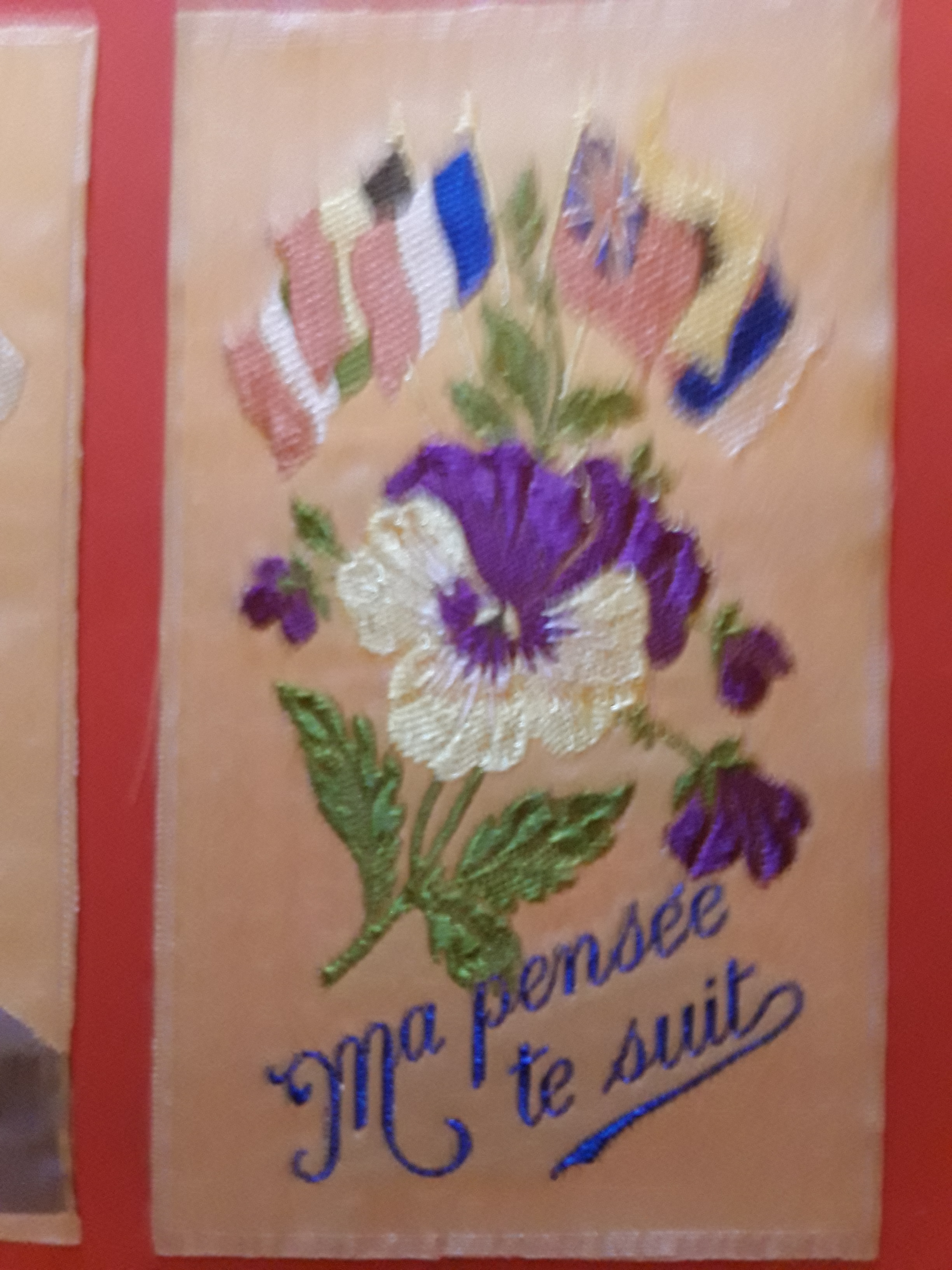
Ruban de soie de Saint-Étienne, souvenir de poilu, envoi probable d'une épouse, fiancée ou marraine de guerre.

De nombreuses femmes de tous âges, les marraines de guerre, offrirent une aide morale aux soldats du front en entretenant des correspondances. Ces envois de lettres étaient souvent doublés de colis.

#### Infirmières
La Croix-Rouge française, composée de trois sociétés (l'Association des Dames françaises, l'Union des Femmes de France, la Société française de secours aux blessés militaires ou SSBM) est animée par des femmes bénévoles. Elle utilise près de 72 000 infirmières, dans toutes les structures de soins à l'arrière ou dans les ambulances près du front, rattachées au service de santé de l'armée. 950 seront décorées de la Croix de guerre à ce titre, 105 sont tuées sous les bombardements, 4 600 reçoivent la médaille d'honneur des épidémies. Les infirmières militaires sont environ 100 000 ; par exemple, Marie-Thérèse de Poix, dont la vocation n'était en aucun cas militaire, s'engage comme infirmière aux armées dès sa sortie d'école, en 1914, à 20 ans, et y reste toute la durée du conflit.

#### Personnalités féminines de la Première Guerre mondiale
En zone occupée, il y eut des résistantes comme Henriette Moriamé, une religieuse, et Louise Thuliez, qui faisaient passer des soldats anglais en France libre. Louise de Bettignies est à l'origine d'un important réseau de résistance en Belgique et dans le Nord de la France occupés, le réseau Alice (de son nom de guerre Alice Dubois) qui opère pour le MI6 britannique. Arrêtée pour espionnage, elle meurt en 1918 à la suite de mauvais traitements subis dans les prisons allemandes.
La célèbre Mata Hari, accusée d'espionnage au profit de l'Allemagne, fut fusillée par les Français en 1917 à la suite d'un procès controversé.

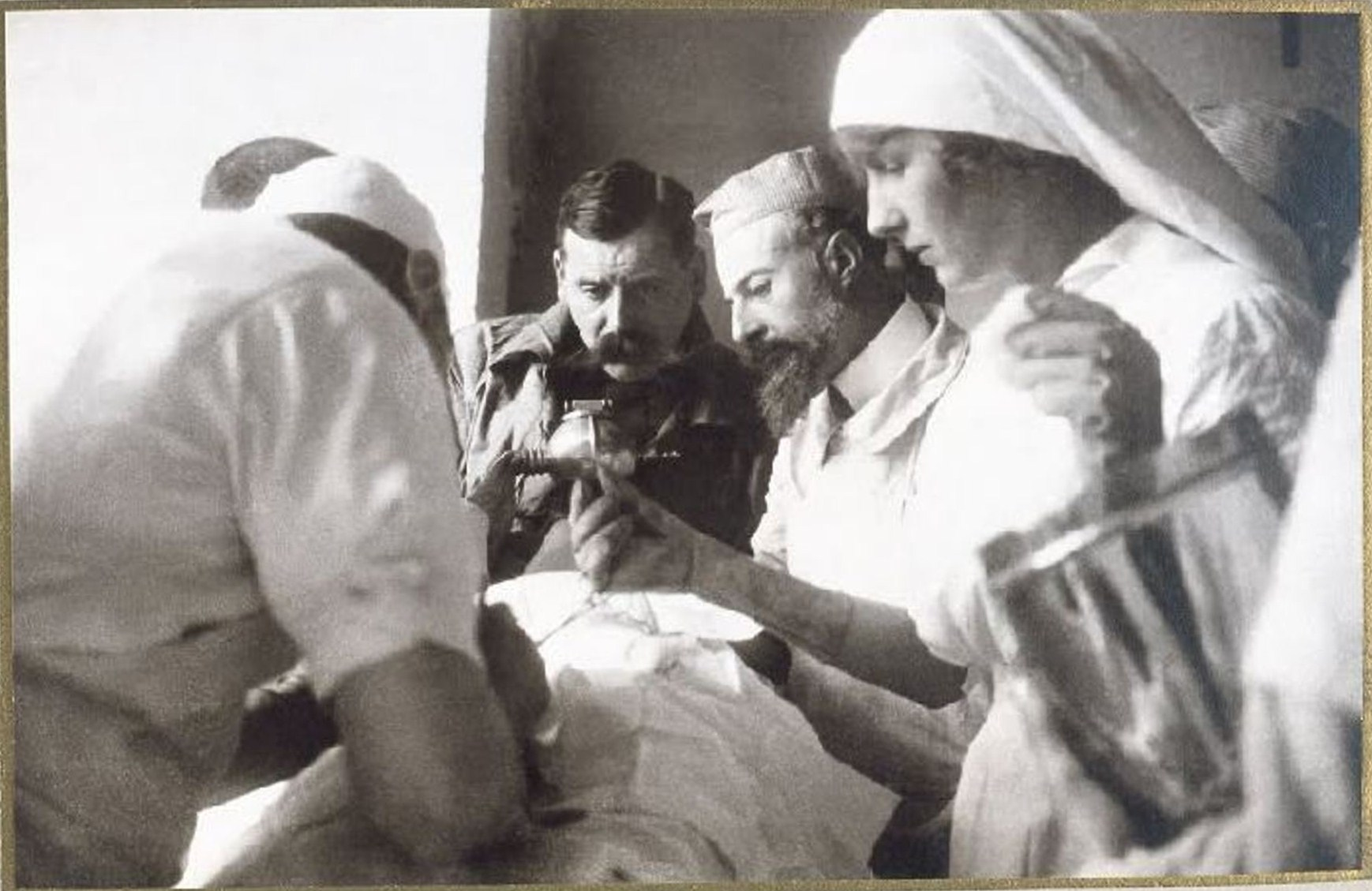
Simone Menier, infirmière major et administratrice de l'hôpital de Chenonceau pendant une opération, entre 1914 et 1918.
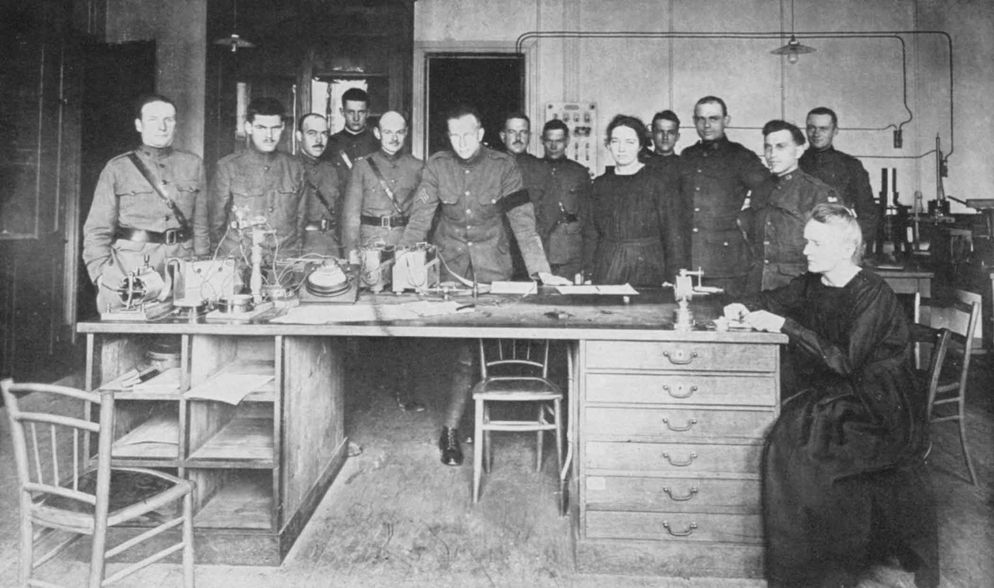
Marie et Irène Curie avec leurs élèves, des officiers américains en cours de formation à la radiologie, Institut du radium, Paris, 1919.
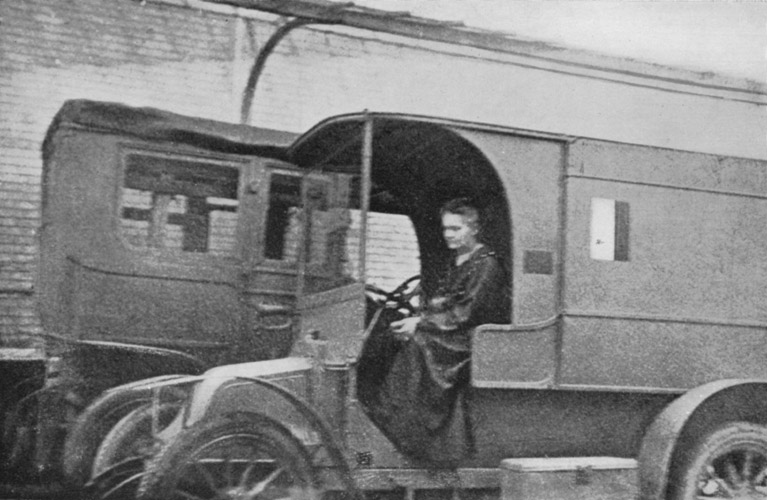
Marie Curie passa son permis de conduire pour servir dans les unités de radiologie mobiles qu'elle avait elle-même conçues.
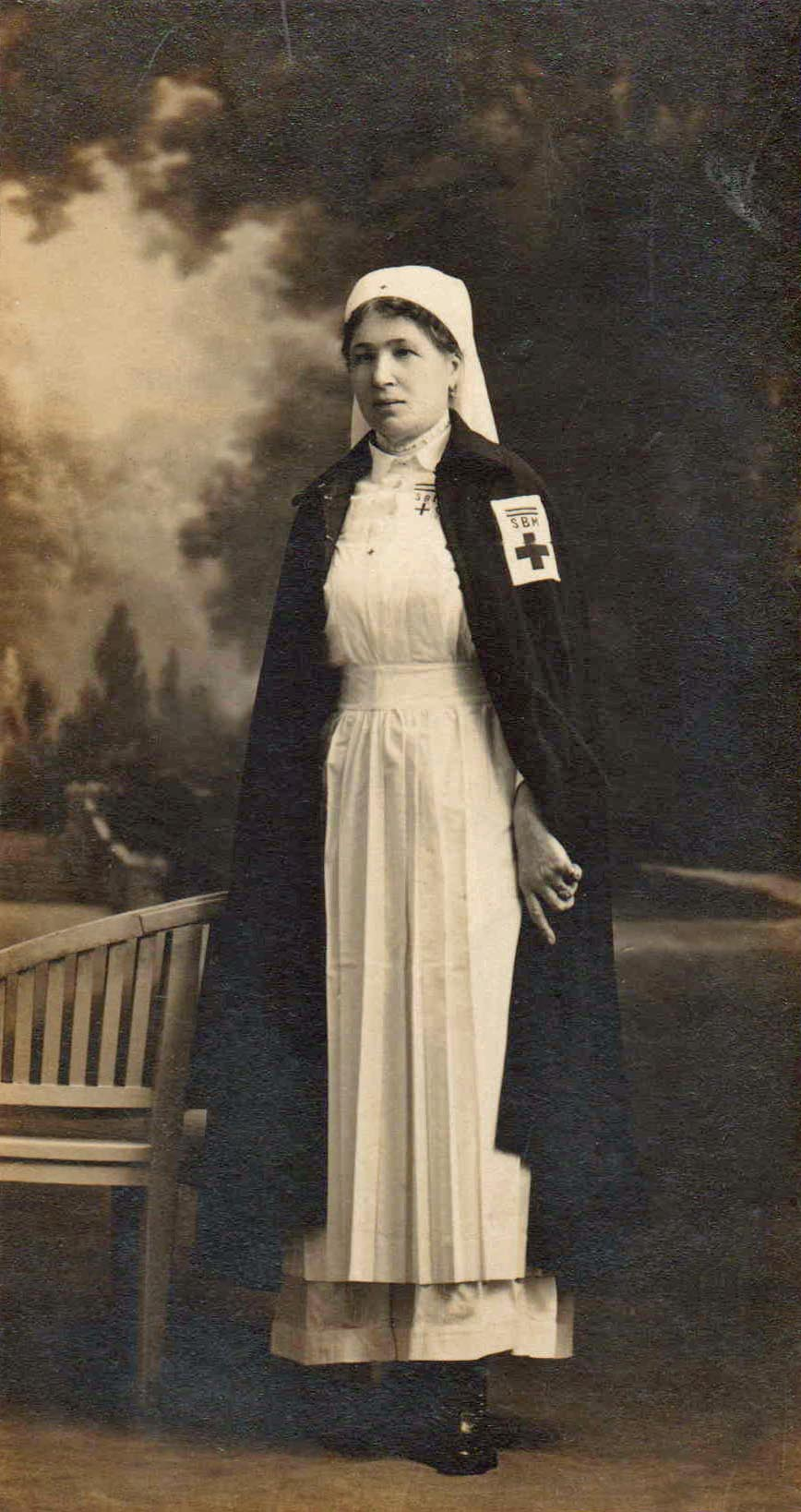
Infirmière de la SSBM, 1914-1918.
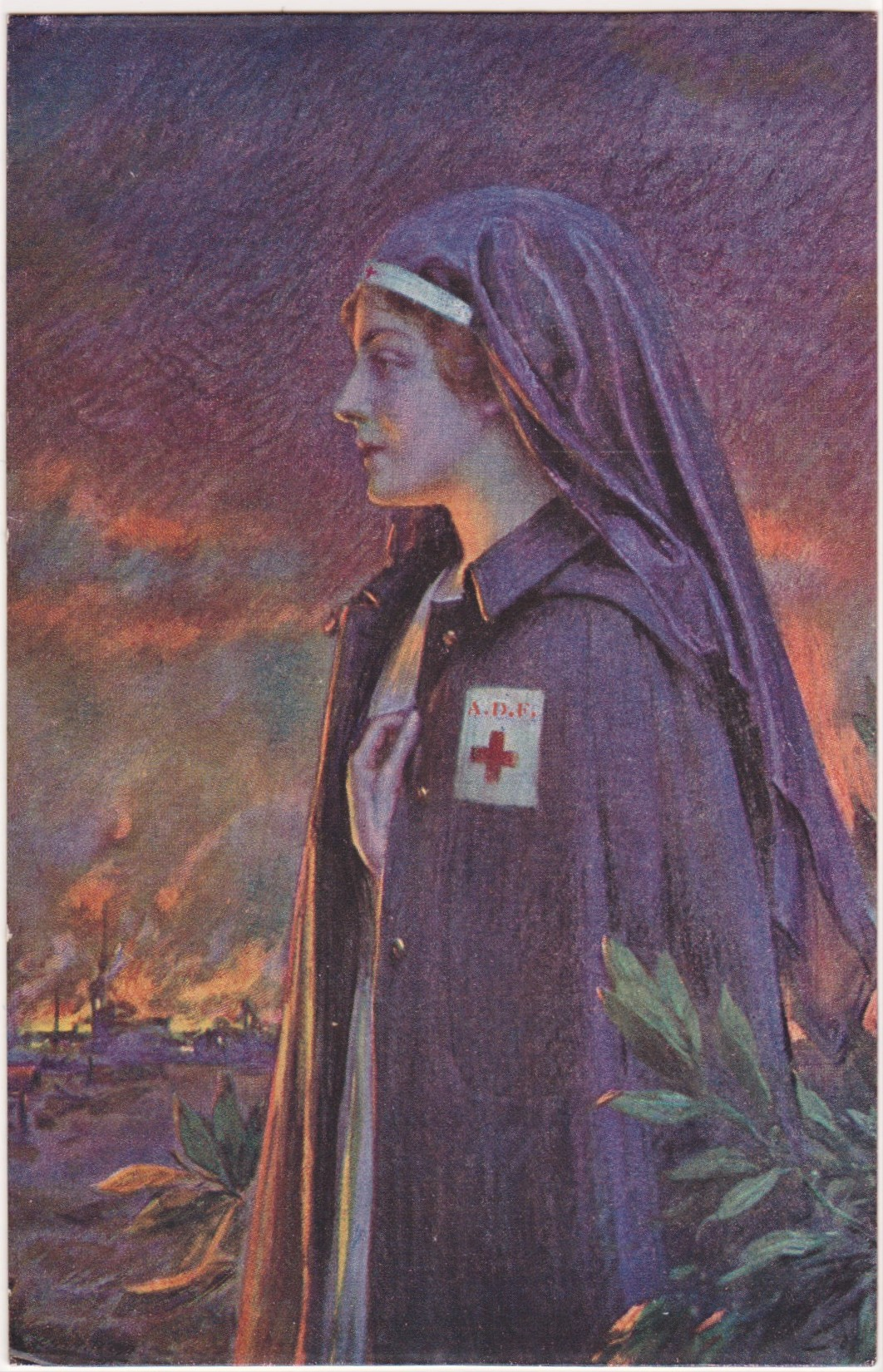
Association des dames françaises (ADF), carte de vœux éditée en soutien à ses infirmières bénévoles, en janvier 1917.
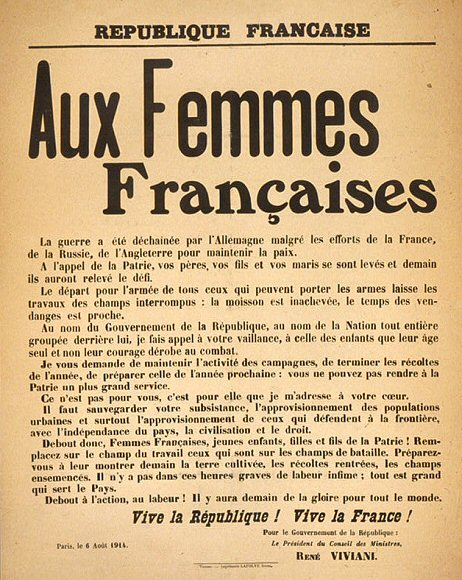
L'appel à la mobilisation des femmes, France, 6 août 1914.
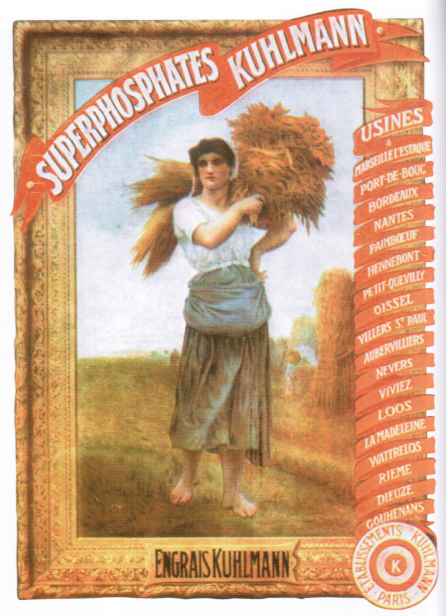
Devenues gérantes d'expoitations agricoles, les femmes sont ciblées par la publicité. Réclame de 1916 pour les engrais Kuhlmann.
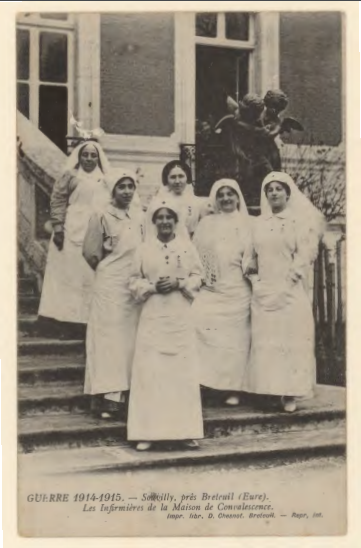
Infirmières civiles à Souvilly, près de Breteuil (Eure), 1914 ou 1915.
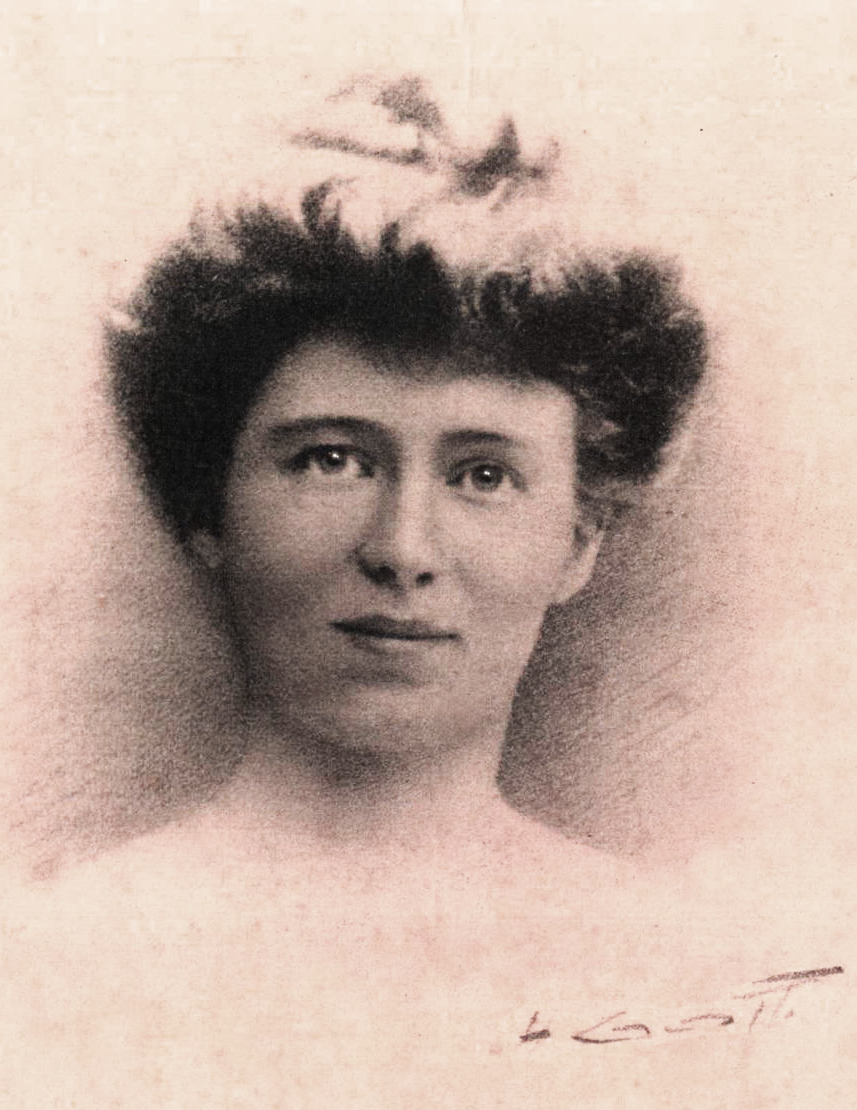
Louise de Bettignies, résistante et espionne.
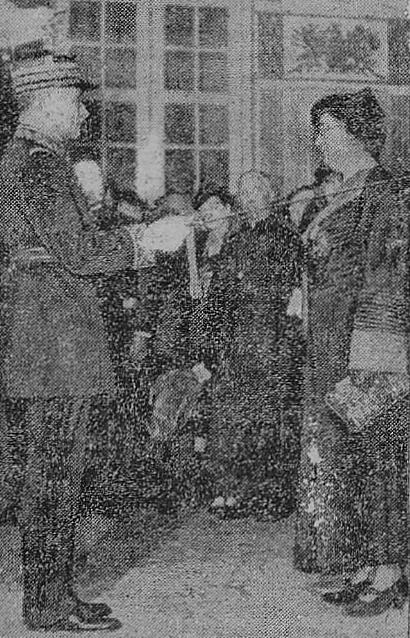
Louise Thuliez distinguée par le général Maxime Weygand, 1935.
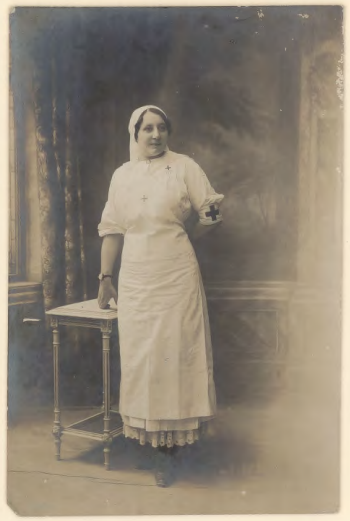
Infirmière civile durant la Première Guerre mondiale[59].
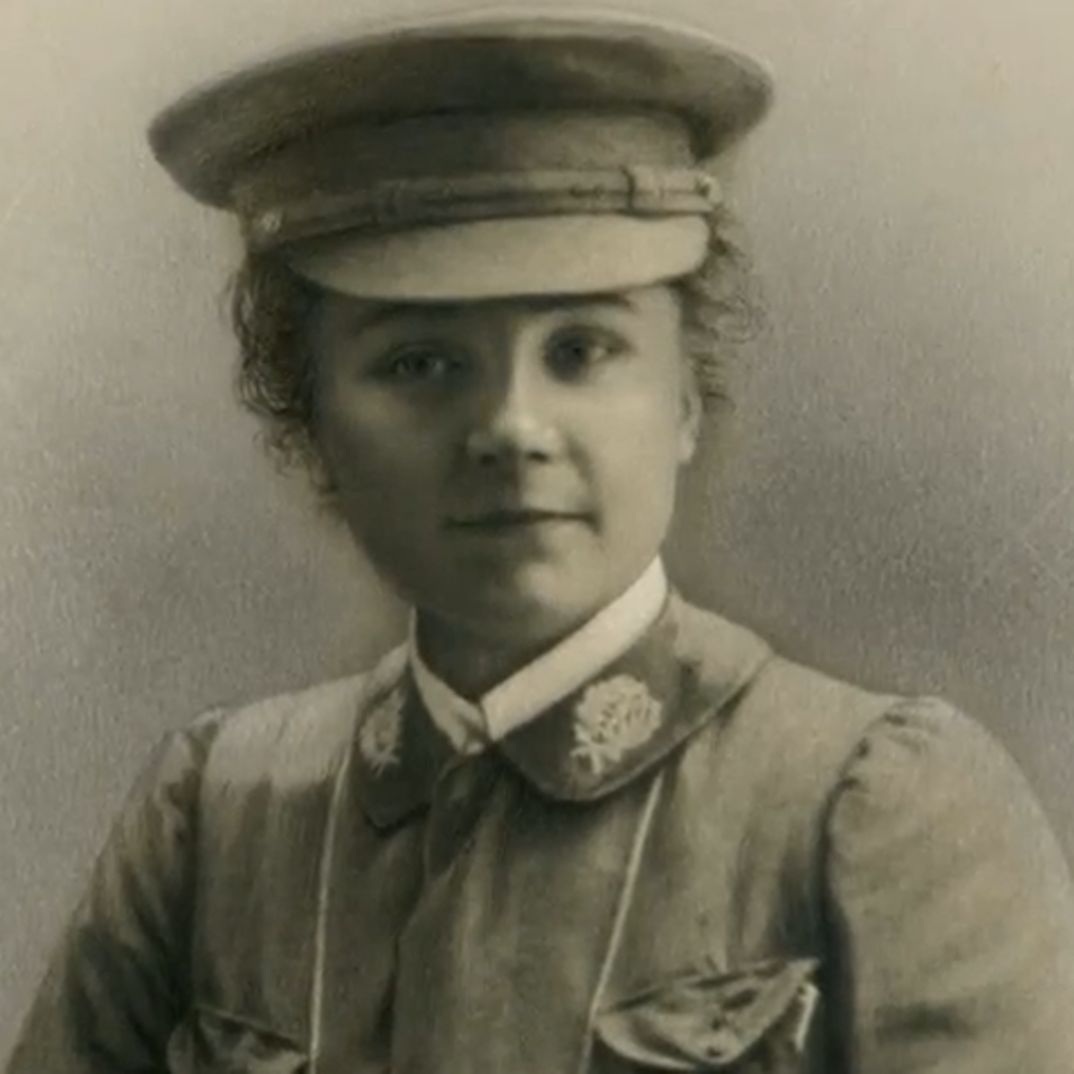
Nicole Girard-Mangin, médecin-major, féministe, héroïne de Verdun.
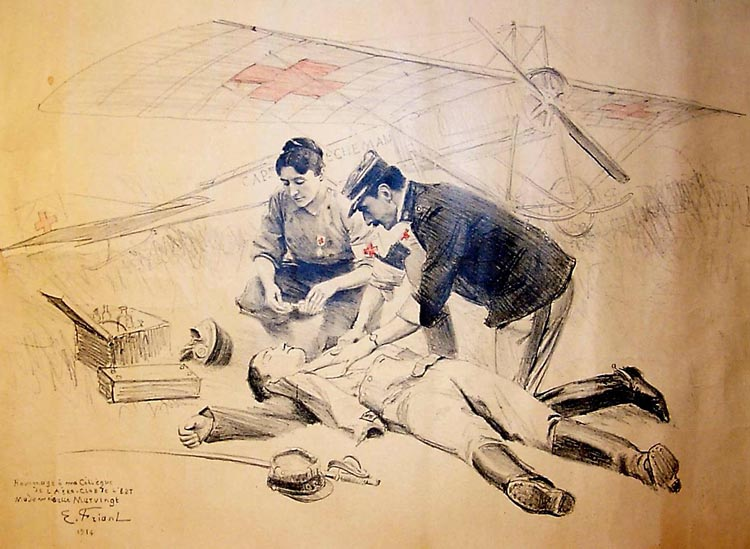
Marie Marvingt présentant son projet d'avion-ambulance.
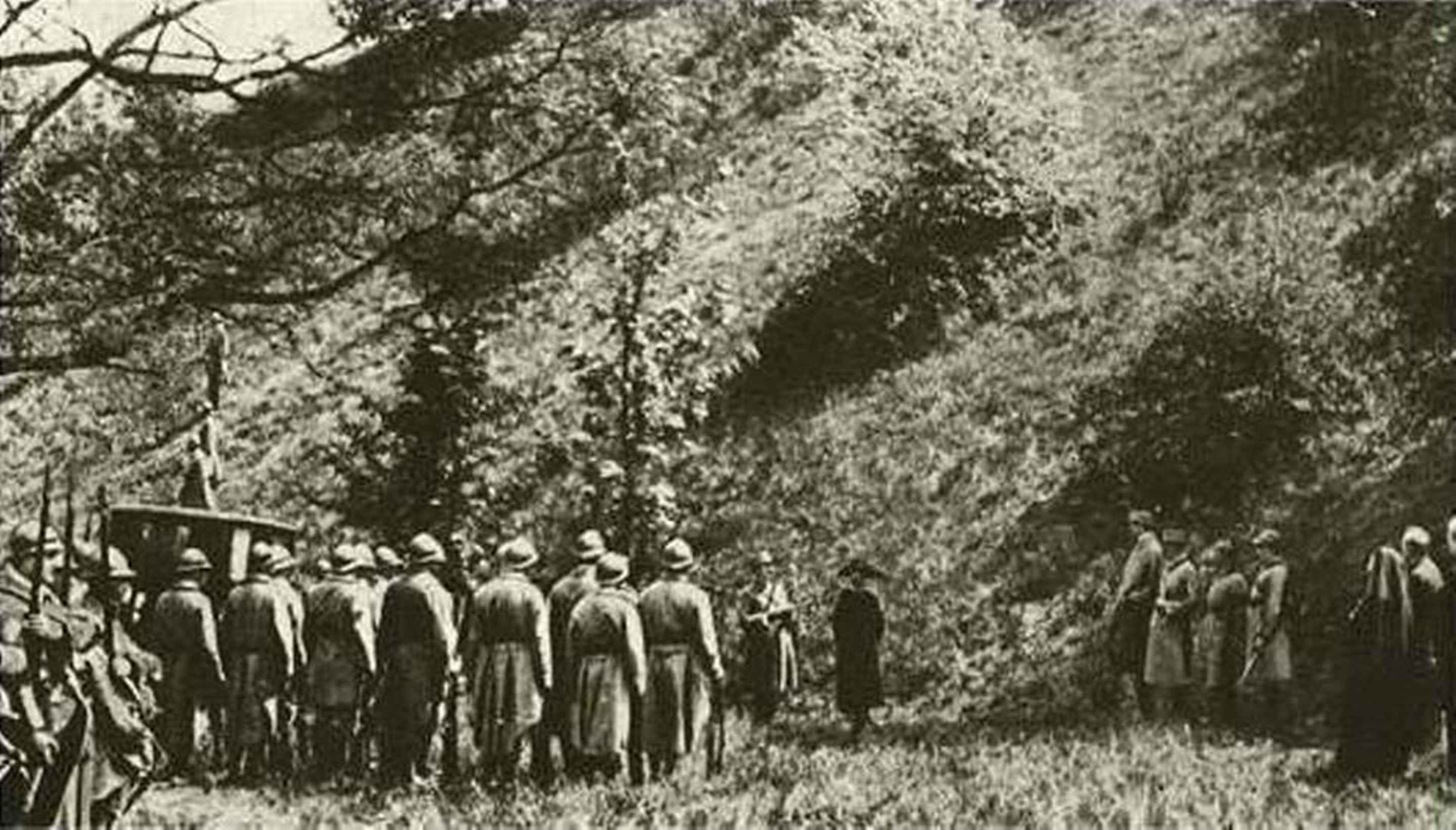
Reconstitution de l'exécution de Mata Hari dans un film.
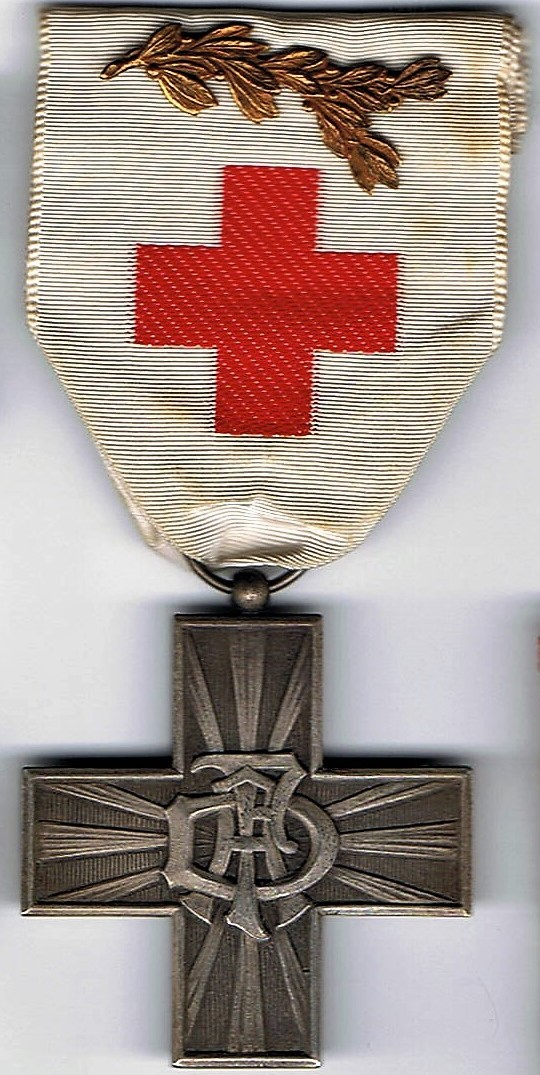
Association des dames françaises (ADF), médaille avec palme décernée à une infirmière bénévole, 1921.

L'aviatrice Marie Marvingt avait conçu en 1914 un modèle d'avion-ambulance qui ne fut pas construit. Elle participa à la guerre successivement comme infirmière-major, pilote, journaliste, soldate dans les tranchées et enfin infirmière et correspondante de guerre aux Chasseurs alpins avec des missions à ski. Surnommée « la fiancée du danger », elle fut la première femme pilote de bombardier au monde et est la femme la plus décorée de l'histoire de France.
Marie Curie a organisé des unités de radiologie mobiles utilisables près du front (les Petites Curies) et des unités fixes. Elle y a servi elle-même ainsi que sa fille Irène qui n'a que 17 ans en 1914. En 1915, Irène passe un diplôme d'infirmière qui lui sert aussi pour la formation à la radiologie qu'elle doit donner aux médecins militaires. Marie et Irène ont aussi dirigé la formation de 150 aides-radiologistes militaires, essentiellement de jeunes infirmières.

#### Impact de la guerrea posteriori
La guerre fit 630 000 veuves et entraîna un déficit de 800 000 mariages (en partie différés) bien qu'on eût mis en place un système de mariage par procuration sur le Front.

### Empire ottoman

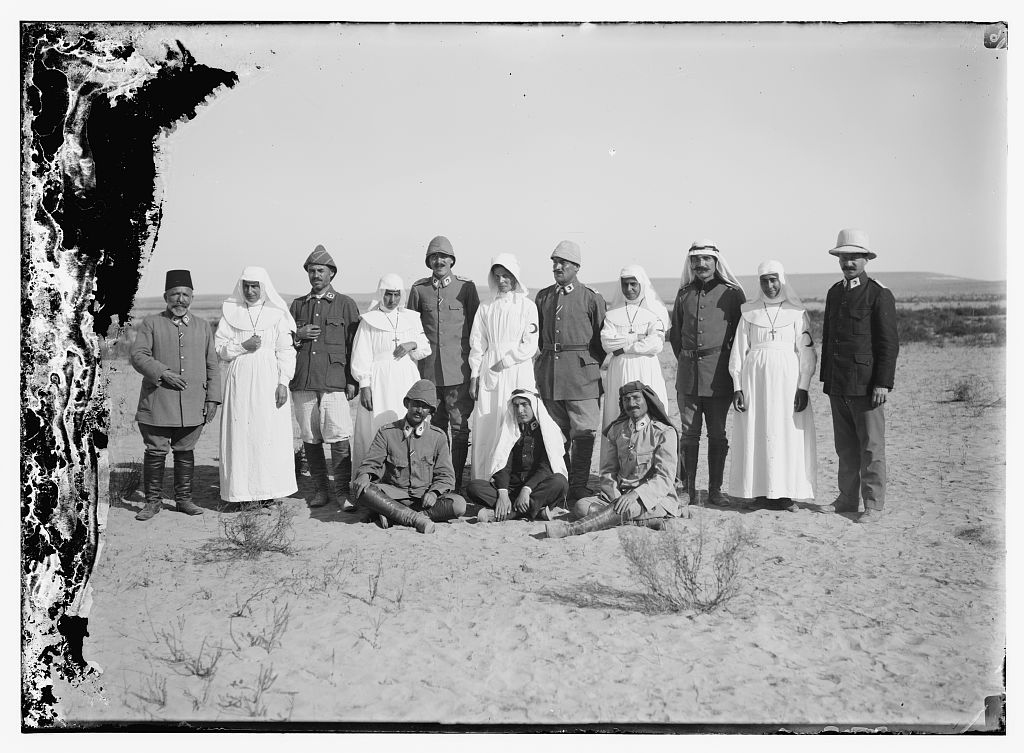
Personnel du Croissant-Rouge et de la Croix-Rouge ottomane en 1916 à Hafir el Aujah (Sud de la Palestine).

Dans l'Empire ottoman, en plus de fournir des infirmières et de remplacer les hommes dans l'agriculture, des femmes auraient pris part aux combats.
C.E. Crutchley rapporte ceci dans son livre Machine Gunner 1914-1918 (1975) :

« Une patrouille australienne attrapa une femme sniper turque qui avait les plaques d'identité militaire de plusieurs soldats britanniques accrochées autour de son cou. Ils lui ont tiré dessus, et cela m'a choqué car je pensais qu'elle était une personne courageuse ne faisant que ce que beaucoup de femmes britanniques auraient fait aux envahisseurs de notre terre. Mais je n'ai rien dit, car je savais qu'en temps de guerre, tout le monde était touché par sa folie. »

Une dépêche de la Telegraph-Press Association raconte également ceci :

« Un territorial des Dardanelles dit qu'une jeune fille turque franc-tireur a été découverte. Elle avait autour de son cou trente plaques d'identification militaire d'hommes qu'elle avait tués et cinquante livres en monnaie anglaise. »

Ces histoires sont cependant fortement controversées et auraient pu être inventées par la propagande britannique.

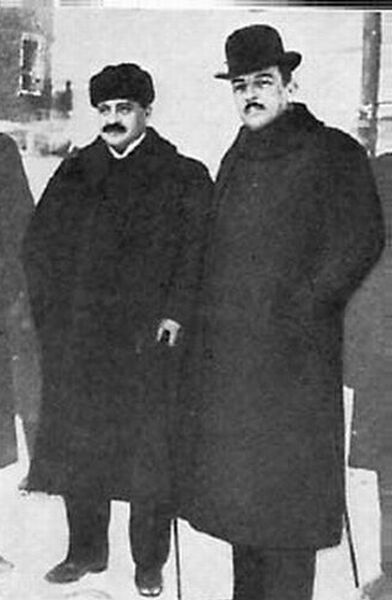
Mehmed Talaat (à gauche), grand vizir et principal organisateur du génocide arménien, ici avec Richard von Kühlmann, ambassadeur d'Allemagne en 1915 à Constantinople. Talaat a ordonné l'exécution de tous les Arméniens y compris les femmes et les enfants.

Lors de la mise en place des politiques de persécution des minorités chrétiennes par le gouvernement Jeunes-Turcs (massacres des Grecs du Pont, génocide arménien, génocide assyrien), l'élimination des populations fut orchestrée de diverses façons (massacres proprement dits, travaux forcés, marches forcées, famines) par l'Organisation spéciale (Teşkilat-i Mahsusa) et les milices kurdes. L'Empire allemand ne s'opposa aucunement à ces massacres. Les femmes furent particulièrement touchées par les « massacres blancs ». Certaines femmes furent épargnées pour être envoyées regarnir les harems : « Les jeunes femmes ainsi que les jeunes filles de belle apparence ont quant à elles plaidé pour être tuées. Cependant, elles ont été forcées contre leur volonté à entretenir les harems ». Ces massacres eurent lieu sur le territoire ottoman mais aussi en Perse où s'étaient réfugiés les Assyriens et où les forces ottomanes pénétrèrent lors des retraits russes (1915 et 1918). Ces opérations firent plusieurs millions de morts civils (plus de 1,5 million pour les seuls Arméniens). On estime cependant qu'entre 100 et 200 000 femmes et jeunes enfants arméniens (les hommes étaient abattus au départ des convois) furent épousées, pris comme esclaves, adoptés, cachés et souvent islamisés par des « justes » turcs et des factions kurdes, en particulier par les Alévis. Ces populations restées cachées et officiellement islamisées sont appelées en turc kiliç artigi, les restes de l'épée, c'est-à-dire ceux qui ont échappé au massacre. Le même phénomène a pu exister pour les Grecs du Pont. Un tiers des Arméniens survécurent, certains furent sauvés par l'armée russe ou la marine française.
Le blocus maritime effectué par les flottes de l'Entente entraîna une grande famine surtout ressentie dans les grandes villes et au Liban. La grande famine du Mont-Liban (le moutassarifat du Mont-Liban fut un territoire ottoman sous contrôle administratif des grandes puissances européennes de 1861 jusqu'à la Guerre) touche les populations maronites et en particulier les femmes et les enfants. Elle est exacerbée par une invasion de sauterelles en 1915 puis par les réquisitions alimentaires ottomanes puis allemandes, encore plus sévères, à tel point qu'on a pu parler là-aussi de génocide (environ 200 000 morts civils, près de la moitié de la population maronite du Mont-Liban). La famine ne cessera qu'avec les ravitaillements permis par l'occupation française et le retour des ordres religieux chassés par les Ottomans et avec l'aide de la communauté maronite d'Égypte. Au total, la famine fait environ un million de morts dont la moitié dans les populations chrétiennes.

### Inde (Raj britannique)
Les régiments du Raj britannique firent partie des armées britanniques sur tous les fronts mais principalement au Moyen-Orient. L'opinion en Inde était très partagée au sujet de la Guerre (conspiration indo-allemande). Dès le début de la guerre, l'Anglaise Annie Besant et Bal Gangadhar Tilak unifièrent le parti All-India Home Rule League au Congrès national indien et continuèrent de s'affirmer en faveur de l'indépendance tout en acceptant la participation à la guerre. En 1917, Annie Besant est la première femme élue présidente du Congrès. Elle envisage pour l'Inde une sorte de suffrage universel incluant le vote des femmes, ce que critiquent les traditionalistes hindous. À partir de la fin de la guerre, son action s'efface devant celle de Gandhi.

### Italie

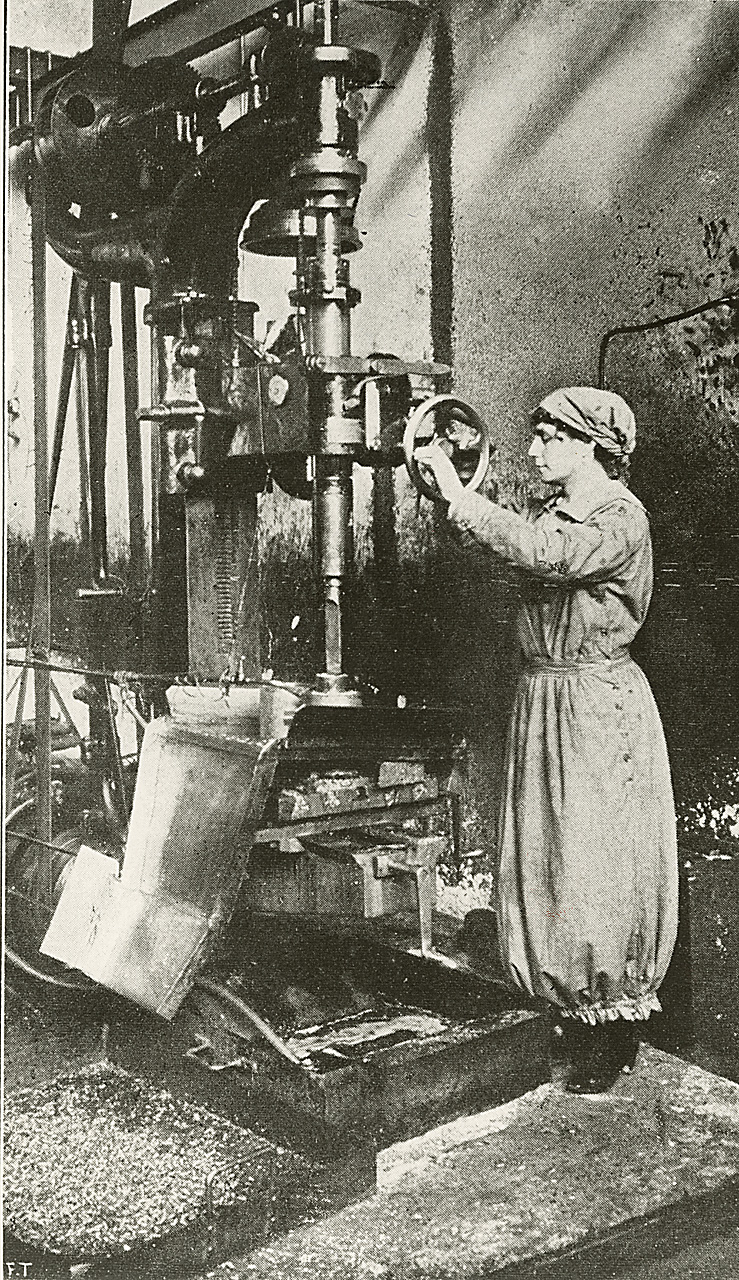
Ouvrière de l'industrie de l'armement. Italie, 1915.

Entre 180 000 et 200 000 Italiennes travaillèrent dans les industries de guerre (l'Italie n'était pas encore une grande nation industrielle). De nombreuses femmes servirent auprès des armées comme infirmières, secrétaires, dactylos et archivistes.
Elles permirent aussi la poursuite de la guerre par leur travail à l'arrière et le soutien moral qu'elles ont apporté aux soldats, de leur famille ou non. Comme en France, les marraines de guerre (madrina di guerra) furent très nombreuses.

### Russie
Les zones de guerre furent ravagées du fait des destructions opérées par l'armée allemande mais aussi parce que l'armée russe pratiqua la politique de la terre brûlée en se retirant, entraînant l'exode de plusieurs millions de civils vers les provinces intérieures.

À partir du 18 février 1917, des émeutes de la faim rassemblent ouvriers et surtout ouvrières des usines de Petrograd. Elles culminent lors de la Journée internationale des femmes le 23 février. Elles entraînent la grève générale, la prise de pouvoir par les soviets et finalement la chute du tsar Nicolas II le 2 mars 1917.

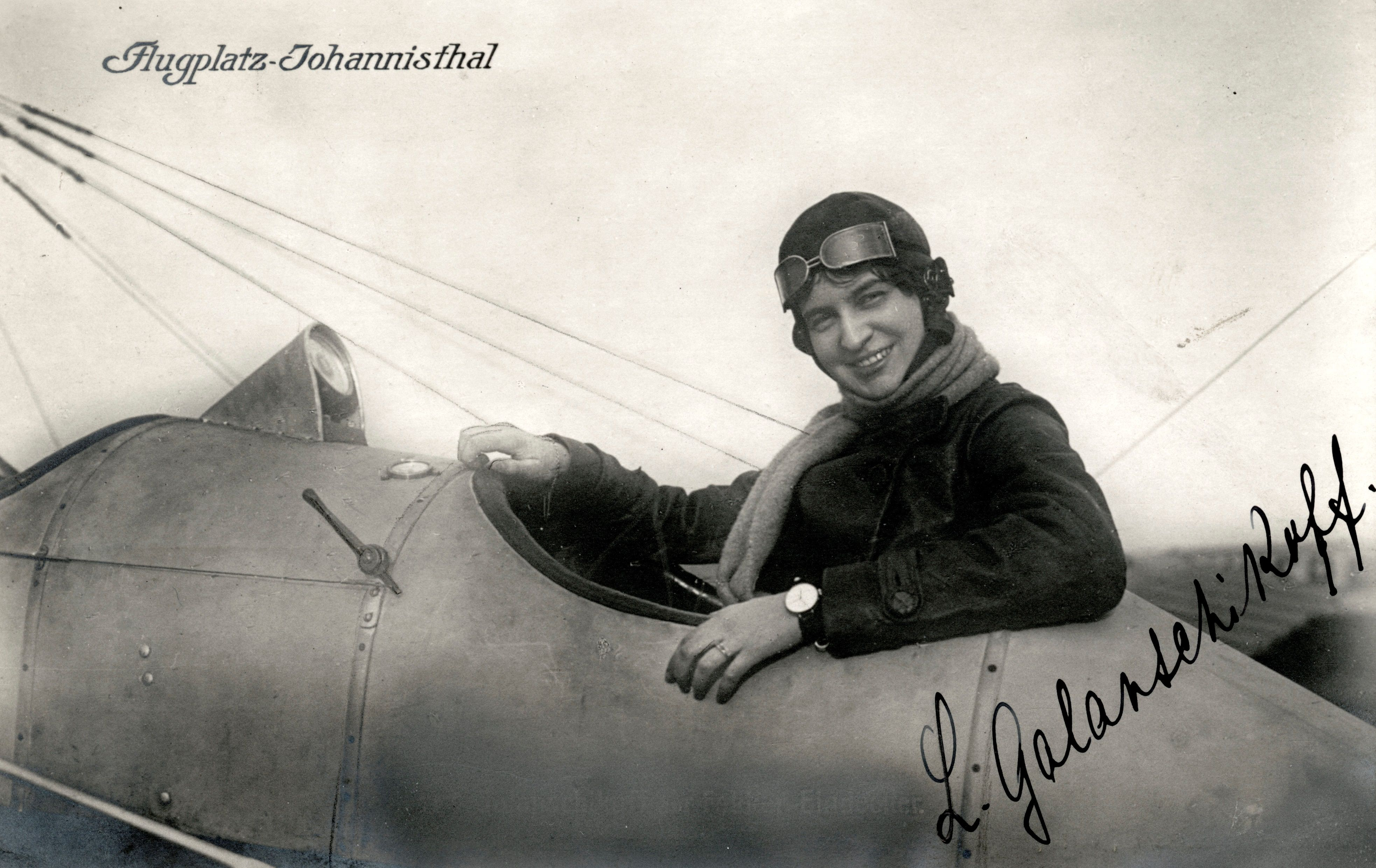
L'aviatrice russe Lioubov Golantchikova en 1911.
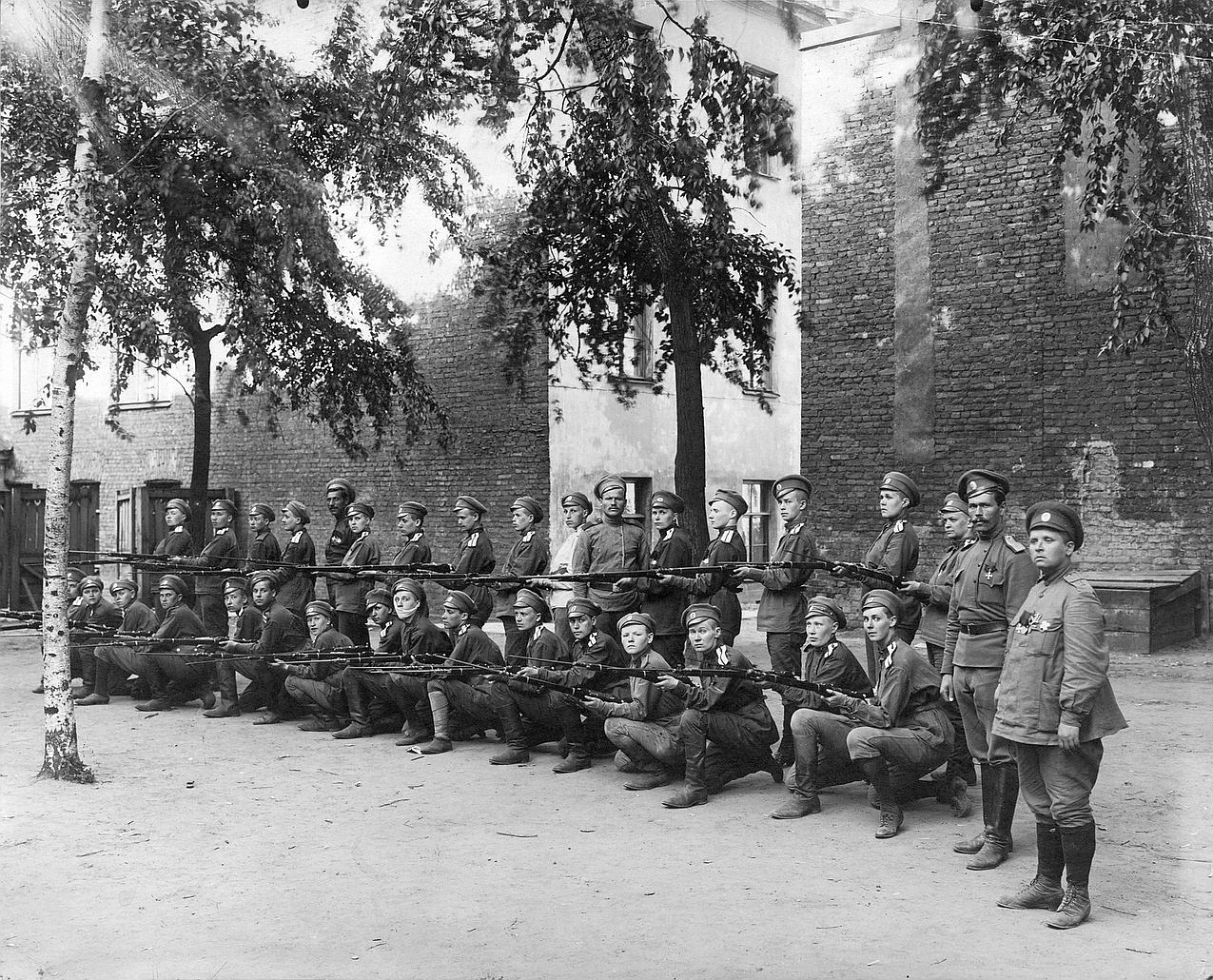
Bataillon féminin de la Mort, Petrograd, juin 1917.
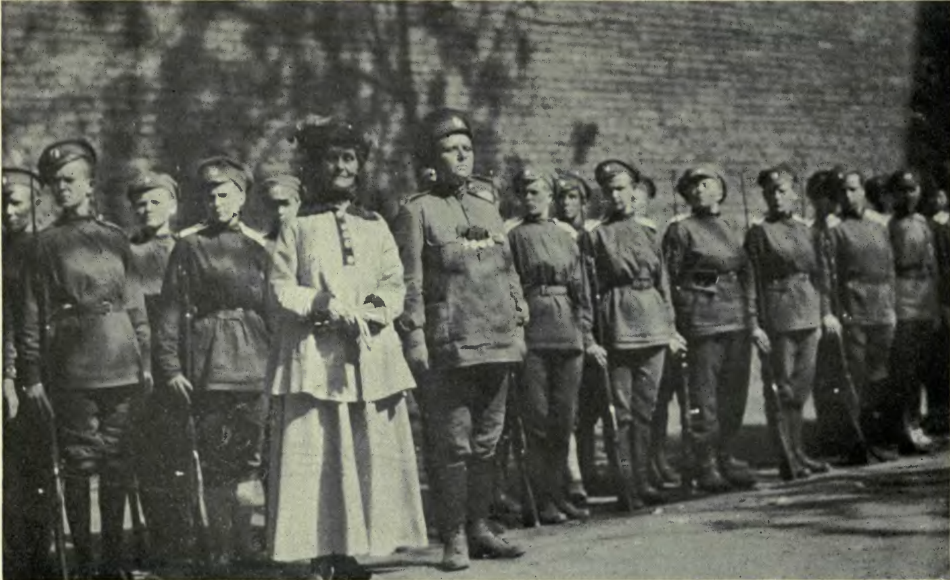
Le Bataillon féminin de la mort commandé par Maria Botchkareva recevant la visite de la féministe britannique Emmeline Pankhurst, Russie, 1917.
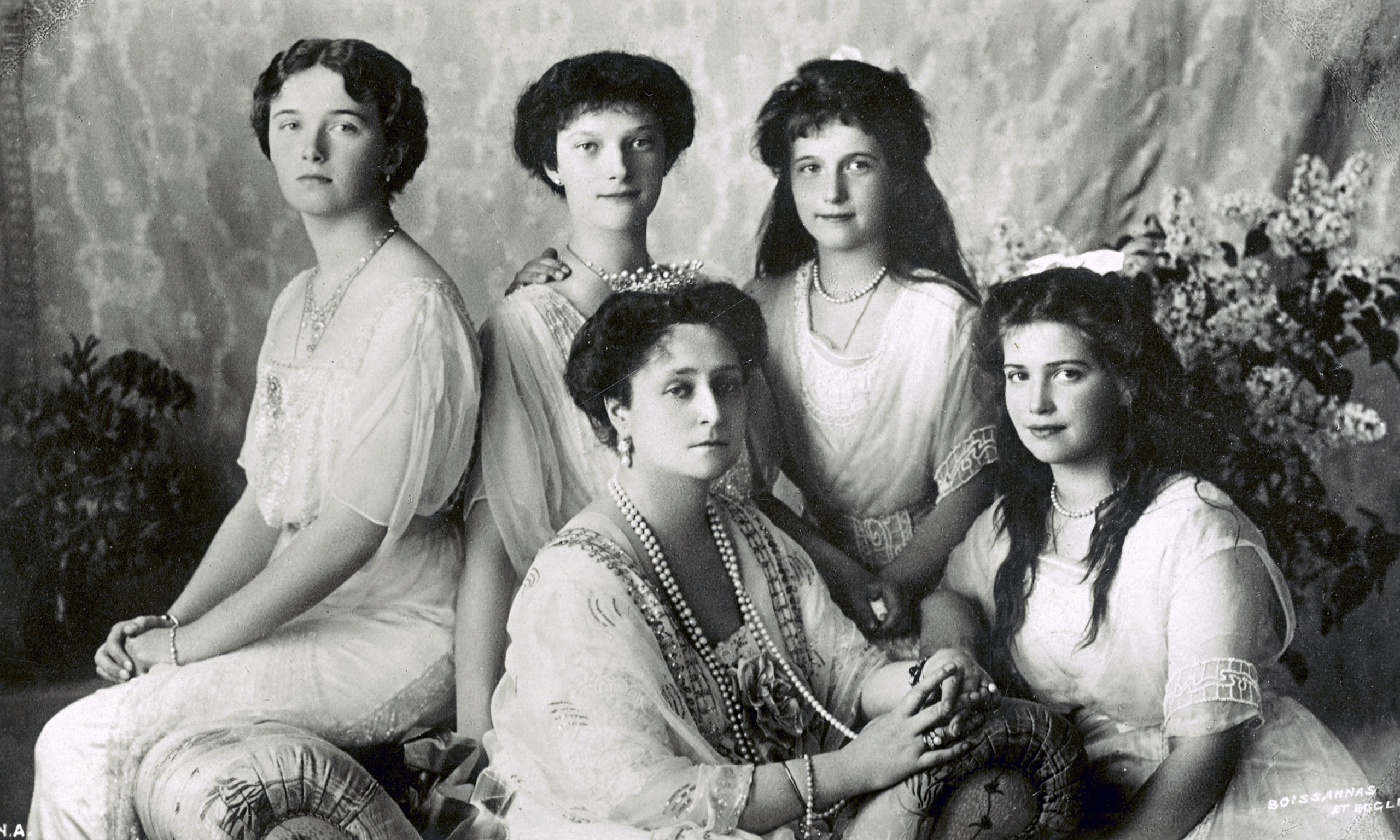
La tsarine Alexandra Fedorovna, née Alice de Hesse-Darmstadt et surnommée « l'Allemande », avec ses filles en 1913. Elle s'investit dans les soins aux soldats blessés. Les membres de la famille impériale furent assassinés le 17 juillet 1918.
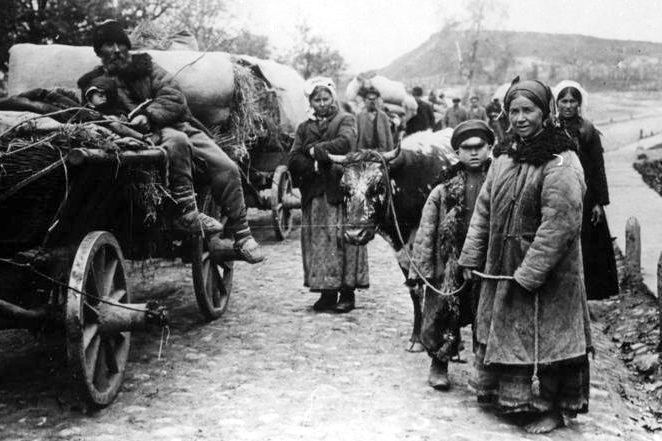
Exode de paysannes russes devant les armées allemandes, 1915.

Le seul belligérant à avoir déployé des troupes de combat féminines en nombre substantiel a été le gouvernement provisoire russe en 1917. Les quelques bataillons de femmes existants ont réellement combattu, mais ils ont échoué à fournir la valeur que la propagande attendait d'eux, et ils ont donc été dissous avant la fin de l'année. Plus tard, pendant la guerre civile russe, les bolcheviks ont aussi employé des bataillons de femmes.

### États-Unis

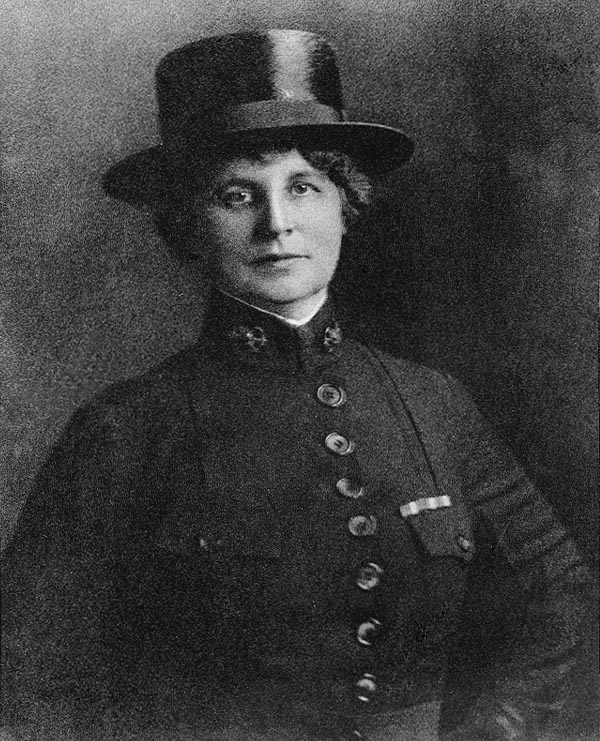
Lenah Highbee, cheffe du Corps des infirmières de la Marine américaine pendant la guerre.
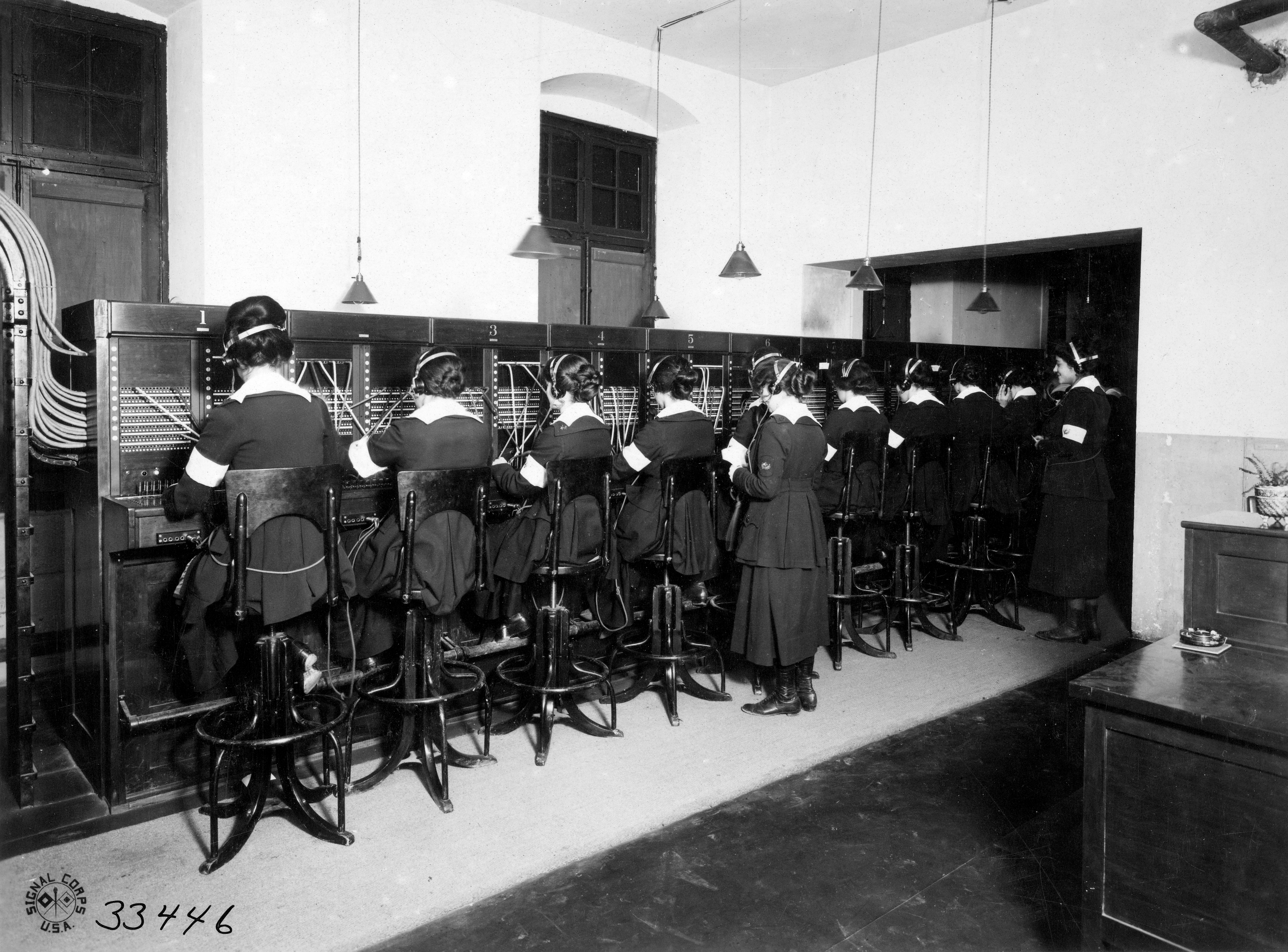
Hello Girls au travail à Chaumont, 1918.
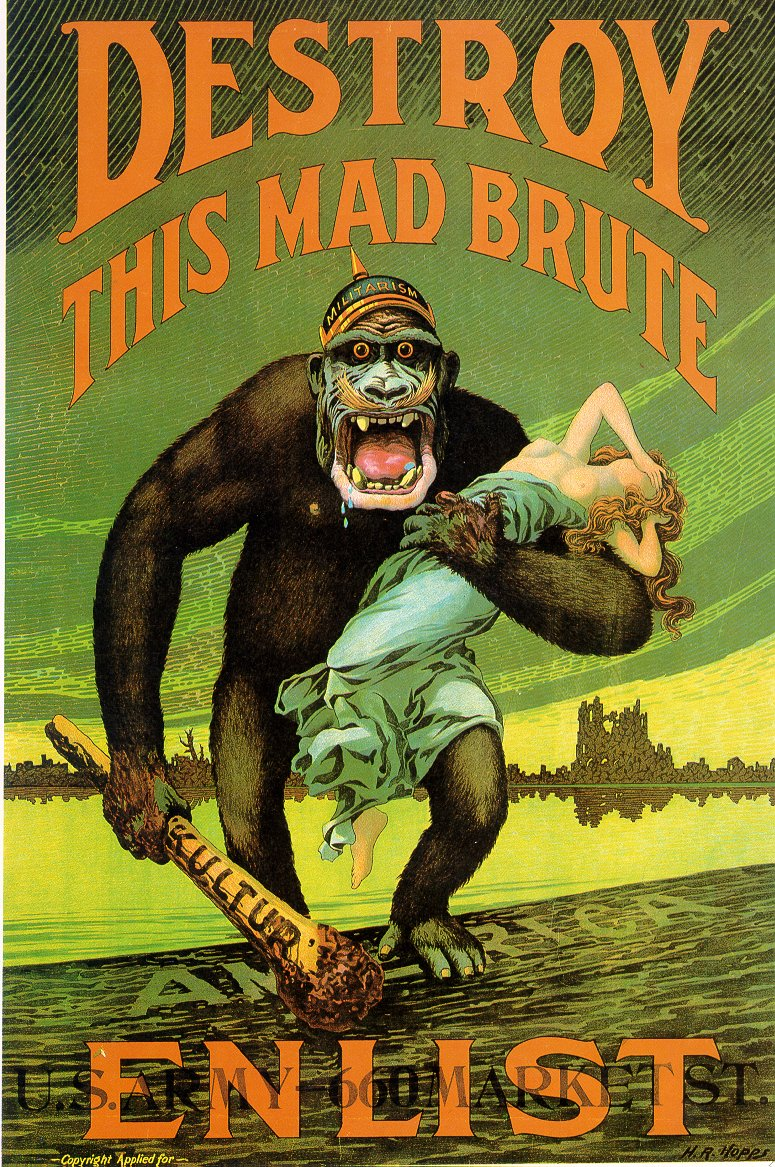
Affiche américaine, vers 1917.
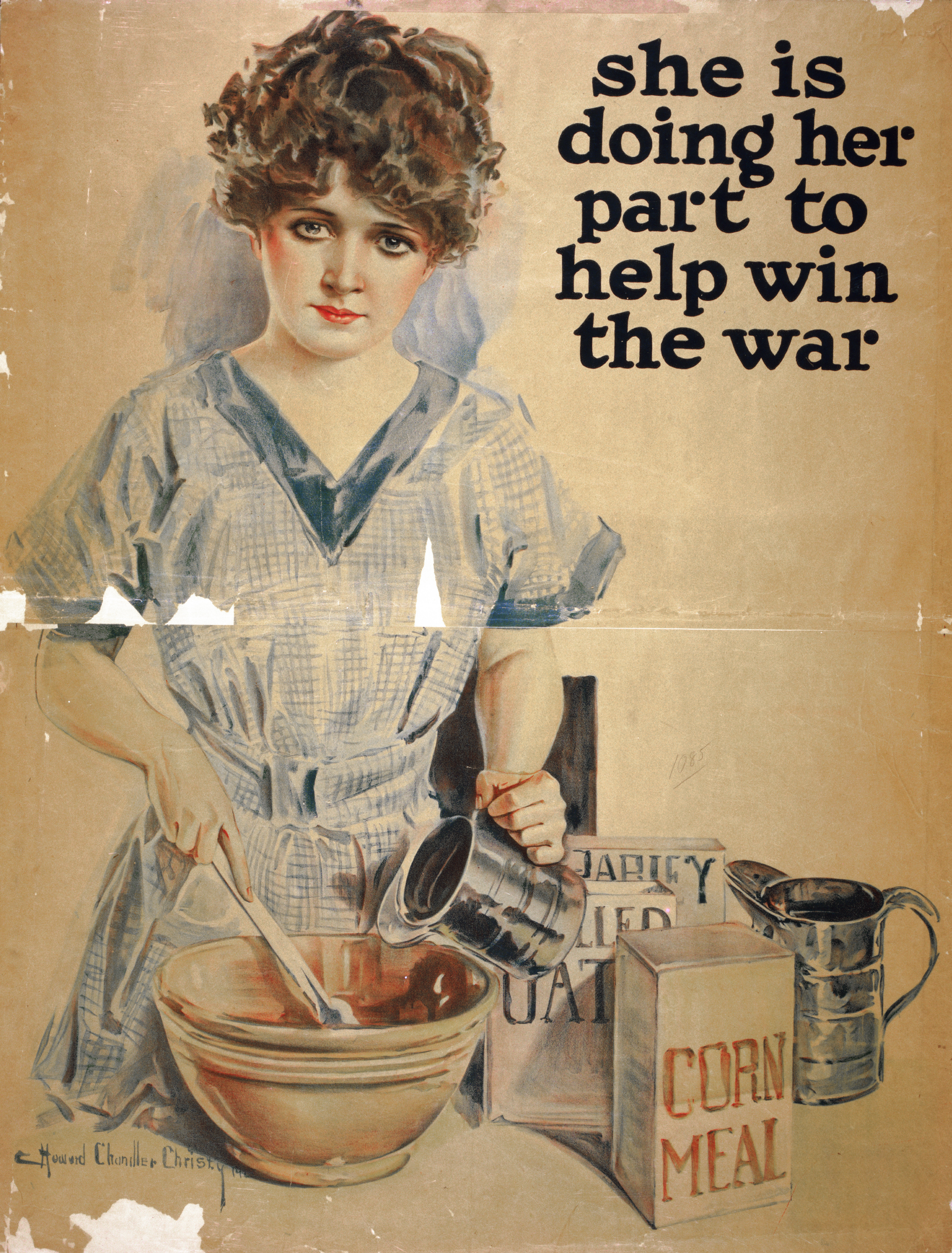
Même les très jeunes filles devaient s'impliquer dans l'effort de guerre. Il s'agit ici de réaliser un gâteau à la farine de maïs pour économiser le blé.

#### Aspects militaires
Au cours de la guerre, 21 498 infirmières de l'armée américaine (les infirmières militaires étaient toutes des femmes à l'époque) ont servi dans les hôpitaux militaires aux États-Unis et à l'étranger. 1 476 infirmières de la marine américaine ont servi dans les hôpitaux militaires sur le sol américain et à l'étranger.
Les premières femmes américaines enrôlées dans les forces armées régulières étaient au nombre de 13 000 et ont été admises en service actif dans la marine. Elles travaillaient sur le sol américain et recevaient les mêmes avantages et les mêmes responsabilités que les hommes, y compris en ce qui concernait la rémunération (28,75 US$ par mois), et ont été traitées comme des vétérans après la guerre. Ces femmes ont été rapidement démobilisées lorsque les hostilités ont cessé, et à part le corps d'infirmières, les forces armées et la marine sont redevenues exclusivement masculines. Le corps des marines américains avait engagé 305 femmes réservistes (F) pour que « les hommes puissent aller se battre ». Elles remplissaient des fonctions telles que secrétaires et opératrices téléphoniques à l'arrière. Plus de 400 infirmières militaires américaines sont mortes en service, la quasi-totalité de l'épidémie de grippe espagnole qui a balayé les camps militaires, les hôpitaux et les ports d'embarquement,,,. L'armée américaine a recruté et formé 233 opératrices téléphoniques bilingues pour travailler aux standards près du front en France et a envoyé 50 femmes sténographes qualifiées en France pour travailler dans l'intendance. Ces opératrices téléphoniques, surnommées les Hello Girls, principalement sélectionnées sur leur capacité à parler français, formaient la Signal Corps Female Telephone Operators Unit et jouaient donc un rôle actif dans les actions militaires.

#### Propagande
La propagande a été largement utilisée pour préparer l'entrée en guerre du pays et la justifier . Les violences subies par les femmes y ont souvent servi d'arguments comme dans le cas de l'affaire Cavell.

### Empire du Japon
Après avoir participé à la prise de Qingdao et conquis une grande partie des colonies allemandes dans le Pacifique (octobre 1914), l'empire du Japon ne prit qu'une part minime (essentiellement la marine) à la guerre. Cinquante infirmières japonaises servirent en France.

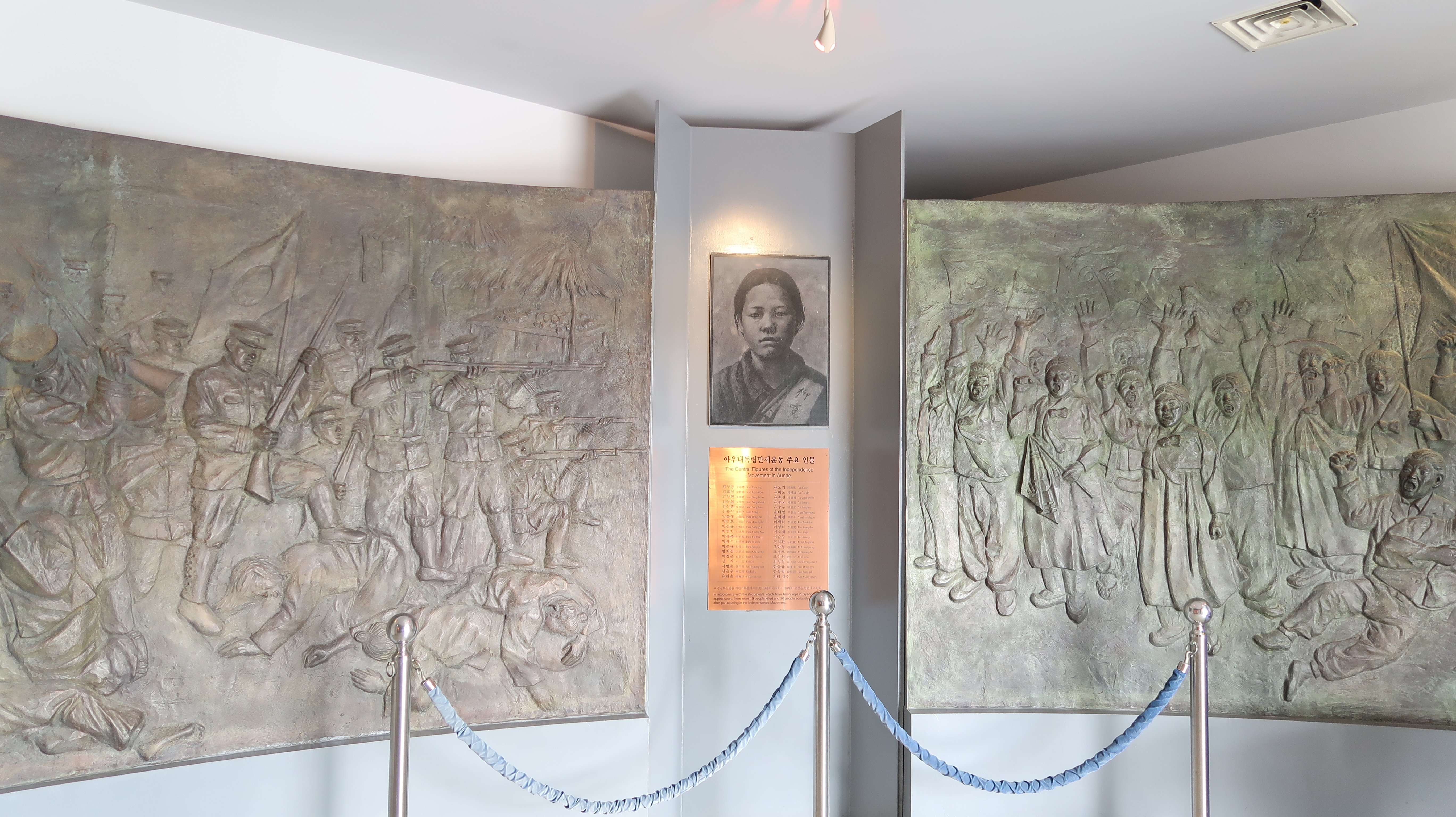
Yu Gwan Sun et le soulèvement des Coréennes. Mémorial en Corée du Sud.

Le Japon profita de la guerre pour soumettre la Corée annexée en 1910, et qui était encore un pays essentiellement agricole, à un régime colonial particulièrement sévère. Les terres passèrent sous le contrôle de propriétaires japonais qui affamèrent leurs métayers coréens. Les paysannes coréennes durent travailler dans l'industrie, que les Japonais commençaient à édifier, dans des conditions très difficiles ou se prostituer. Cela conduisit au Mouvement du 1er Mars 1919, une insurrection indépendantiste dont l'une des meneuses fut une jeune fille de 15 ans, Yu Gwan-sun, devenue depuis son arrestation et son assassinat en 1920 par les Japonais, un symbole national équivalent à Jeanne d'Arc en France. Le 19 mars 1919, un gouvernement coréen en exil s'installe dans la Concession française de Shanghaï malgré l'alliance des deux empires pendant la guerre.
À Taïwan, l'administration japonaise interdit la cruelle pratique du bandage des pieds des femmes chinoises en 1915.

## Résistance dans les territoires occupés

### Front de l'Ouest (Belgique, Luxembourg, France)
Dès le début de la guerre, lors, par exemple, du sac de Dinant, ni les femmes ni les enfants ne furent épargnés par les troupes allemandes.

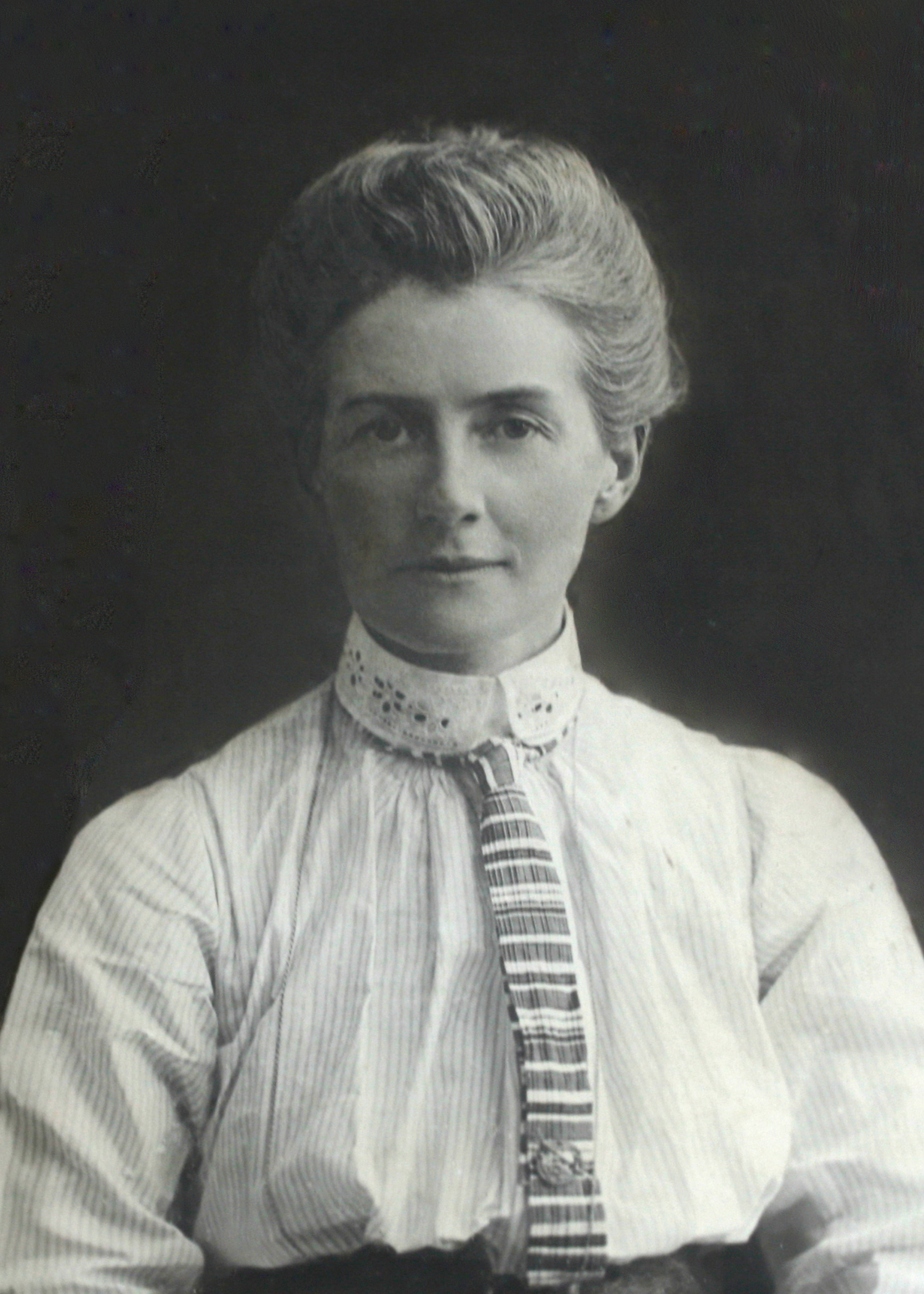
Édith Cavell.

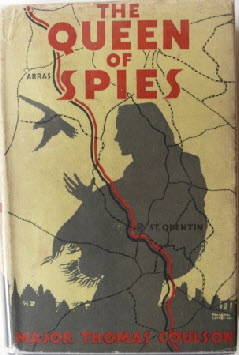
Couverture d'un livre relatant la vie de Louise de Bettignies. The Queen of spies (la Reine des espions) était son surnom au MI6.

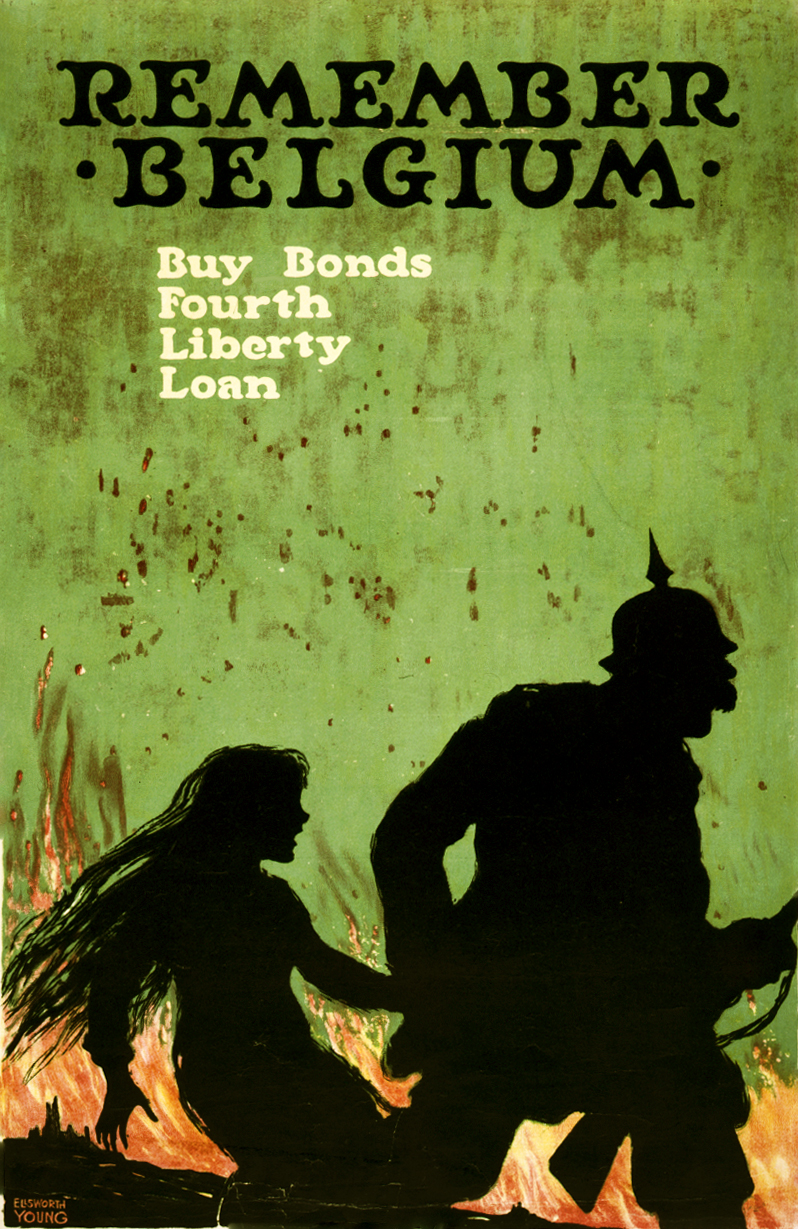
Le viol de la Belgique fut un thème récurrent de la rhétorique américaine et britannique.

Les femmes prirent part aux réseaux de résistance qui se développèrent dans les territoires occupés. L'un d'eux le réseau Ramble (ou réseau Alice) fut créé par la française Louise de Bettignies (alias Alice Dubois). En rapport avec Édith Cavell et la princesse belge Marie de Croÿ ce réseau lié au MI6 britannique permit le passage de plusieurs centaines de soldats perdus ou évadés vers les Pays-Bas neutres et collecta des renseignements cruciaux. Louise de Bettignies parlait français, anglais, allemand et italien. Avec son adjointe Marie-Léonie Van Houtte elle coordonnait l'action de quatre-vingt résistants. Le réseau fut infiltré et démantelé en 1915. Édith Cavell fut fusillée par les Allemands le 12 octobre 1915. Son exécution qui survenait après le torpillage du RMS Lusitania où avait péri l'infirmière belge Marie Depage fut instrumentée par la propagande et provoqua un émoi considérable dans les pays de l'Entente et aux États-Unis et contribua à l'affermissement de la détermination des soldats alliés. Elle entraîna des enrôlements en masse chez les Britanniques. Elle influença probablement la décision des Américains à entrer en guerre comme l'a postulé Stefan Zweig.
Avant d'être arrêtée, en 1915, Louise de Bettignies avait pu informer le MI6 des projets allemands d'attaque sur Verdun. Elle est condamnée à mort mais les Allemands n'osent pas faire exécuter la sentence après l'affaire Cavell (il en est de même pour Marie de Croÿ et Louise Thuliez). Elle refuse le travail obligatoire qui consiste à fabriquer des munitions et est à l'origine d'une rébellion à la prison de Siegburg. Elle est dès lors intentionnellement privée de soins et mourra des suites d'une blessure reçue lors de son arrestation, le 27 septembre 1918.
Une autre infirmière et résistante belge, Gabrielle Petit, fut fusillée par les Allemands le 1er avril 1916.

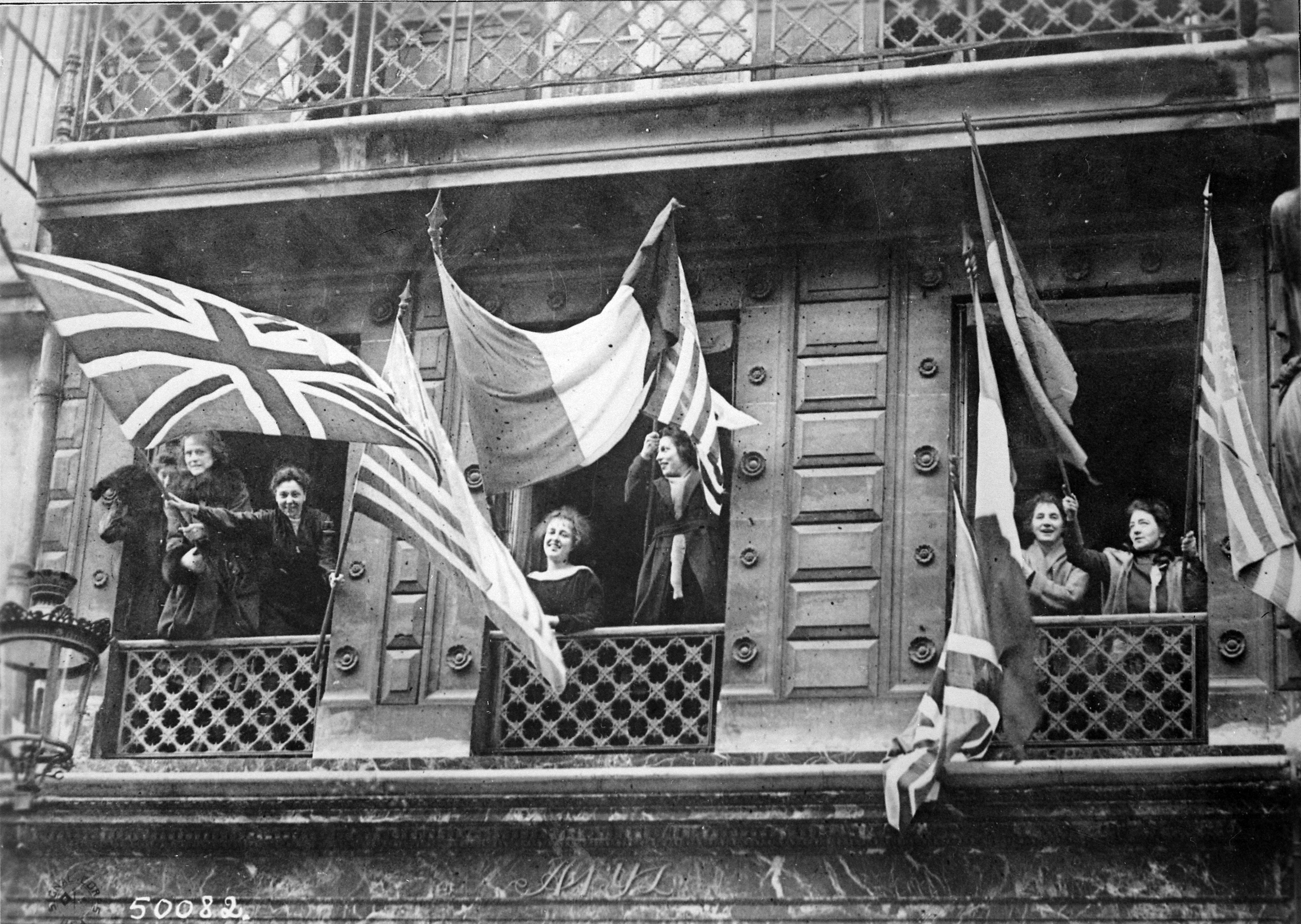
Luxembourgeoises célébrant l'arrivée des troupes d'occupation américaines avec les drapeaux alliés, novembre 1918.

Au contraire, des femmes suspectées d'avoir pactisé avec l'ennemi furent tondues à la fin de la guerre en France et en Belgique (sans que ce phénomène atteigne l'ampleur constatée en 1944) ; ces tontes furent reprises par les Allemands dans les années 1920 dans les territoires occupés par les Belges et les Français pour les mêmes motifs (voir Femmes tondues#Premières tontes de femmes en Europe au XXe siècle).

### Front d'Orient

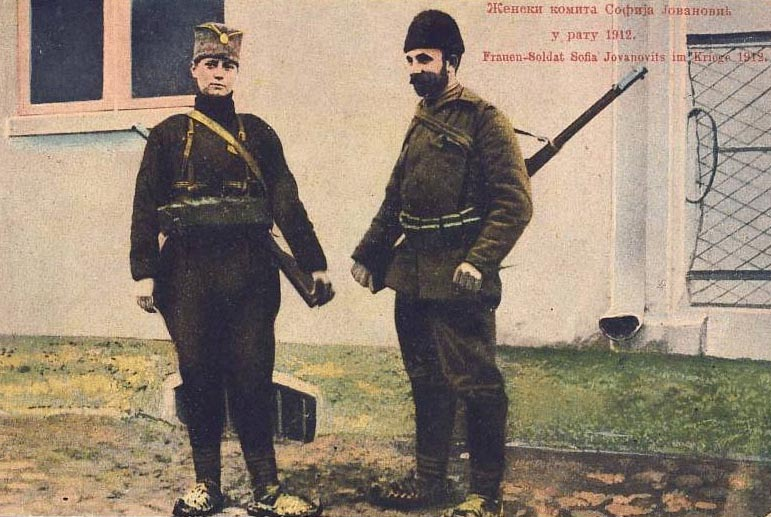
Sofija Jovanović et un compagnon d'armes en 1912.

Fin 1915, après la Grande Retraite héroïque à travers les montagnes d'Albanie, l'armée serbe, une partie de l'administration et de la population, soit près de 200 000 personnes furent évacuées sur Brindisi en Italie et sur l'île de Corfou qui jouissait d'un statut de neutralité. La marine française sécurisa l'île (surnommée pour la circonstance l'Île de la mort) tout en s'arrangeant pour respecter le droit international. Des infirmières des Pays Alliés vinrent soigner les blessés et les malades (du typhus principalement). De Corfou l'armée serbe fut transportée par la marine française à Salonique tenue par le Corps expéditionnaire franco-britannique, protégée et ravitaillée par les marines alliées (y compris la marine japonaise). Reformée et complètement rééquipée par les Français, l'armée serbe reprit plus tard victorieusement l'offensive. Des femmes comme Sofija Jovanović (en) (la Jeanne d'Arc serbe), Milunka Savić et la britannique Flora Sandes s'y illustrèrent.
Le Nord de la Serbie fut occupé par les Austro-Hongrois ; la Macédoine et le Kosovo furent annexés par la Bulgarie. Un des buts des vainqueurs de 1915 était l'éradication de toute conscience nationale serbe. Au Nord les différends entre Allemands, Autrichiens et Hongrois retardèrent sa réalisation. Au Sud elle fut bien engagée; les exactions de toute sorte, y compris les viols y furent nombreux; un programme de mariages forcés entre hommes bulgares et femmes macédoniennes où les enfants seraient élevés dans la culture bulgare fut mis en place. Dans ces conditions, la résistance concerna une grande partie de la population, révoltes et répressions se succédèrent. À la fin de la guerre, la Serbie avait perdu un quart de sa population du fait des combats, de la répression, de la faim et des maladies. Les pertes furent également importantes du côté des empires centraux, du fait de l'artillerie française surnommée le hâchoir à viande et du blocage total des côtes responsable de la famine.

## Travailleuses de l'armement
Un grand nombre de ces femmes ont été employées dans les industries d'armement, puis ont été débauchées quand ces industries ont décliné à la fin de la guerre. Les femmes se sont portées volontaires pour l'argent et par patriotisme. Les salaires dans l'industrie d'armement sont supérieurs à ceux des métiers traditionnellement féminins, ce qui donne parfois à ces ouvrières l'image de « profiteuses de guerre ». Ils demeurent néanmoins bien inférieurs aux salaires masculins. Celles qui travaillaient dans les usines de munitions étaient appelées « munitionettes » et le travail qu'elles effectuaient était non seulement long et fatigant, mais aussi dangereux pour leur santé.
Ces femmes faisaient principalement partie des catégories sociales les plus modestes et étaient âgées de 18  à   30 ans,. Elles avaient un rôle important qui consistait à fabriquer des obus, des explosifs, des avions et d'autres matériels utilisés au front, un travail dangereux et répétitif car elles étaient constamment entourées de fumées toxiques et manipulaient des machines et des explosifs dangereux. Certaines travaillaient de longues heures. Dans toute la Grande-Bretagne, les usines dans lesquelles travaillaient les femmes étaient souvent non chauffées, extrêmement bruyantes et emplies de fumées nocives et d'autres dangers. Les maladies les plus communes étaient donc la somnolence, les maux de tête, l'eczéma, la perte d'appétit, la cyanose, l'essoufflement, les vomissements, l'anémie, des palpitations, des urines teintées de bile, la constipation, un pouls faible et rapide, des douleurs dans les membres, la jaunisse due à l'empoisonnement au TNT (les Canary Girls (en), autre surnom des munitionnettes, étaient appelées ainsi car la couleur de leur peau s'approchait du jaune serin) et l'empoisonnement au mercure.

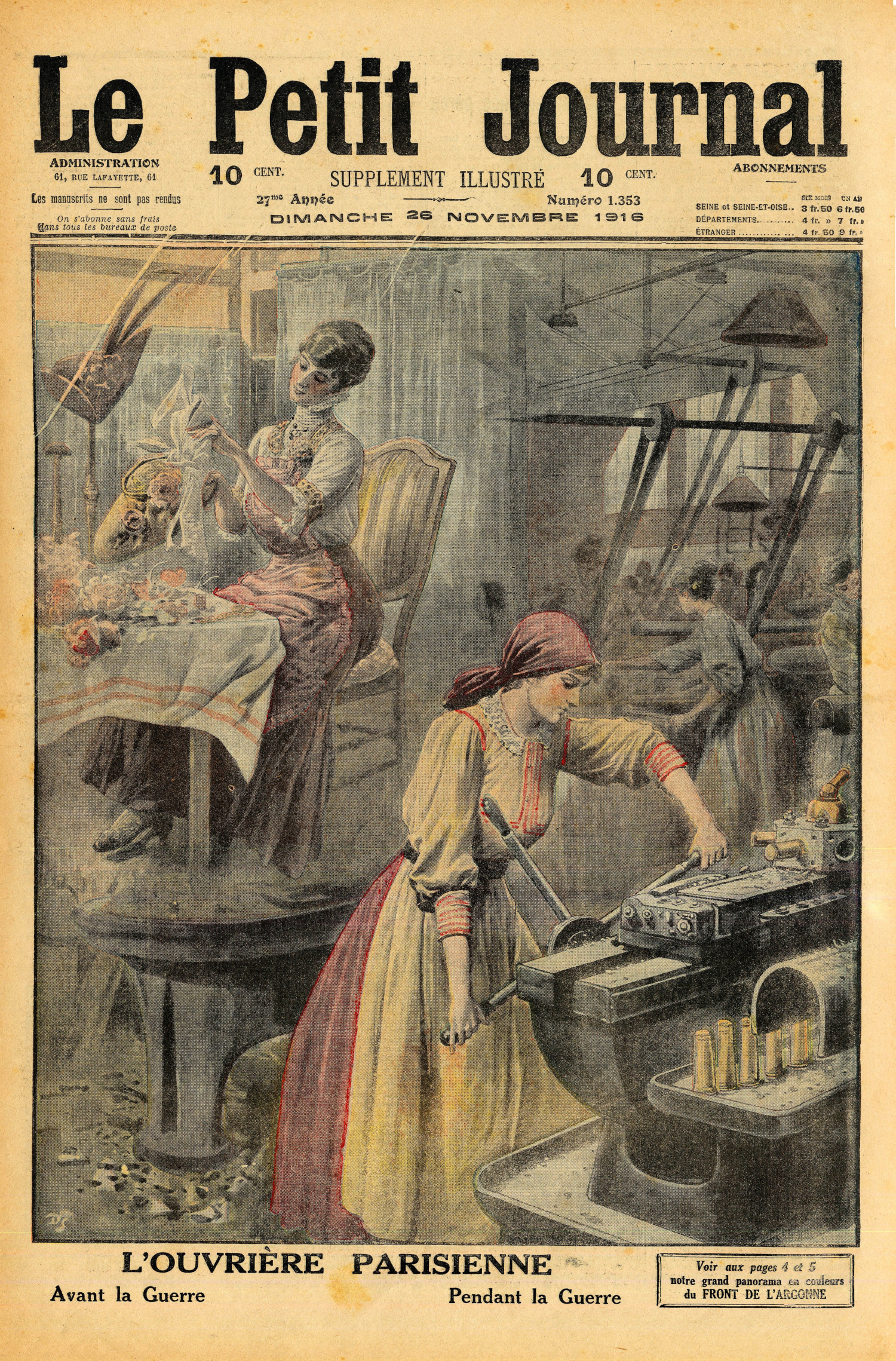
Le changement de condition des ouvrières parisiennes, vu par Le Petit Journal du 26 novembre 1916.
Femmes dans une usine de masques à gaz à Genève entre 1914 et 1918 (bien que neutre, la Suisse avait mobilisé).
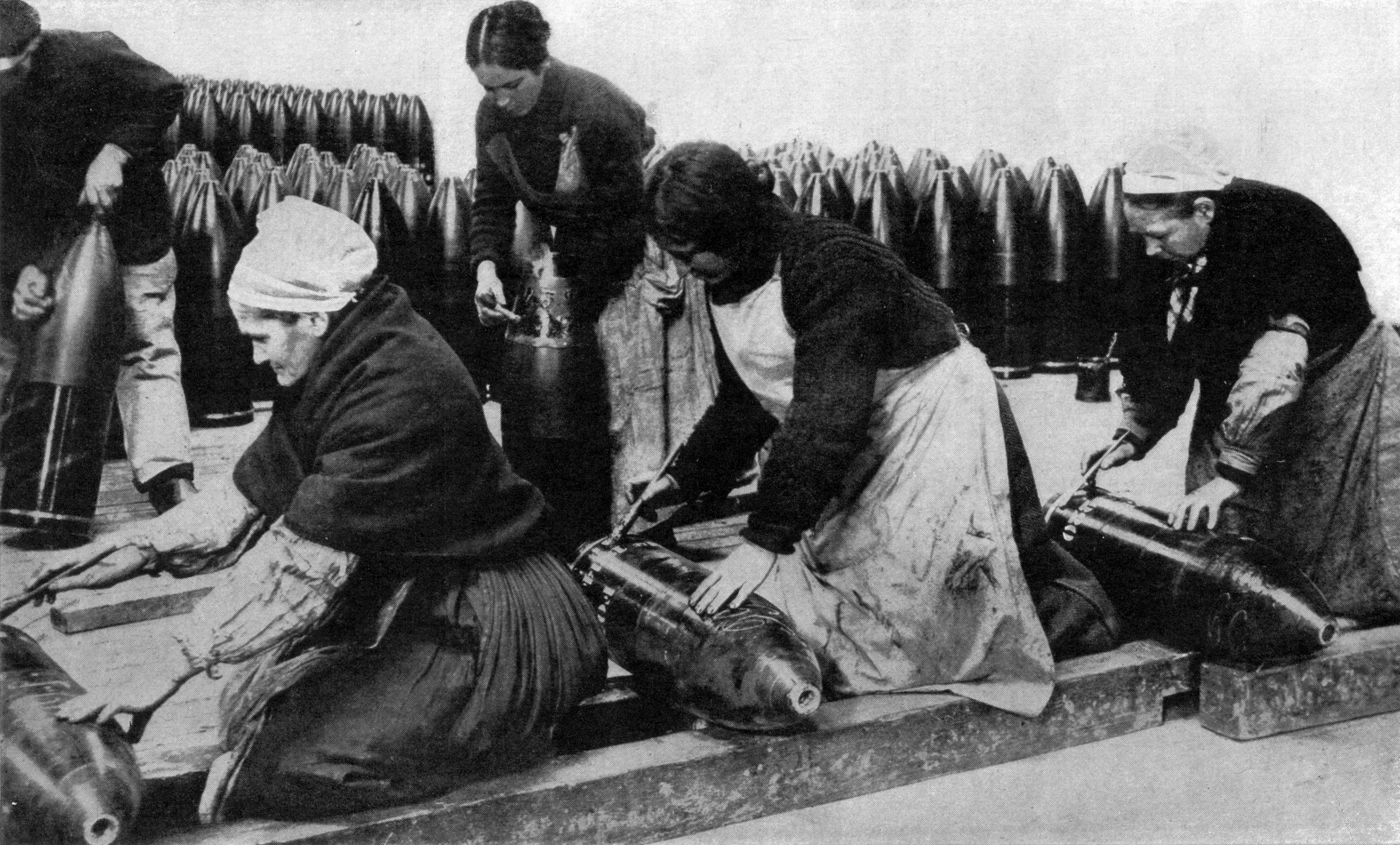
Fabrication d'obus en France pendant la guerre (avant 1918).
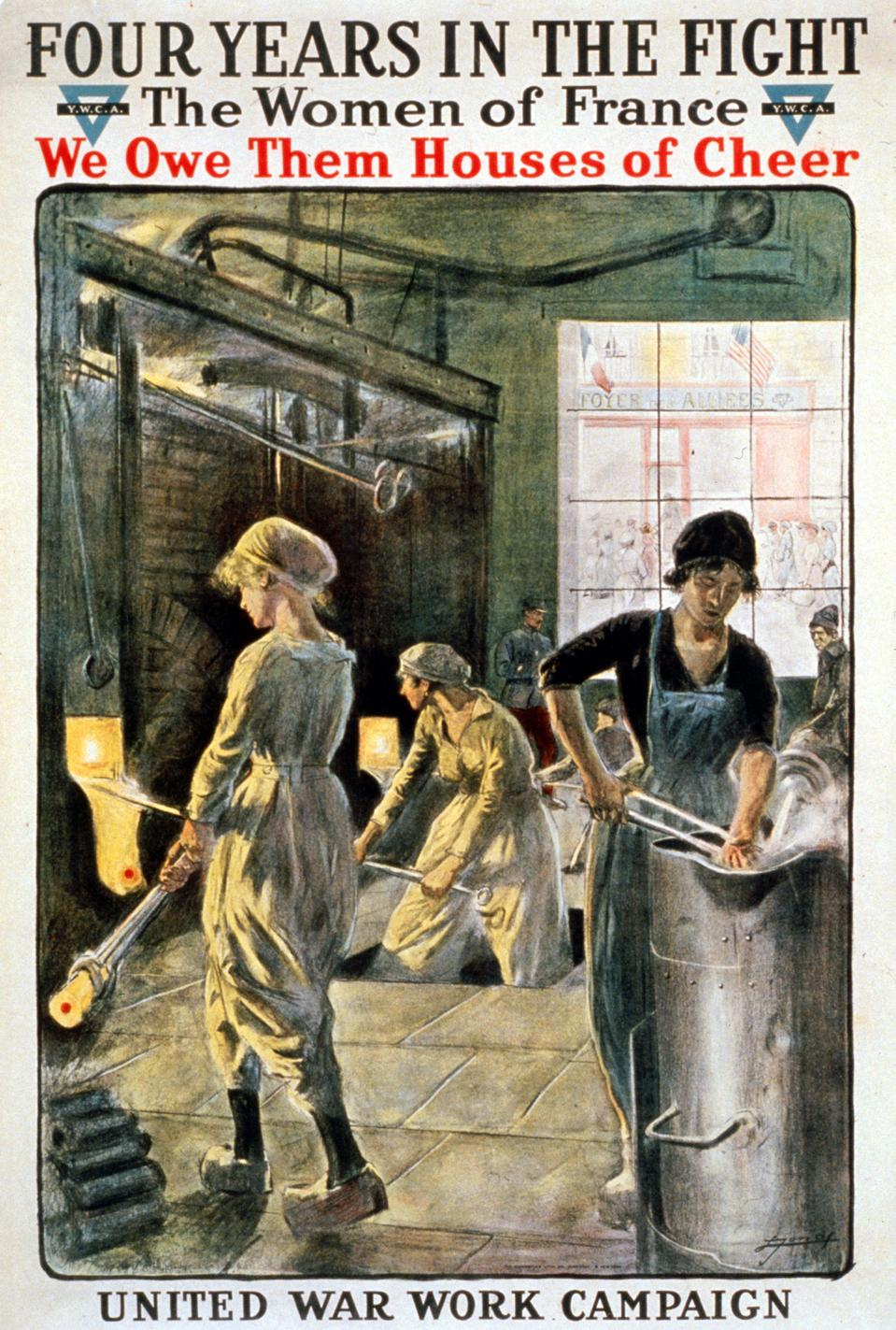
Affiche de la YWCA commémorant la contribution des femmes françaises durant les quatre années du conflit.

## Filles de la Terre
Le travail des femmes dans l'agriculture fut remarquable. Impressionnés par le travail des paysannes françaises (Les Gardiennes), les Britanniques installèrent à partir de 1915 un service de placement des jeunes filles et femmes volontaires dans les exploitations agricoles du Royaume-Uni où les fermes étaient plus vastes qu'en France. Leur nombre dépassa 250 000 en 1917 (plus que les infirmières).

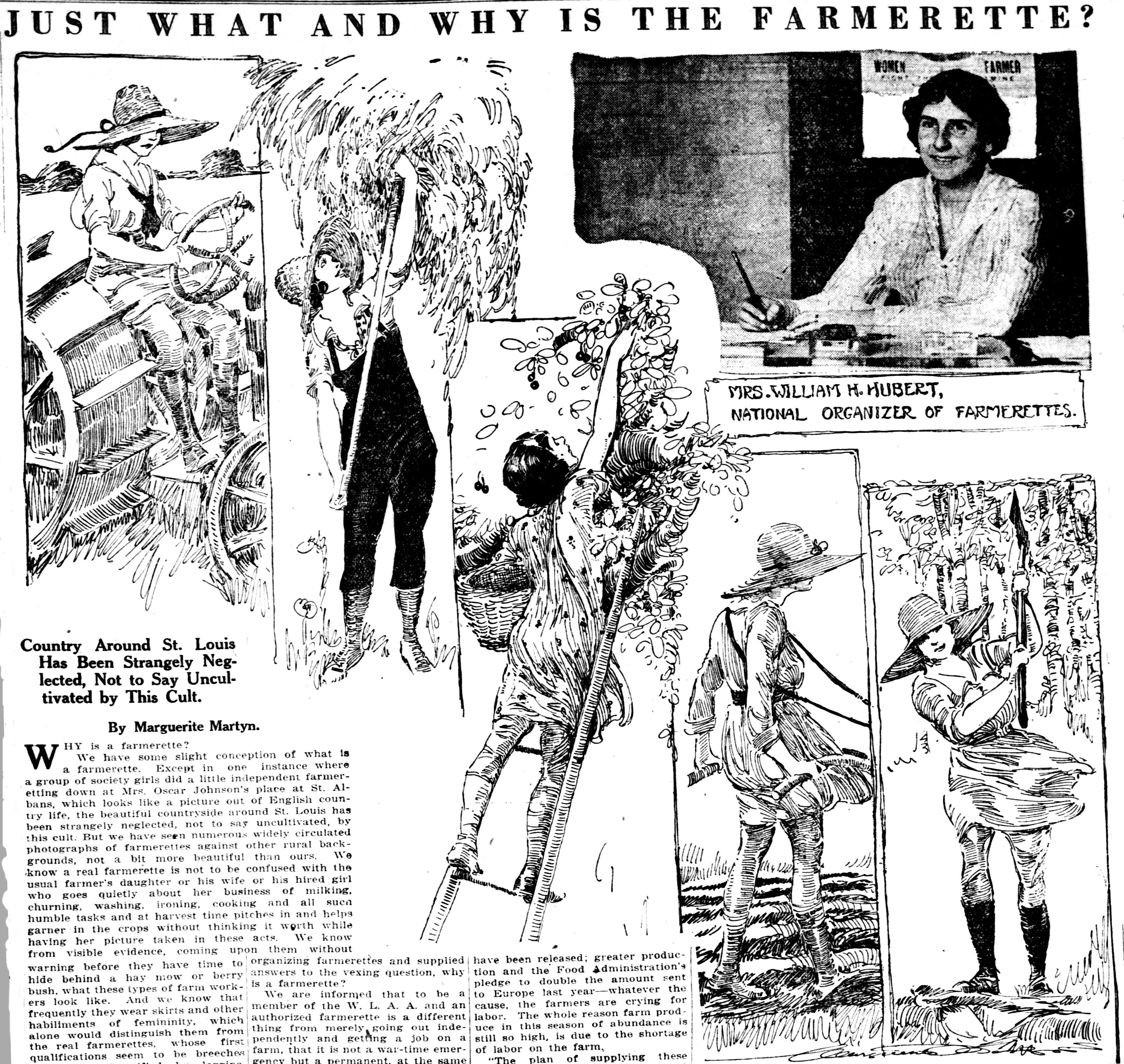
Article de journal américain expliquant le rôle des farmerettes, 1919.

Ce principe fut repris au Canada (Farm Services Corps), en Australie (Australian Women's Land Army), aux États-Unis (Woman's Land Army of America (en)). Elles étaient familièrement appelées Land Girls au Royaume-Uni et farmerettes aux États -Unis.

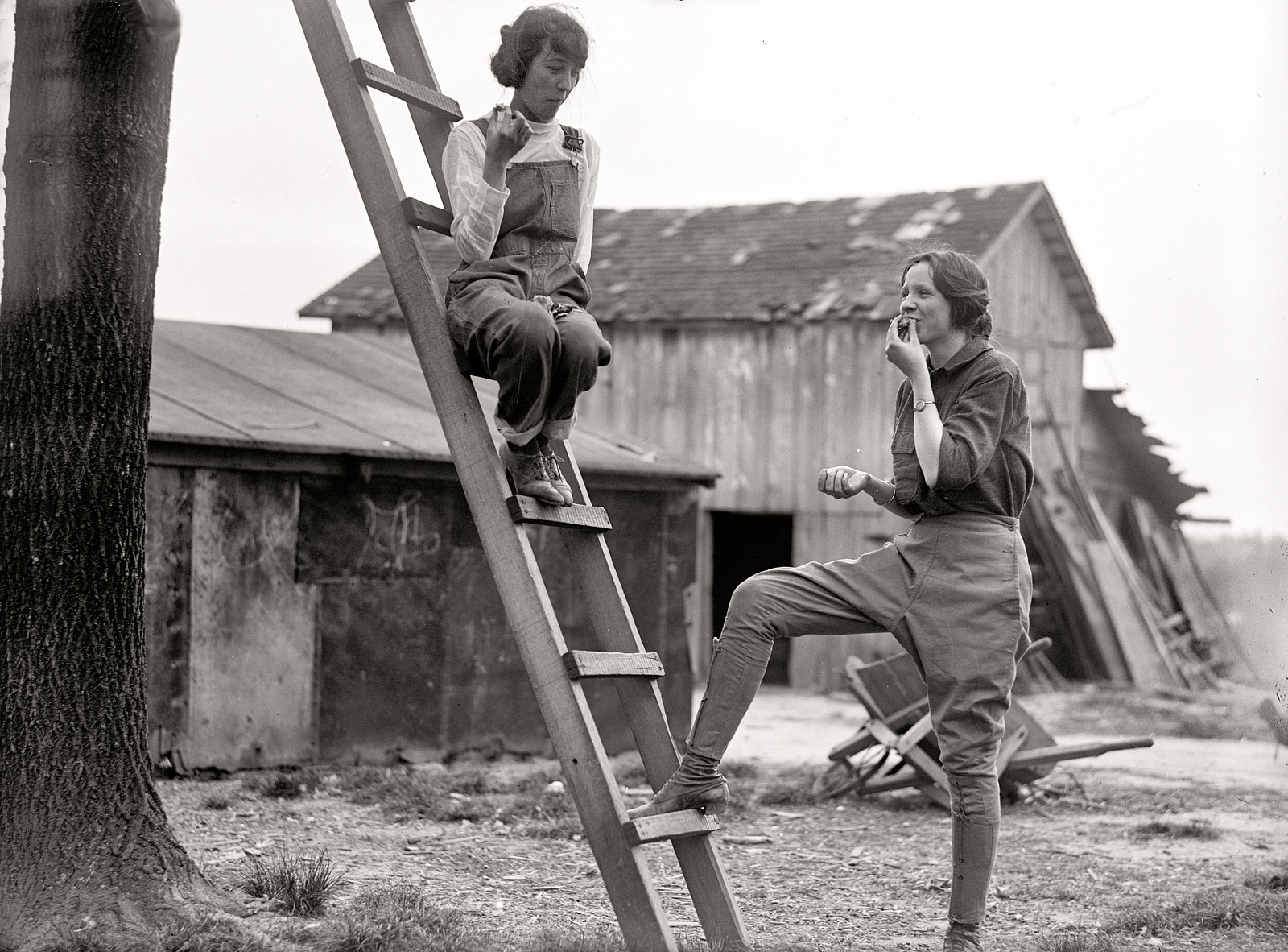
Jardinières de guerre à la pause, États-Unis, 1918.

Des jardins de guerre (Victory garden) souvent tenus par des femmes furent aussi organisés pour contribuer à l'alimentation des populations dans les pays anglo-saxons et en Allemagne.

## Philanthropes
Des femmes fortunées se préoccupèrent du sort des soldats blessés et des populations meurtries par la guerre notamment en participant au financement d'œuvres de bienfaisance et d'hôpitaux parfois installés sur leurs propres domaines.
Simone Menier mobilisa la fortune familiale (Chocolats Menier) pour organiser l'hôpital militaire de Chenonceaux.
Julia Hunt Catlin Park DePew Taufflieb (en) transforme son château d'Annel en un hôpital du front. Elle est la première femme américaine à se voir attribuée la Croix de guerre et la Légion d'honneur durant la Première Guerre mondiale.
Marie Depage, infirmière belge, transforme avec son mari un hôtel de La Panne, près du Front de l'Yser, en Hôpital, en Belgique libre. Partie collecter des fonds aux États-Unis, elle décède lors du torpillage du RMS Lusitania en 1915 où elle se distingue par son comportement héroïque.
Marguerite de Witt-Schlumberger, dont la famille alsacienne a choisi la France, met en sourdine ses activités féministes en 1914 pour se mettre au service des victimes de guerre à travers de nombreuses organisations. Elle dirigea l'Union française pour le suffrage des femmes.

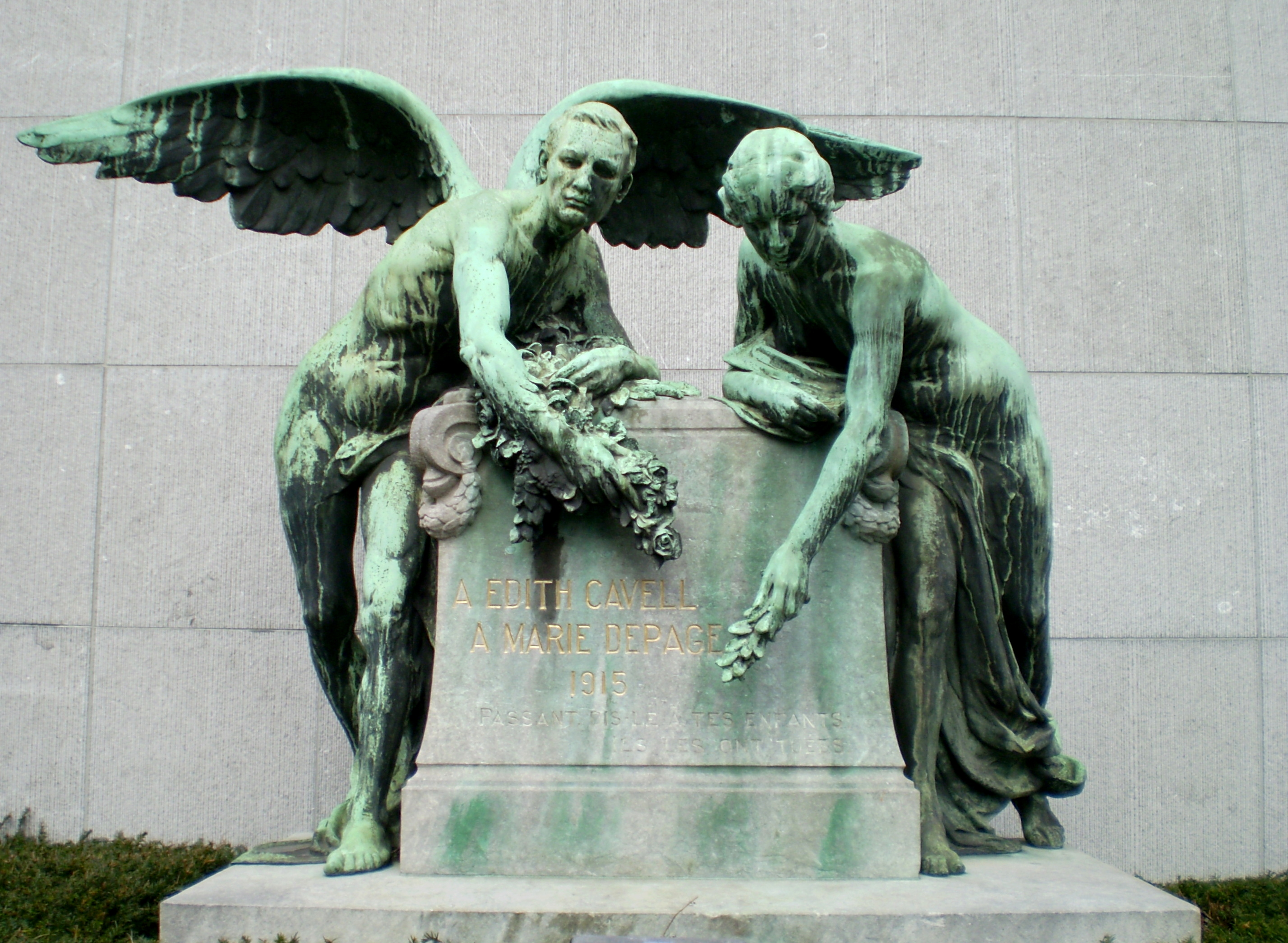
Monument à Édith Cavell et Marie Depage, érigé en 1920, Uccle, Belgique. L'inscription comporte : « Passant, dis-le à tes enfants : ils les ont tuées ».

La baronne Gertrude Denman (en) militante féministe fut fortement impliquée dans l'aide aux soldats blessés. Elle se préoccupa du recyclage des déchets alimentaires notamment en promouvant l'élevage domestique de poules en Grande-Bretagne (la nourriture manquait) et organisa la fourniture gratuite de cigarettes aux soldats, deux actions très populaires. Elle devint présidente de la fédération des British Women’s Institutes où elle participa à la mise en place de la Women's Land Army en 1915.
Anne Morgan fille du banquier américain John Pierpont Morgan, œuvra pour le soutien aux blessés. Avec Élisabeth Lathrop elle est la fondatrice de l'American Fund for French Wounded (AFFW) et avec Elsie de Wolfe et Anna Murray Dike du Comité américain pour les régions dévastées (Card). 350 américaines servirent au Card dont de nombreuses femmes mèdecins qui n'avaient pas été autorisées à rejoindre l'armée à la différence des infirmières. Anne Morgan participa à la propagande américaine en montrant des photos de la France dévastée, collecta les dons et puisa dans sa fortune personnelle pour financer les actions de ses comités. Elle fut élevée au rang de Commandeur de la légion d'honneur.
Edith Stein fut membre de l'Association prussienne pour le vote des femmes et s'engagea comme infirmière en 1915. Elle est devenue en religion sœur Thérèse-Bénédicte de la Croix, philosophe et théologienne allemande. D'origine juive, elle est morte à Auschwitz en 1942, a été canonisée en 1999 et élevée au rang de cosainte patronne de l'Europe.

## Féministes

### Courant majoritaire

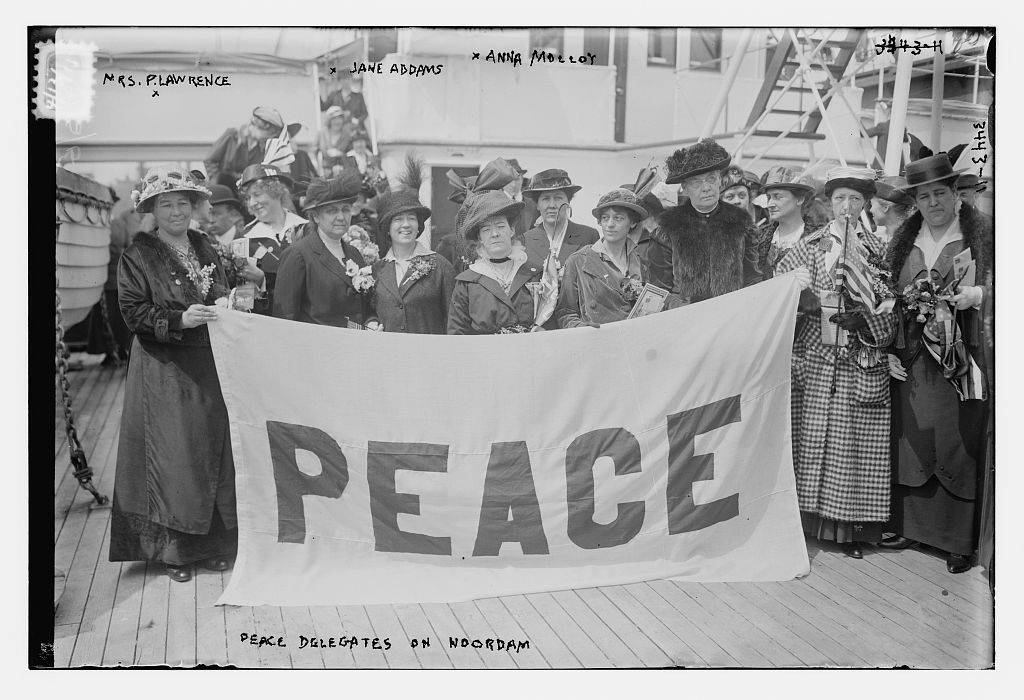
Déléguées américaines pour le congrès de La Haye (1915).

Dans la plupart des pays participant à la guerre, la plupart des féministes mettent leurs revendications en sourdine et soutiennent leur gouvernement. En France, Jane Misme écrit ainsi : « Tant qu'il y aura la guerre, les femmes de l'ennemi seront notre ennemi ». Cette attitude rompt avec les idées pacifistes défendues par le mouvement féministe avant le conflit.

Irène Joliot-Curie, Nicole Girard-Mangin, les résistantes Marthe Boël et Louise Thuliez furent aussi des féministes militantes.

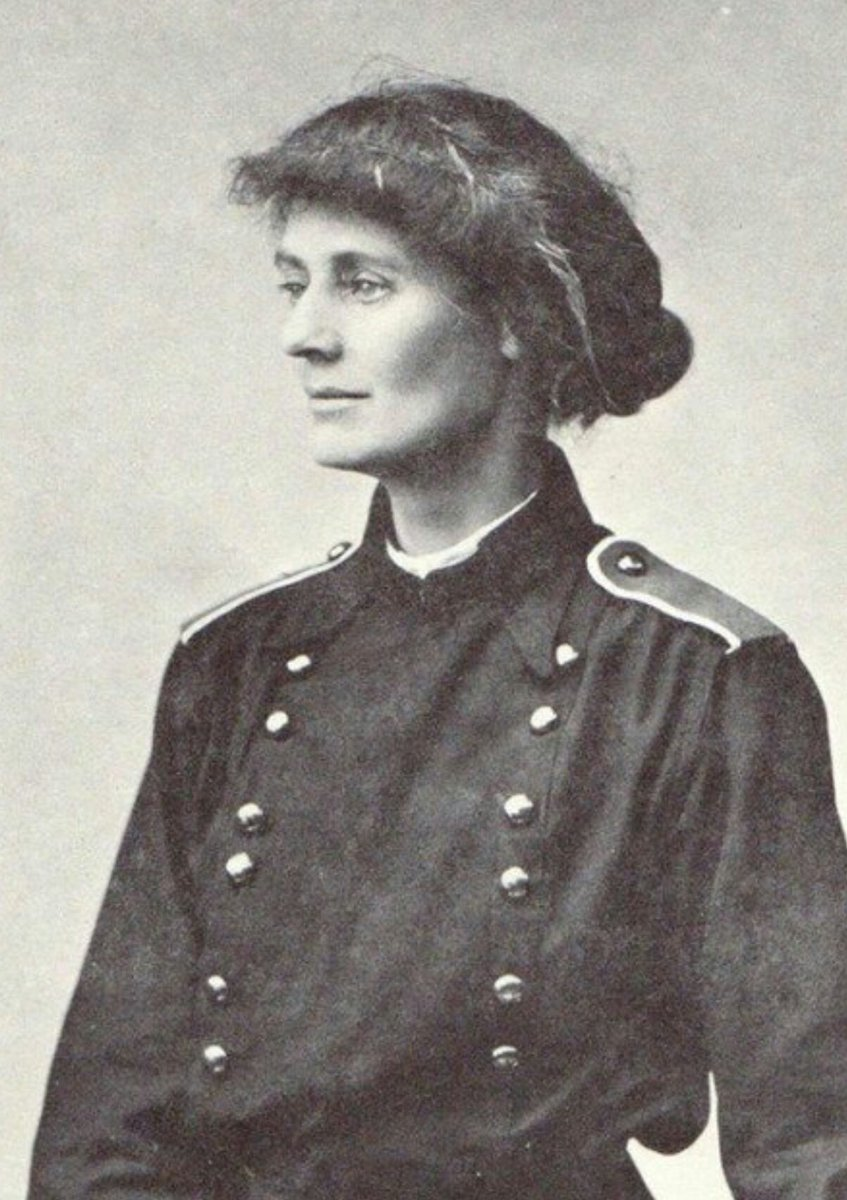
Constance Markievicz, dite la Comtesse rouge, en uniforme de l'ICA.

Emmeline Pankhurst n'oublia pas les revendications des suffragettes tout en participant à la propagande en faveur des Alliés (son association, la WPSU, cesse ses activités militantes et dissout son service d'ordre). Au Royaume-Uni mais aussi en Russie et aux États-Unis lors de ses voyages, elle exhorta les Anglaises à suivre l'exemple des Françaises « qui, pendant que les hommes combattaient, se montraient capables de moissonner et de continuer les activités des campagnes et des industries ». Le 7 février 1918 (après son retour de Russie), le Parlement britannique adoptait le Representation of the People Act 1918 instaurant le droit de vote des femmes de plus de trente ans.
En Irlande, la résistance à la guerre des féministes est liée à la revendication indépendantiste : Charlotte Despard (pourtant sœur du maréchal britannique John French), Maud Gonne, fondatrice de Femmes d'Érin et d'autres étaient opposées à la conscription. D'abord non-violentes, certaines féministes comme Maud Gonne et Constance Markievicz s'engagent dans la rébellion et participent à l'insurrection de Pâques, en 1916. Après leur défaite, le mari de Maud Gonne, John MacBride, est exécuté et elle-même emprisonnée. Constance Markievicz, condamnée à mort, voit sa sentence commuée en détention à perpétuité. C'est la seule des leaders de la rébellion, assimilés à des traîtres alliés des Allemands, à rester en vie. L'artiste Grace Gifford obtint d'épouser son fiancé Joseph Plunkett, un autre chef de la rébellion, quelques heures avant son exécution. La chanson Grace reste très populaire en Irlande (« Grace-Jim McCann », sur You Tube).

### Pacifistes

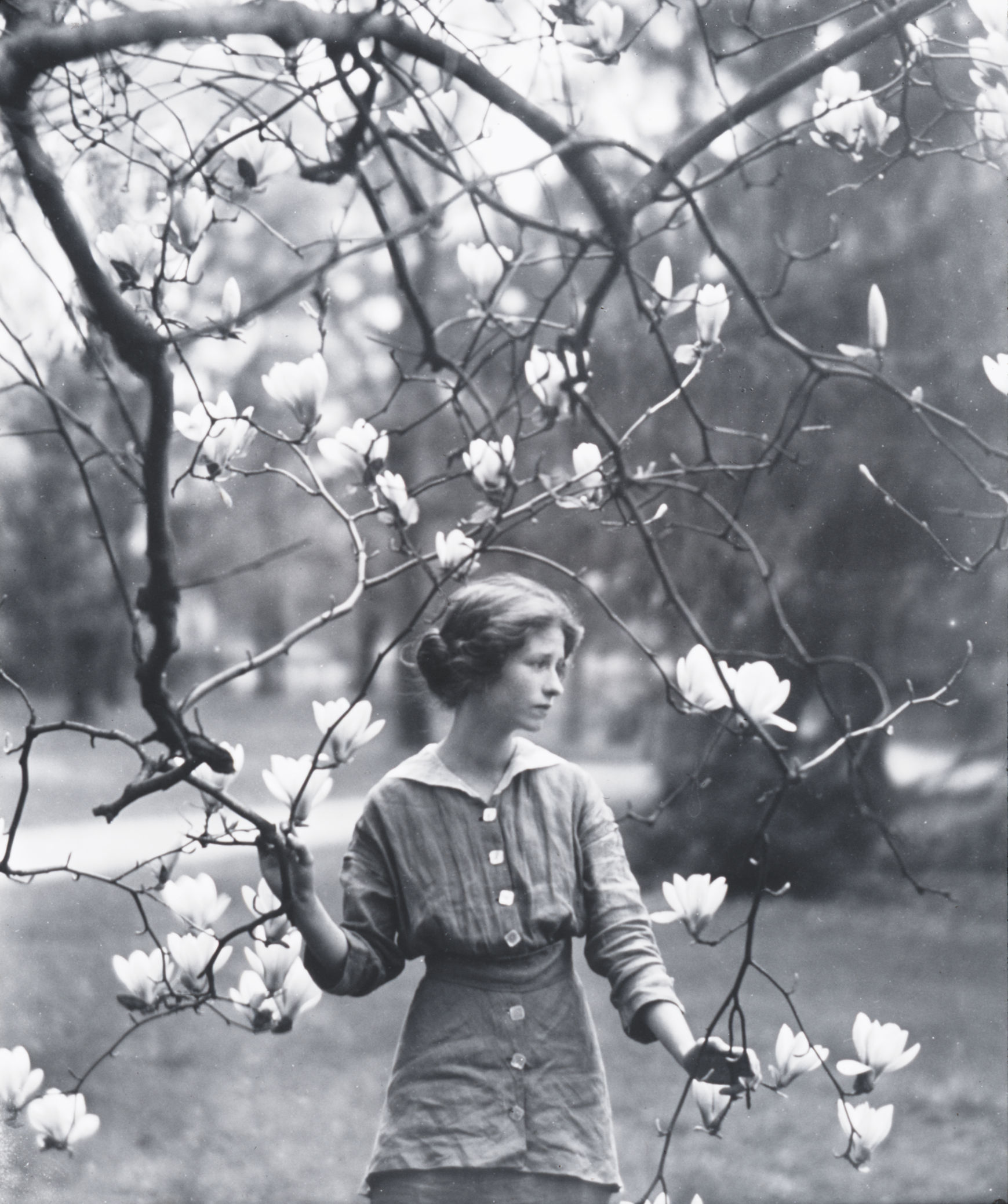
La poétesse et féministe américaine Edna St. Vincent Millay en 1914. Elle publia et fit jouer en 1919 Aria da capo, un drame opposé à la guerre.

Contrairement à la majorité des féministes (dont les organisations nationales sont regroupées au sein du Conseil international des femmes et de l'Alliance internationale pour le suffrage des femmes), une minorité fait scission et 1000 femmes se retrouvent en 1915 à La Haye afin de défendre leurs vues pacifistes. Elles créent le Comité international des femmes pour la paix permanente, qui devient en 1919 la Ligue internationale des femmes pour la paix et la liberté.
De grandes figures féminines, féministes et souvent révolutionnaires, sont restées fermement opposées à la guerre. On peut citer : Chrystal MacMillan au Royaume-Uni, Clara Zetkin, Helene Stöcker (fondatrice de l'Union des objecteurs de conscience allemands -Bund der Kriegsdienstgegner- en 1919), Anita Augspurg et Rosa Luxemburg en Allemagne, Jane Addams et Emily Greene Balch (toutes deux Prix Nobel de la paix) aux États-Unis, Angelica Balabanoff en Italie, Gabrielle Duchêne, Louise Saumoneau, Hélène Brion, Marie Mayoux, Madeleine Vernet et Inès Armand (maîtresse de Lénine) en France, Aletta Jacobs aux Pays-Bas, Julia Grace Wales au Canada, Alexandra Kollontaï en Russie.

### Conférence féminine interalliée de 1919

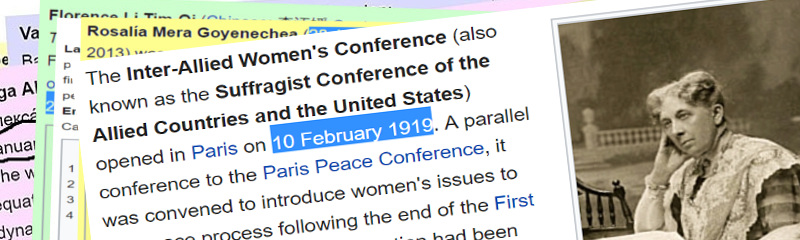
Montage réunissant des extraits de la Wikipedia anglophone avec le portrait de Marguerite de Witt-Schlumberger.

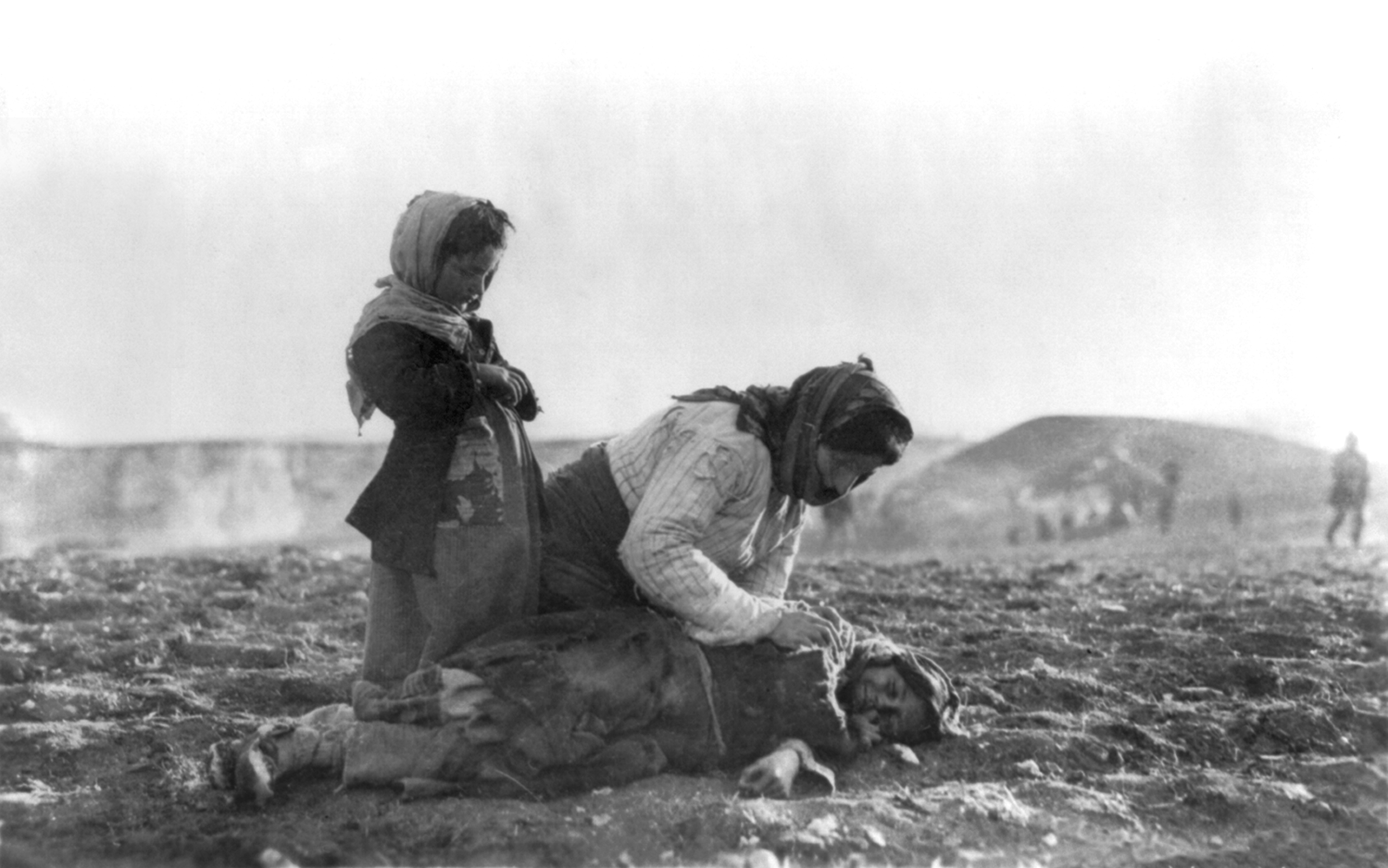
Arméniennes près d'un enfant mort, Alep (Empire ottoman) entre 1915 et 1919.

Les organisations féministes n'obtinrent pas de participer à la Conférence de Paix de Paris (1919) mais tinrent leur propre conférence en parallèle à Paris. Elle rassembla des représentantes d'organisations féministes de France, du Royaume-Uni, des États-Unis, d'Italie, Roumanie, Belgique, Afrique du Sud, Arménie, Nouvelle-Zélande, Pologne. Elle fut principalement organisée par la Française Marguerite de Witt-Schlumberger. Les organisations arguèrent de l'effort exceptionnel consentis dans les pays alliés par les femmes et des violences spécialement subies par les femmes lors des conflits (déportations, famines, génocides).
On les autorisa finalement à participer aux commissions préparatoires à l'Organisation internationale du travail et à la Société des Nations où elles purent seulement émettre des recommandations (10 avril 1919). Le seul succès tangible fut l'introduction dans l'article 7 du Pacte de la Société des Nations d'une mention garantissant que toutes les sections de la Société des Nations seraient ouvertes à la participation des femmes.

## Premiers acquis importants

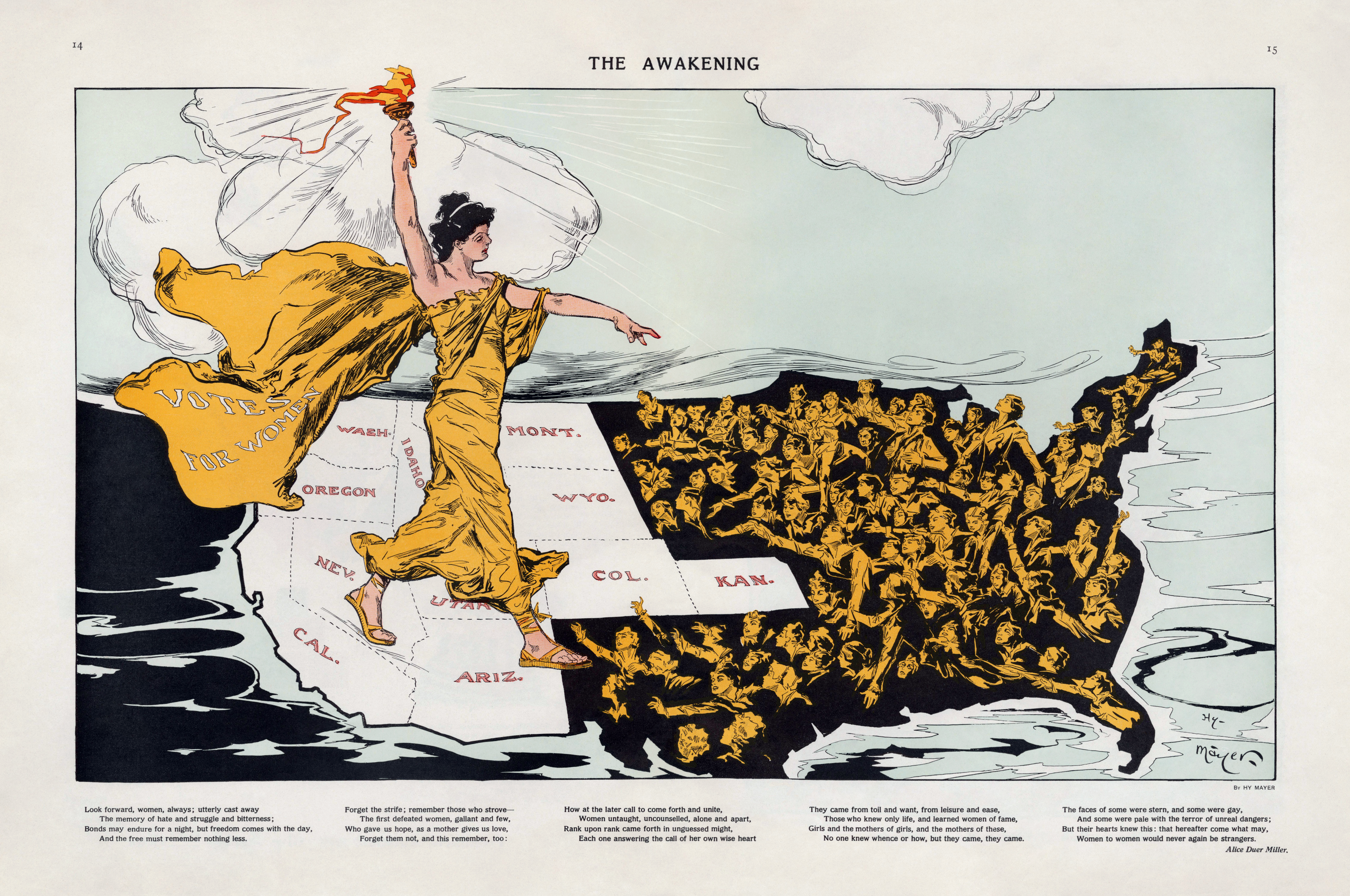
Liberty entraînant la progression du vote des femmes aux États-Unis avec un poème d'Alice Duer Miller, 1915.

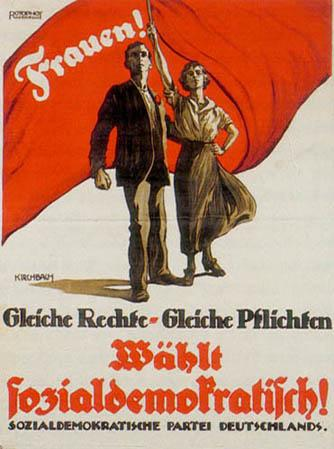
Affiche électorale socialiste en faveur des droits des femmes, Allemagne, 1919.

En novembre 1917, Kollontaï entre au gouvernement des Soviets comme ministre de la famille et de la santé, ce qui en fait la première femme d'état de l'époque moderne. Dès juillet 1917, le droit de vote pour les femmes (et presque tous les autres droits modernes des femmes) avaient été obtenus en Russie. Écartée ensuite du pouvoir par Lénine, Alexandra Kollontaï devint aussi la première femme ambassadeur.
L'Écossaise Chrystal Macmillan, une des fondatrices de la Ligue internationale des femmes pour la paix et la liberté est la première femme à plaider devant la Chambre des lords.

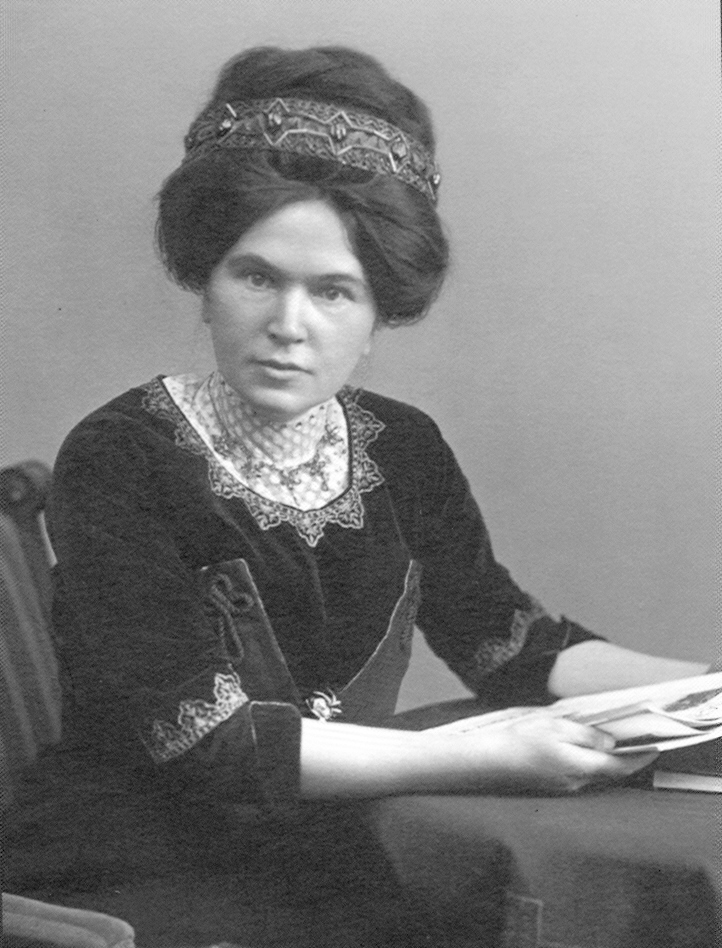
Aspazija, vers 1912. Elle fut élue à l'Assemblée constituante lettonne en 1920.

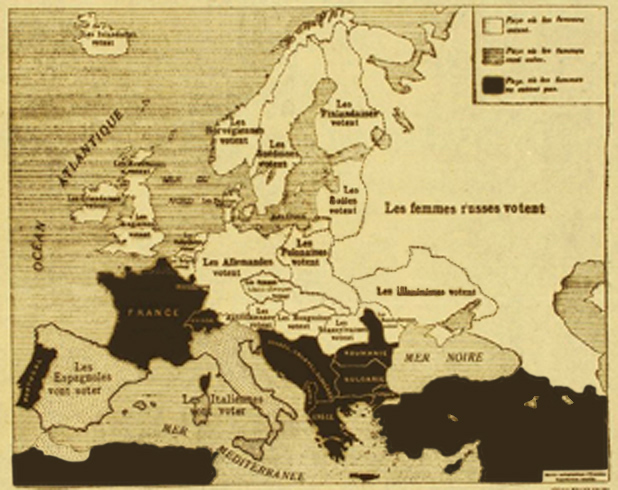
Les pays européens et le droit de vote des femmes en mai 1919.

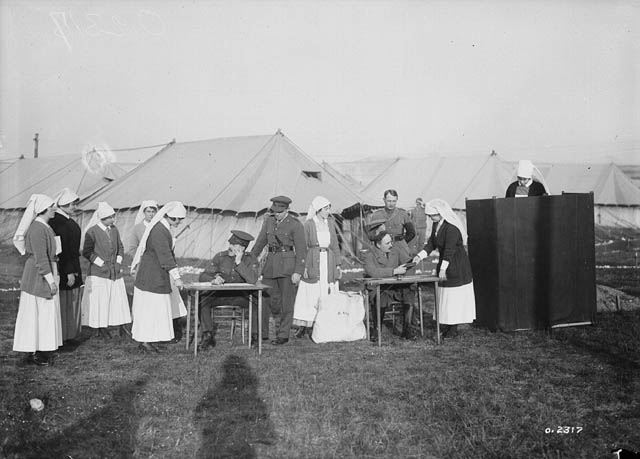
Un des premiers votes de femmes dans une élection générale : infirmières canadiennes en France, 1917.

Dès la fin de la guerre ou peu après, les républiques d'URSS, l'Allemagne, l'Autriche, le Danemark, la Norvège (maintien), le Royaume-Uni (suffrage censitaire pour les plus de 30 ans seulement), le Canada (1917 sauf le Québec), Terre-Neuve (1925), la Suède (extension du droit), le Luxembourg, la Hongrie, la Tchécoslovaquie, la Pologne, la Finlande (maintien), une partie de la Roumanie, les États-Unis (femmes blanches seulement, Dix-neuvième amendement de la Constitution des États-Unis), la Nouvelle-Zélande (extension du droit), l'Australie (maintien pour les femmes blanches), l'Albanie, la Belgique (élections communales seulement) et les Pays-Bas avaient donné le droit de vote aux femmes. Une tentative similaire échoua de peu en France.

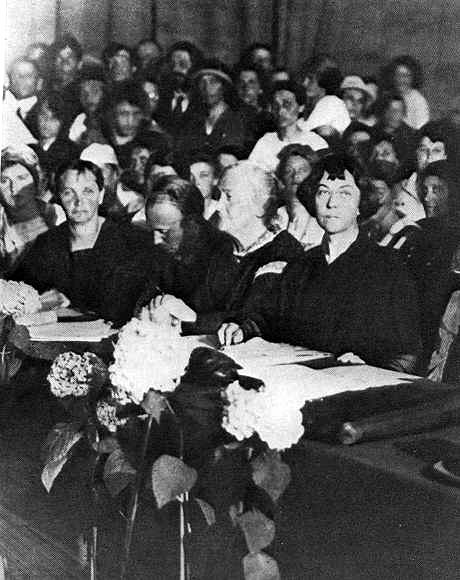
Clara Zetkin et Alexandra Kollontaï. Congrès du Komintern, 1921.

En France, la guerre terminée, les femmes qui travaillaient (la plupart du temps à des emplois peu qualifiés, dans des conditions éreintantes et mal payées) doivent souvent laisser leur place aux hommes de retour du front et assurer leur « mission » de repeuplement d'un pays à la démographie saignée. Toutefois, pour les catégories aisées, certains verrous leur interdisant des professions ont sauté grâce au conflit, alors que le secteur tertiaire se développe. Les années suivantes, le mouvement féministe voit ainsi arriver des avocates, des journalistes, des médecins ou encore des ingénieures, qui succèdent aux bourgeoises non salariées de la Belle Époque. Dans le domaine vestimentaire, à cause des restrictions de tissu et des contraintes professionnelles nécessitant des mouvements plus aisés, les robes se font désormais plus simples et plus courtes.

## Quelques femmes notables
- Elza Rosenberga dite Aspazija, femme de lettres, féministe et indépendantiste lettonne.
- 1914 : Dorothy Lawrence se fait passer pour un homme afin d'intégrer l'armée britannique.
- 1914-1917 : Maria Botchkareva (en russe : Мария Леонтьевна Бочкарева), née Frolkova, surnommée Yashka, est une femme russe qui a combattu lors de la Première Guerre mondiale et a formé le Bataillon féminin de la mort.
- 1914 : Flora Sandes, une Britannique, rejoint une unité de l'Ambulance Saint-Jean en Serbie et elle est par la suite devenue officière dans l'armée serbe[112].
- 1914 : L'infirmière britannique Edith Cavell aide à soigner les soldats blessés, des deux camps, lors de l'occupation allemande en Belgique. Exécutée en 1915 par les Allemands pour avoir aidé des soldats britanniques à fuir la Belgique. Elle était en lien avec les résistantes françaises citées ainsi qu'avec les trois suivantes.Princesse Marie de Croÿ, résistante belge, vers 1930.

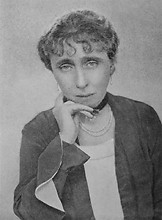
Princesse Marie de Croÿ, résistante belge, vers 1930.

- Marthe Boël (Marthe de Kerchove de Denterghem), féministe et résistante belge.
- Marie de Croÿ, résistante belge, travailla comme infirmière au château familial de Bellignies en France mis au service des Alliés comme hôpital. Elle participa ensuite à l'organisation des réseaux de résistance[85]. Elle a publié des Souvenirs[113].

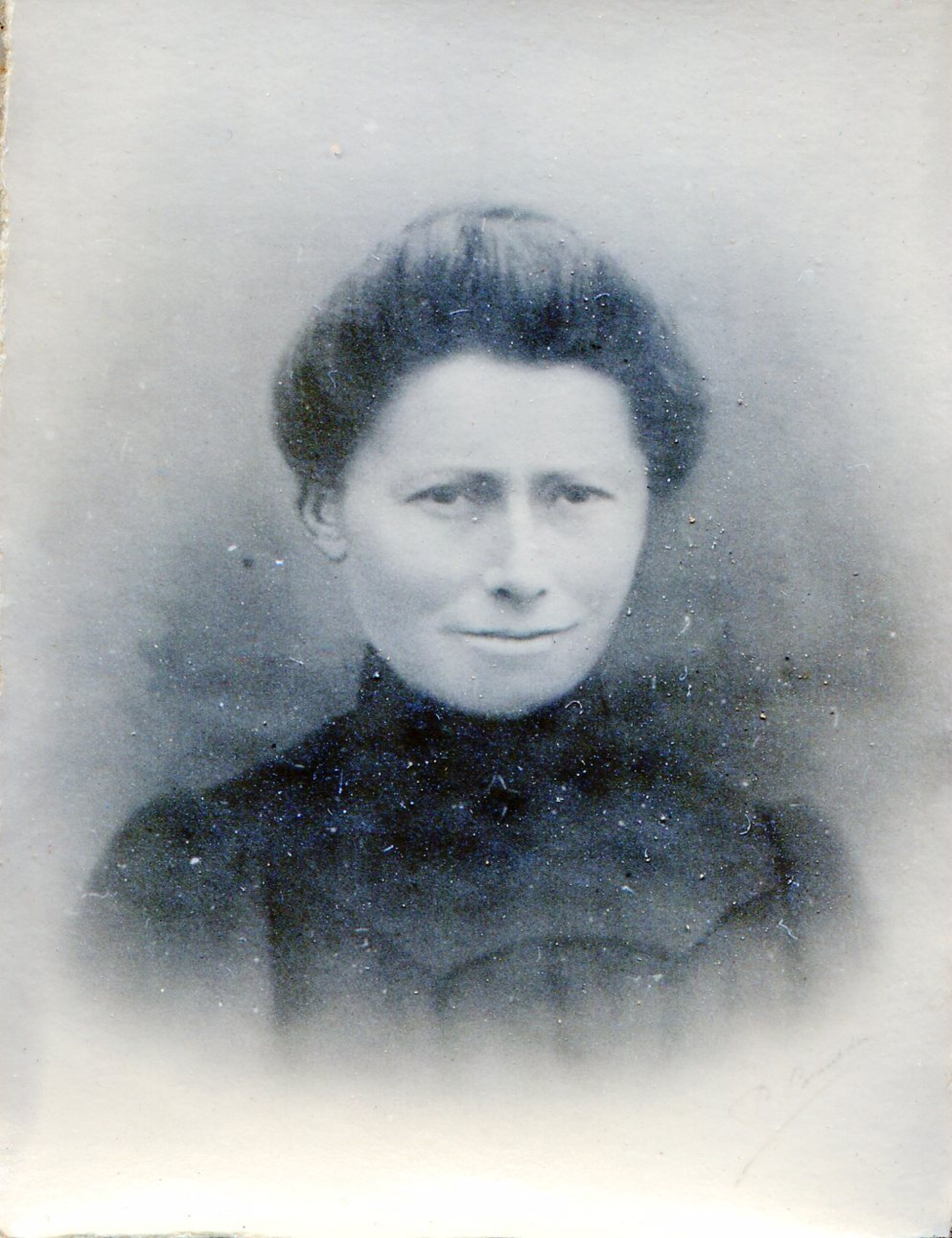
Marie Suire, agricultrice française, elle élève seule ses cinq enfants lorsque son mari est mobilisé en 1914.

- Marie Suire, agricultrice française, elle élève seule ses cinq enfants lorsque son mari est mobilisé en 1914.Marie Suire[47] (ép. Benéteau), son mari parti aux combats, elle élève seule ses cinq enfants, dirige le domaine agricole avec ingéniosité, réalise les moissons, entretient les vignes. Chaque jour, par ses correspondances et ses colis, elle entretient le moral, le courage et l'espoir de retour de son époux. Une grande foi et beaucoup d'amour qui ne sont pas sans cacher l'angoisse de l'absence. C'est le quotidien du plus grand nombre.
- Jeanne de Belleville, résistante belge[114]
- Simonne Legrand, épouse Menier. Elle est la belle-fille de Gaston Menier, magnat du chocolat et propriétaire du château de Chenonceau. Avec son mari Georges, elle administre l'hôpital de Chenonceaux et y sert toute la durée de la guerre[115].
- 1914 : Olena Stepaniv, une officière ukrainienne de l'unité des fusiliers de la Sitch, est la première femme à recevoir un grade d'officier dans le monde.Lady Surma à Mossoul en 1932. Elle porte probablement ici un habit religieux de sa congrégation.

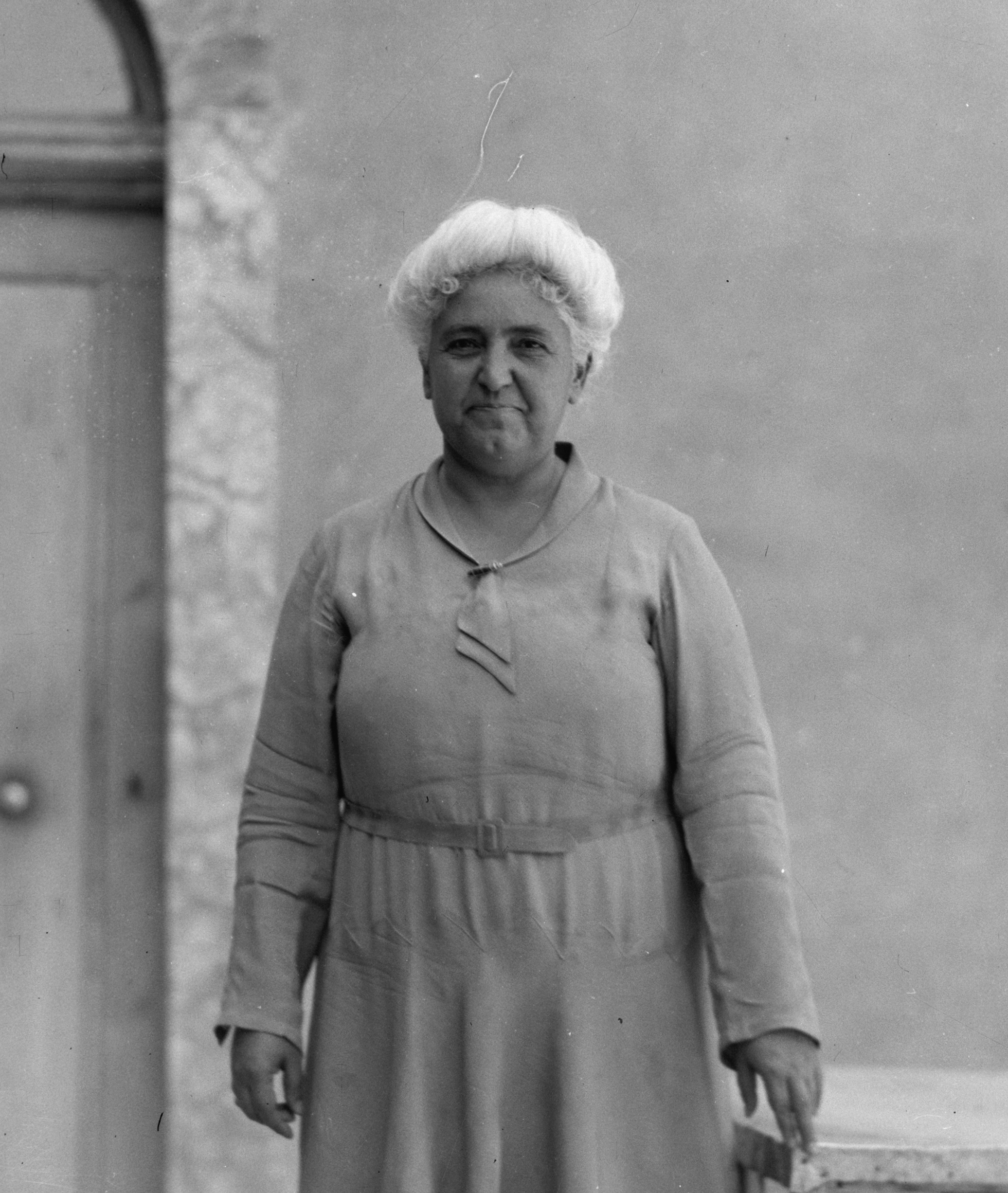
Lady Surma à Mossoul en 1932. Elle porte probablement ici un habit religieux de sa congrégation.

- Sofija Jovanović (en), combattante et héroïne serbe[116]

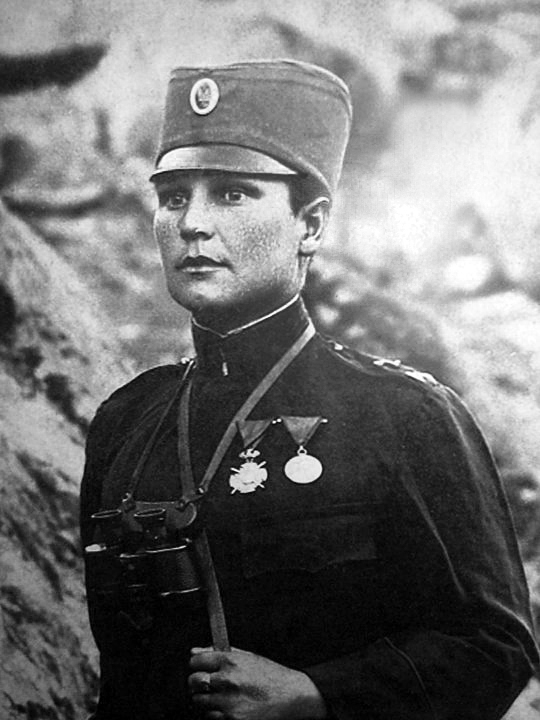
Milunca Savic, officière serbe.

- Lise Meitner, physicienne nucléaire, s'engage comme infirmière (Röntgenschwester, précisément) dans l'armée autrichienne en 1914 et y met en œuvre des équipements à rayons X. Elle reprend en 1916 ses recherches qui mèneront à l'explication de la fission nucléaire.
- Sophie de Prusse, reine des Hellènes, s'est investie en Grèce dans la création d'hôpitaux de campagne, l'organisation de la formation des infirmières et a elle-même soigné des blessés. Sœur du Kaiser Guillaume II, elle est suspectée par les Alliés de promouvoir une politique pro-allemande. Lors de l'incendie du palais de Tatoï en 1916, probablement provoqué par des agents français, elle sauve sa plus jeune enfant en s'enfuyant seule dans les bois.
- 1915 : L'artiste française Madame Arnaud (en) organise un régiment de femmes parisiennes et belges pour combattre les Allemands[117].
- 1915 : Olga Krasilnikov, une Russe, se fait passer pour un homme et combat dans dix-neuf batailles en Pologne. Elle reçoit la Croix de Saint-Georges[118].
- 1915 : Natalie Tychmini, une Russe, combat les Autrichiens à Opatow, alors qu'elle est déguisée en homme. Elle reçoit la Croix de Saint-Georges[119].
- Hertha Ayrton est une physicienne, ingénieure et féministe britannique qui mit au point et fit construire à partir de 1916 des ventilateurs capables de chasser des tranchées les gaz de combat.

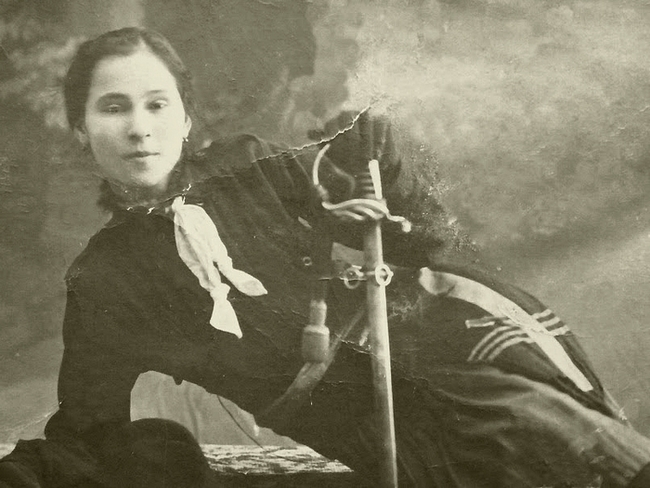
Portrait romantique (1916) de la sous-lieutenante roumaine Ecaterina Teodoroiu. Paysanne devenue soldate intrépide, soutenue par la famille royale, morte au combat, elle est souvent comparée à Jeanne d'Arc.

- Surma D'Bait Mar Shimun (en), le Pilier de la nation assyrienne, sœur du patriarche Simon XIX Benjamin, chef du mouvement assyrien, assassiné par une milice kurde en mars 1918. Elle est alors considérée comme régente (Princesse régente de la nation assyrienne) et représente les intérêts assyriens à Londres puis lors du traité de Versailles (Génocide assyrien)[120].
- Nicole Girard-Mangin, unique femme mèdecin affectée sur le Front, héroïne de Verdun.
- 1916 : Ecaterina Teodoroiu est une héroïne roumaine qui a combattu et est morte lors la Première Guerre mondiale.
- Victoria Savs et Stephanie Hollenstein combattirent dans l'armée autrichienne.
- 1916 : Milunka Savić, une héroïne de guerre serbe, est la combattante la plus récompensée des femmes dans l'histoire de la guerre : Légion d'honneur française à deux reprises, Croix de Saint-George russe, médaille anglaise du Très distingué Ordre de St Michael, et médaille serbe Miloš Obilić. Elle est la seule femme à avoir reçu la Croix de guerre française avec palme.

### Dans la fiction
- Le Docteur Jivago, film et roman, illustrent la situation des femmes en Russie au moment de la Guerre et de la Révolution russe
- La Fille de Ryan de David Lean (comme Le Docteur Jivago) met en scène une femme au temps de la Guerre et des révoltes irlandaises
- Wonder Woman (2017), film fantastique, met en scène deux femmes fictives aux combats opposés : Diana, princesse des Amazones et Docteur Poison dans une évocation assez réaliste des derniers moments de la guerre. Le film souligne l'étrangeté, aux yeux de l'héroïne issue d'une société exclusivement féminine, d'un monde ultra-violent où toutes les décisions importantes sont prises par des hommes.
- Les Gardiennes, roman
- Les Gardiennes, film
- Liste de films et séries mettant en scène Mata-Hari voir : Mata Hari (homonymie)
- Marie Curie, une femme sur le front (2014)
- Les Combattantes (2022)

Pour une liste exhaustive : 

#### Ouvrages généraux
- (en) Bernard A. Cook, Women and war : a historical encyclopedia from antiquity to the present, vol. 2, Santa Barbara, Calif, ABC-CLIO, 2006 (ISBN 978-1-85109-770-8, OCLC 162430612, lire en ligne)
- (en) Alison S. Fell et Christine E. Hallett, First World War nursing : new perspectives, New York, Routledge/Taylor & Francis Group, coll. « studies in modern history » (no 11), 2013, 216 p. (ISBN 978-0-415-83205-2, 978-1-138-95261-4 et 978-0-203-44892-2, OCLC 932077293)
- (en) Margaret Randolph Higonnet, Jane Jenson, Sonya Michel et Margaret Collins Weitz, Behind the lines : gender and the two world wars, New Haven, Yale University Press, 1987, 310 p. (ISBN 978-0-300-04429-4, OCLC 910624891, lire en ligne)
- (en) Leah Leneman, « Medical women at war, 1914–1918 », Medical History, vol. 38, no 2,‎ avril 1994, p. 160–177 (ISSN 2048-8343 et 0025-7273, DOI 10.1017/S0025727300059081, lire en ligne, consulté le 30 novembre 2018)
- (en) Tammy M. Proctor, Female Intelligence : Women and Espionage in the First World War, New York, New York University, 2003, 204 p. (ISBN 978-0-8147-6693-4, OCLC 963856487, lire en ligne)
- (en) Nicole Dombrowski Risser, Women and war in the twentieth century : enlisted with or without consent, New York, Rutledge, 2004, 392 p. (ISBN 978-0-203-02032-6, 978-1-135-87285-4 et 978-0-815-32287-0, OCLC 7385578268)

#### Monde britannique
- (en) Gail Braybon, Women workers in the First World War : the British experience, Croom Helm, 1981, 244 p. (ISBN 978-0-389-20100-7, lire en ligne)
- (en) Susan R. Grayzel, Women and the First World War, Longman, 2002, 193 p. (ISBN 978-0-582-41876-9, lire en ligne)
- Vivien Newman, We Also Served : The Forgotten Women of the First World War, Pen & Sword History, 2014, 224 p. (ISBN 978-1-78346-225-4, OCLC 890938484, lire en ligne)
- (en) Sharon Ouditt, Women Writers of the First World War : An Annotated Bibliography, Routledge, 2000, 230 p. (ISBN 978-0-415-04752-4, lire en ligne)
- (en) J. Rayner, « The carer, the combatant and the clandestine: images of women in the first world war in War Illustrated magazine., 1914–16 », Women's History Review,‎ 2017 (ISSN 0961-2025, DOI 10.1080/09612025.2017.1292619, lire en ligne).

##### Canada
- (en) Susan R. Fisher, Boys and girls in no man's land : English-Canadian children and the First World War, Toronto Ont, University of Toronto Press, 2011, 311 p. (ISBN 978-1-4426-4224-9 et 978-1-442-61123-8, OCLC 856901486, lire en ligne)
- (en) Sarah Glassford et Amy J Shaw, A sisterhood of suffering and service : women and girls of Canada and Newfoundland during the First World War, Vancouver, B.C, UBC Press, 2012, 357 p. (ISBN 978-0-7748-2256-5, OCLC 1027961026)

#### France
- (en) Margaret Darrow et Margaret H. Darrow, French Women and the First World War : War Stories of the Home Front, Berg Publishers, août 2000, 352 p. (ISBN 978-1-85973-366-0, lire en ligne)
- Emmanuel Debruyne, "Femmes à Boches". Occupation du corps féminin, dans la France et la Belgique de la Grande Guerre, Les Belles Lettres, 2018.
- Évelyne Morin-Rotureau, Combats de femmes 1914-1918, 2004, avant-propos.
- Françoise Thébaud, Les femmes au temps de la guerre de 14, Paris, Éd. Payot & Rivages, coll. « Petite bibliothèque Payot » (no 947), 2013 (1re éd. 1986), 478 p. (ISBN 978-2-228-91011-8, OCLC 915554463).

#### Allemagne
- (en) Ute Daniel (trad. de l'allemand par Margaret Ries), The war from within : German working-class women in the First World War [« Arbeiterfrauen in der Kriegsgesellschaft : Beruf, Familie Und Politik Im Ersten Weltkrieg »], Oxford New York, Berg, coll. « Legacy of the Great War », 1997, 343 p. (ISBN 978-0-85496-892-3 et 978-1-859-73147-5, OCLC 925364976)
- Hagemann, Karen and Stefanie Schüler-Springorum, eds. Home/Front: The Military, War, and Gender in Twentieth-Century Germany (Berg, 2002)  (ISBN 1859736653)
- Hagemann, Karen, "Mobilizing Women for War: The History, Historiography, and Memory of German Women’s War Service in the Two World Wars," Journal of Military History 75:3 (2011): 1055-1093

#### Italie
- (en) Allison Scardino Belzer, Women and the Great War : Femininity under Fire in Italy, New York, Palgrave Macmillan, 2010, 282 p. (ISBN 978-0-230-31568-6, OCLC 5584091074, lire en ligne)

#### Russie
- Stéphane Audoin-Rouzeau Nicolas Werth. " Yashka, journal d'une femme combattante Russie 1914-1917" (2012)

#### Serbie
- Krippner, Monica. The Quality of Mercy: Women at War, Serbia, 1915-18. Newton Abbot [England]: David & Charles, 1980.  (ISBN 0715378864) (OCLC 7250132)

#### États-Unis
- (en) Jean Ebbert et Marie-Beth Hall, The First, the Few, the Forgotten : Navy and Marine Corps Women in World War I, Annapolis, MD, The Naval Institute Press, 2002, 189 p. (ISBN 978-1-55750-203-2, OCLC 464797899)
- (en) Lettie Gavin, American women in World War I : they also served, Niwot, Colorado, University Press of Colorado, 1997, 295 p. (ISBN 978-0-87081-432-7, OCLC 247651583)
- (en) Susan H. Godson, Serving proudly : a history of women in the U.S. Navy, Annapolis, Md. Washington, D.C, Naval Institute Press Naval Historical Center, 2001, 453 p. (ISBN 978-1-55750-317-6, OCLC 46791080)
- (en) Jeanne Holm, Women in the military : an unfinished revolution, Novato, CA, Presidio Press, 1992, 544 p. (ISBN 978-0-89141-450-6, OCLC 246528375)
- (en) Maurine Weiner Greenwald (Based on the author's thesis, Brown University, 1977), Women, war, and work : the impact of World War I on women workers in the United States, Westport, Conn, Greenwood Press, coll. « Contributions in women's studies » (no 12), 1980, 309 p. (ISBN 978-0-313-21355-7, OCLC 1011753743)
- (en) Kimberly Jensen, Mobilizing Minerva : American women in the First World War, Urbana, University of Illinois Press, 2008, 244 p. (ISBN 978-0-252-03237-0 et 978-0-252-07496-7, OCLC 134991191, lire en ligne)
- (en) David Kennedy, Over Here : The First World War and American Society, New York, Oxford University Press, 1980, 404 p. (ISBN 978-0-19-502729-7 et 978-0-195-03209-3, OCLC 993276876, lire en ligne)